# Francie
Francie (francouzsky France  [fʀɑ̃s]), plným názvem Francouzská republika (francouzsky République française  [ʀepyblik fʀɑ̃sɛːz]), je stát nacházející se především v západní Evropě. Mezi její zámořské oblasti a území patří Francouzská Guyana v Jižní Americe, Saint Pierre a Miquelon v severním Atlantiku, Francouzské Antily a mnoho ostrovů v Oceánii a Indickém oceánu, což vytváří jednu z největších nesouvislých výlučných ekonomických zón na světě. Metropolitní Francie sousedí na severu s Belgií a Lucemburskem, na severovýchodě s Německem, na východě se Švýcarskem, na jihovýchodě s Itálií a Monakem, na jihu s Andorrou a Španělskem a na severozápadě má námořní hranici se Spojeným královstvím. Většina území je tvořena rovinami nebo mírně zvlněnými pahorkatinami, vysoké hory se tyčí na jihu a na jihozápadě země, leží v mírném pásmu s teplými léty a mírně chladnými zimami. Francie se dělí na osmnáct integrálních regionů, na ploše asi 644 000 km² žije 68,6 milionů obyvatel. Hlavním a největším městem je Paříž, mezi další významné městské oblasti patří Lyon, Marseille, Lille a Toulouse. Drtivou většinu obyvatel země tvoří Francouzi, úředním jazykem je francouzština.
Metropolitní Francii osídlily v době železné keltské kmeny známé jako Galové, než Starověký Řím v roce 51 př. n. l. oblast anektoval, což vedlo ke vzniku svébytné galsko-římské kultury. V raném středověku vytvořili germánští Frankové Franskou říši, která se stala jádrem karolinské říše. Verdunská smlouva z roku 843 rozdělila říši a Západofranská říše se v roce 987 stala Francouzským královstvím. Ve vrcholném středověku byla Francie mocným, ale decentralizovaným feudálním královstvím, od poloviny 14. do poloviny 15. století však byla ponořena do dynastického konfliktu s Anglií známého jako stoletá válka. V 16. století v období francouzské renesance došlo k rozkvětu kultury a vzestupu francouzské koloniální říše. Vnitřně Francii dominoval konflikt s habsburským rodem a francouzské náboženské války mezi katolíky a hugenoty. Francie byla úspěšná ve třicetileté válce a za vlády Ludvíka XIV. dále posílila svůj vliv.
Francouzská revoluce v roce 1789 svrhla starý režim a přijala Deklaraci práv člověka, která dodnes vyjadřuje její národní ideály. Francie dosáhla svého politického a vojenského vrcholu na počátku 19. století za Napoleona Bonaparta, který si podmanil část kontinentální Evropy a založil První francouzské císařství. Francouzské revoluční války a napoleonské války významně ovlivnily běh evropských dějin. Rozpad císařství zahájil období relativního úpadku, v němž Francie prožila bouřlivé střídání vlád až do vzniku Třetí republiky během prusko-francouzské války v roce 1870. V následujících desetiletích nastalo období hospodářské prosperity a kulturního a vědeckého rozkvětu známé jako Belle Époque. Francie byla jedním z hlavních účastníků první světové války, z níž vyšla vítězně za cenu velkých lidských a hospodářských ztrát. Ve druhé světové válce patřila mezi spojenecké mocnosti, ale v roce 1940 kapitulovala a byla okupována Osou. Po jejím osvobození v roce 1944 vznikla krátce trvající Čtvrtá republika, která později zanikla v důsledku porážky v alžírské válce. Současnou Pátou republiku založil v roce 1958 Charles de Gaulle. Alžírsko a většina francouzských kolonií se v 60. letech 20. století osamostatnily, přičemž většina z nich si zachovala úzké hospodářské a vojenské vazby na Francii.
Francie je unitární poloprezidentská republika s prezidentem jako hlavou státu, zákonodárným orgánem je dvoukomorový parlament. Je vyspělou zemí s celosvětově vysokým nominálním příjmem na obyvatele a její vyspělá ekonomika patří k největším na světě. Francie si po staletí udržuje status světového centra umění, vědy a filozofie. Nachází se zde třetí největší počet památek světového dědictví UNESCO a je přední světovou turistickou destinací, kterou v roce 2018 navštívilo více než 89 milionů zahraničních návštěvníků.  Je velmocí ve světovém dění, patří mezi pět stálých členů Rady bezpečnosti OSN a je oficiálním státem disponujícím jadernými zbraněmi. Francie je zakládajícím a vedoucím členem Evropské unie a eurozóny a také klíčovým členem skupiny G7, Severoatlantické aliance, Organizace pro hospodářskou spolupráci a rozvoj a Frankofonie.

## Původ francouzského národa

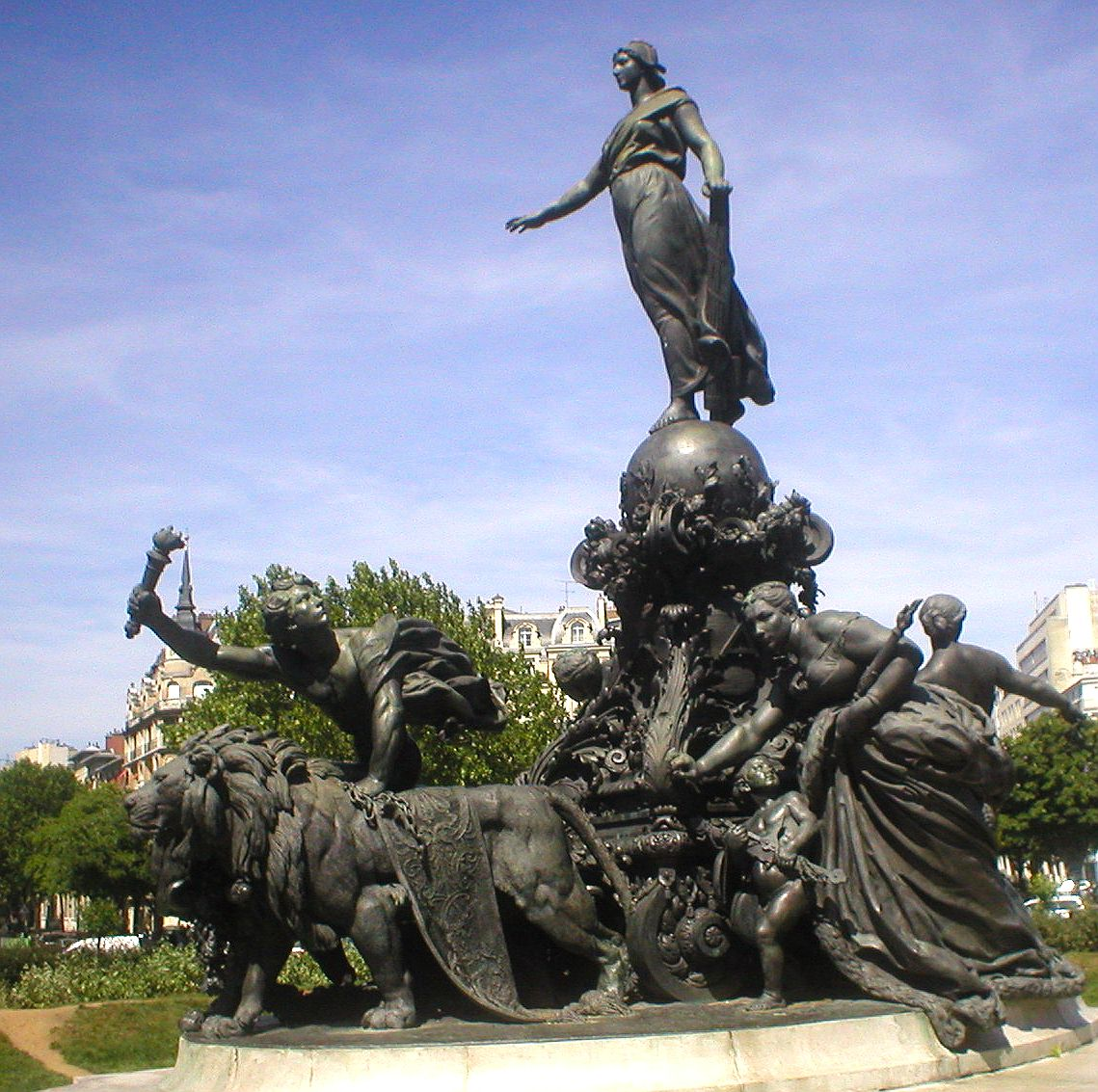
Alegorická postava Marianne, jednoho ze symbolů francouzského národa

Eugène Delacroix – La liberté guidant le peuple, Svoboda vedoucí lid, symbol Francouzské revoluce

Ačkoliv je Francie obvykle vnímána jako jednolitý národní stát, při pohledu na rané dějiny Francie je patrné, že – slovy André Mauroise – „jakási francouzská rasa nikdy neexistovala“. Francouzi se vyznačují značně různorodým etnickým původem, který je stejně jako francouzské dějiny výsledkem mnoha vlivů. V průběhu svých dějin zažila Francie množství přistěhovaleckých vln (což je příznačné i pro současnou Francii). Vyplývá to z geografické polohy Francie na západním okraji evropského kontinentu. Jejím vlivem byla Francie místem, kde se zastavovaly invaze a usazovali se vetřelci. Navíc, přestože dnešní Francie má přirozené hranice, z historického hlediska nebyla nijak uzavřeným celkem. Na jejím území se tak od počátku dějin setkávají nejrozličnější národy – Keltové, Řekové, Římané, Germáni, Frankové, Normané, Židé, Španělé, Portugalci, Italové, Alžířané a mnoho dalších.
Nejvýznamnější stopy v dějinách Francie zanechali Galové (což byla ta část Keltů, která se usadila ve Francii), Římané a Frankové, přičemž Galové a Římané na přelomu prvního a druhého tisíciletí splynuli dohromady a Frankové dali Francii jméno. Přístup k imigrantům byl na území Francie téměř výhradně asimilační, což znamená, že kultura, jazyk a genetické dispozice nově příchozích se rozpouštěly mezi zde již dříve usazeným obyvatelstvem, přičemž je samozřejmě do jisté míry i obohacovaly. Z hlediska civilizačního byl nejzásadnější vliv galorománské kultury, což se odráží i na dnešní podobě francouzštiny, kterou řadíme mezi románské jazyky. Výskyt mnoha oblastních jazyků, které většinou nemají s latinským jazykem příliš společného (bretonština, baskičtina, korsičtina, vlámština nebo alsaské nářečí němčiny), však velmi názorně dokládá, že utváření francouzského národa bylo mnohem složitější a nejednoznačnější. Ještě v první polovině 20. století byla každodenním jazykem většiny venkovského obyvatelstva v jižní třetině Francie románská okcitánština, která má blízko ke katalánštině. „Ačkoliv staletí trvající centralizační tlaky stmelily Francouze do jediného národa se silným citem pro národní identitu“, byl tento národ utvářen množstvím rozdílných etnik. A právě z této historické rozmanitosti pochází kulturní a jazykové bohatství dnešní Francie.

## Dějiny

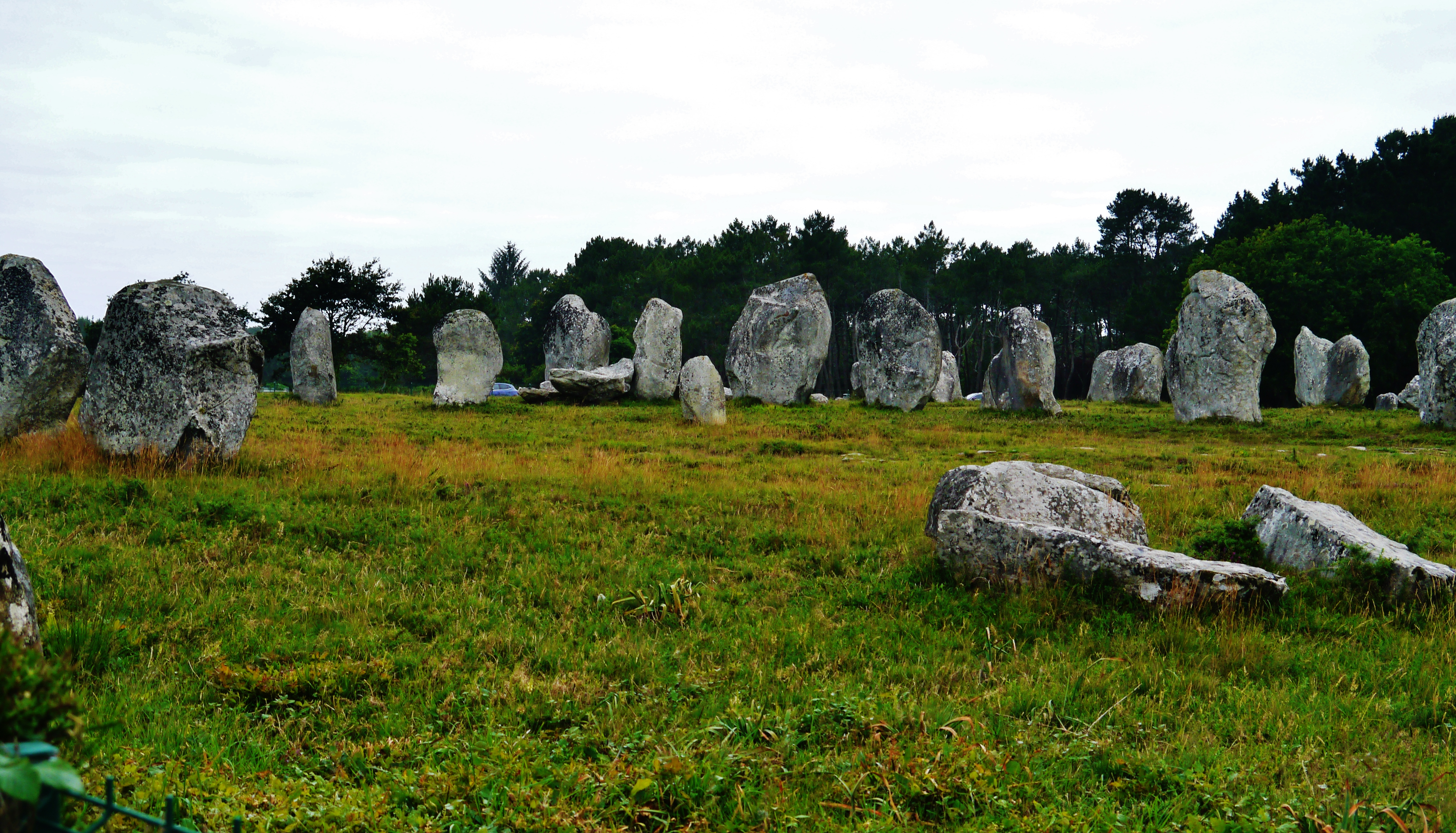
Megalitické řady v Carnacu

### Prehistorie

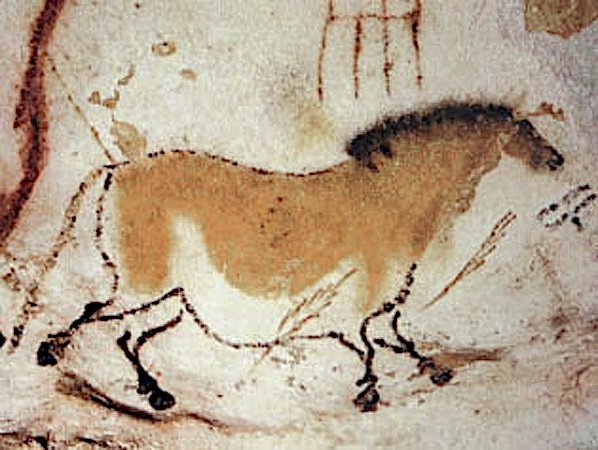
Jeskynní malba v Lascaux

Nejstarší stopy lidského osídlení na území dnešní Francie pocházejí z doby 1,8 milionu let př. n. l. Francie má velké množství památek z paleolitu, včetně jeskynních maleb, z nichž nejznámější jsou ty v Lascaux, jež vznikly asi 18 000 let př. n. l.
Na konci posledního ledovcového období (10 000 př. n. l.) se klima stalo mírnější a kolem roku 7 000 př. n. l. tato část Evropy vstoupila do neolitu a její obyvatelé začali žít usedlým stylem života, tedy osvojili si zemědělství. Na konci 3. tisíciletí př. n. l. se objevila metalurgie, zpracovávalo se zlato, měď a bronz, později i železo. Na území Francie se nacházejí též četná naleziště megalitů, nejznámější je oblast Carnac. Série menhirů zde byly vztyčeny okolo roku 3300 př. n. l.

### Galie

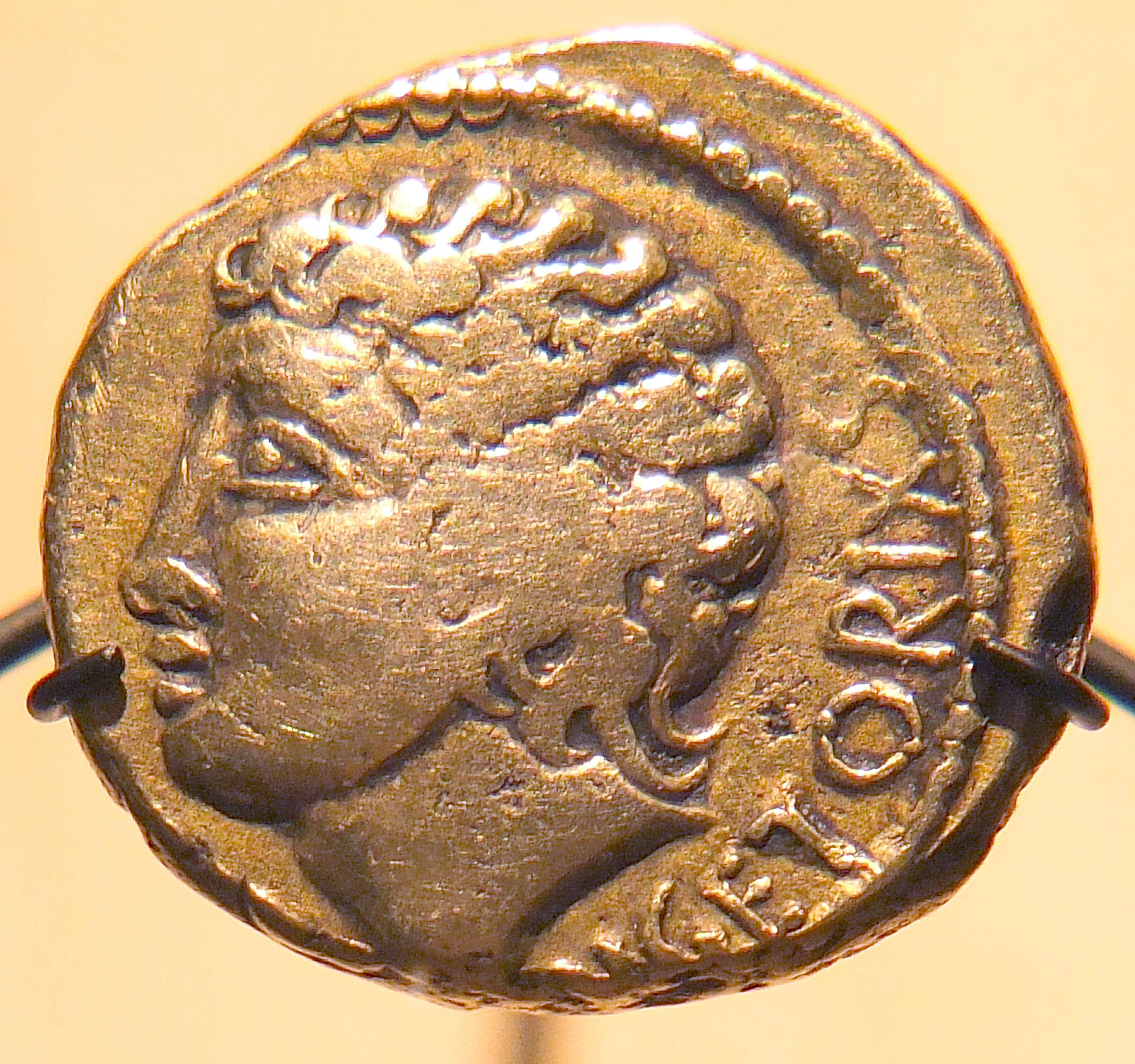
Vercingetorix na galské minci

V 6. století př. n. l. založili jónští Řekové na pobřeží Středozemního moře, v dnešní jižní Francii, osadu Massalia. Na jejích základech vzniklo město Marseille, které je tak nejstarším francouzským městem. Mezi 5. a 3. stoletím př. n. l. pronikly na francouzské území keltské kmeny, kterým později Římané říkali Galové. Ti se rozšířili na velmi širokém území, takže hranice současné Francie zhruba odpovídají hranicím starověké Galie. Zejména na jihu byli Keltové od počátku silně ovlivňováni antickou kulturou. Galové činili výpady na území Římské říše, například Brennus roku 390 př. n. l. oblehl Řím.
Nakonec si ale Římané podrobili Galii. Roku 125 př. n. l. dobyli její jih. Dali mu jméno Provincia Nostra, z čehož se posléze vyvinul název Provence. Plně si Galii podrobil v 1. století př. n. l. Julius Caesar svým známým tažením. Sám je zachytil v literární památce Zápisky o válce galské, jež je cenným zdrojem informací o keltské kultuře. Galové žili s Římany po nějaký čas v míru a Galie byla prosperující součástí Římského impéria, ale přecházeli také pravidelně do povstání. Hrdiny protiřímského galského odboje byli Vercingetorix nebo Ambiorix. Římané založili významná města, především Nemausus (dnešní Nîmes) či Lugdunum (Lyon). Galové přijali římský jazyk (latinu) a jejím smísením s keltským základem vznikla francouzština. S romanizací území souvisí i časné šíření křesťanství od 2. a 3. století, klíčovou roli v christianizačním procesu sehrál Irenej z Lyonu.
Galské východní hranice byly ve 4. století prolomeny invazí germánských kmenů, zejména Burgundů, Vizigótů a hlavně Franků, kteří později dali zemi její dnešní jméno. Vznikla řada menších germánských království, zejména na severu dnešní Francie – galo-římský charakter udržela jen Syagriova říše. Keltové byli Germány zatlačeni, na druhou stranu přišli noví Keltové z Británie, kteří se usadili v Bretani, kde do značné míry keltskou kulturu obnovili – a její duch je zde poznat dodnes.

### Franská říše

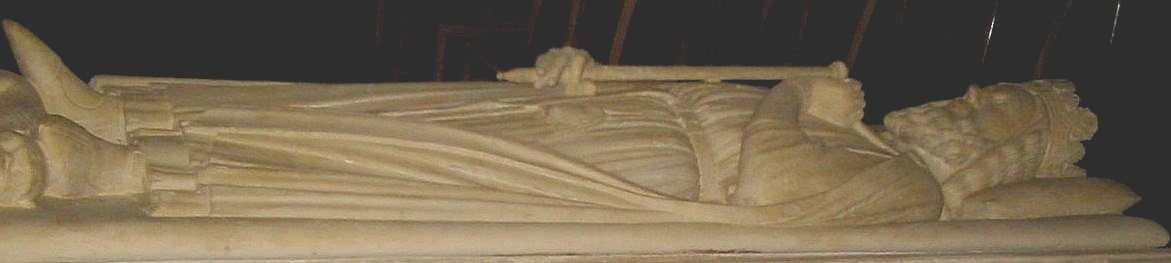
Hrob Chlodvíka I.

Největší roli sehrál kmen Franků a v něm pak Chlodvík I., který sjednotil všechny Franky pod svou vládu, porazil ostatní germánské kmeny (zejm. Vizigóty), ovládl většinu bývalého římsko-galského území a založil Franskou říši a její první královskou dynastii – Merovejce. Roku 508 se nechal Chlodvík pokřtít jako první germánský král, a Francie tak získala přízvisko „nejstarší dcera církve“. Po Chlodvíkově konverzi se franská říše přeměnila z volené monarchie na dědičnou. Chlodvík ovládl i území současného Německa, nicméně za své sídlo si zvolil Paříž. Frankové zemi přejmenovali na Francia („Země Franků“). Ztratili ovšem svůj germánský jazyk a jazykově se romanizovali.

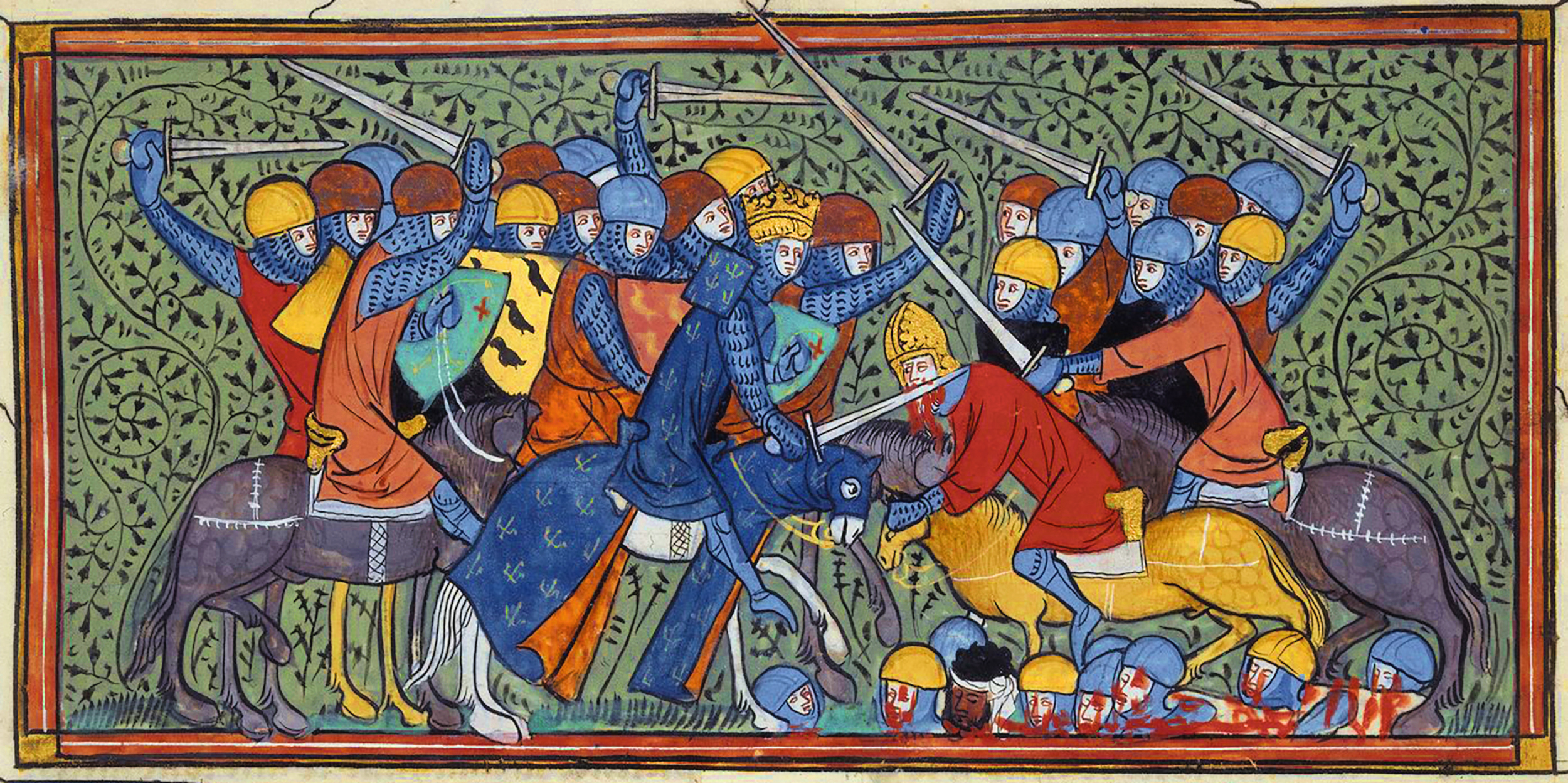
Bitva u Tours

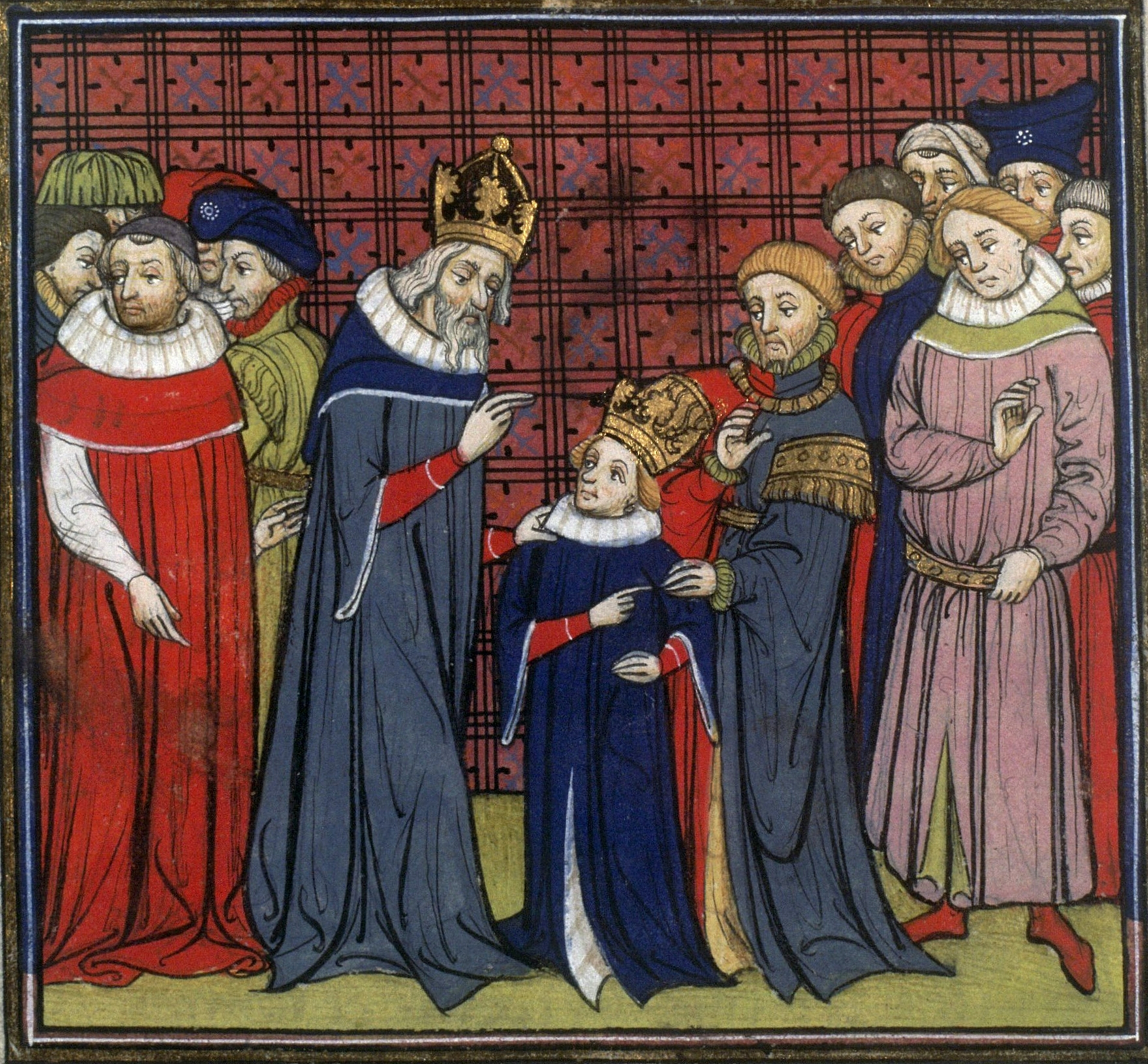
Karel Veliký a jeho syn Ludvík I. Pobožný

Po Chlodvíkově smrti se království rozpadlo a jeho dědici ztratili vliv. Moc na sebe pak strhl jeden z jejich majordomů, Karel Martel. Ten 25. října 732 zastavil v bitvě u Tours (někdy je nazývána též bitva u Poitiers) útok muslimů. Bitva byla klíčová pro celou Evropu. Frankové vedení Karlem v ní zastavili islámskou expanzi do Evropy. Díky této bitvě dostal Karel svou přezdívku Martel (Kladivo). V roce 737 vytěsnil při vojenském tažení Araby až za Pyreneje. Karel se sám neprohlásil za krále, ale jeho syn Pipin III. Krátký tak již učinil a založil tak novou královskou dynastii Karlovců. Papež jej korunoval odměnou za jeho pomoc proti Langobardům. Pipinův syn Karel Veliký pak vybudoval rozsáhlou říši napříč celou západní Evropou, která zasahovala i do Evropy střední. Karel se nechal prohlásit „římským císařem“ a kulturní rozmach za jeho vlády se nazývá karolínská renesance.
Karlův syn Ludvík I. Pobožný udržel rozsáhlou říši ještě pohromadě, ale jeho tři synové Ludvík II. Němec, Lothar I. Franský a Karel II. Holý ji rozdělili do tří částí, které se už pak nikdy znovu nespojily: Ludvíkova Východofranská říše (Francia orientalis) se stala základem dnešního Německa, Lotharova Středofranská říše (Lotharingia) zahrnula východ dnešní Francie a sever dnešní Itálie a Karlova Západofranská říše (Francia occidentalis) ležela celá na území dnešní Francie. Proto také rok jejího vzniku, 843, považují Francouzi většinou za datum vzniku Francie.

### Středověk

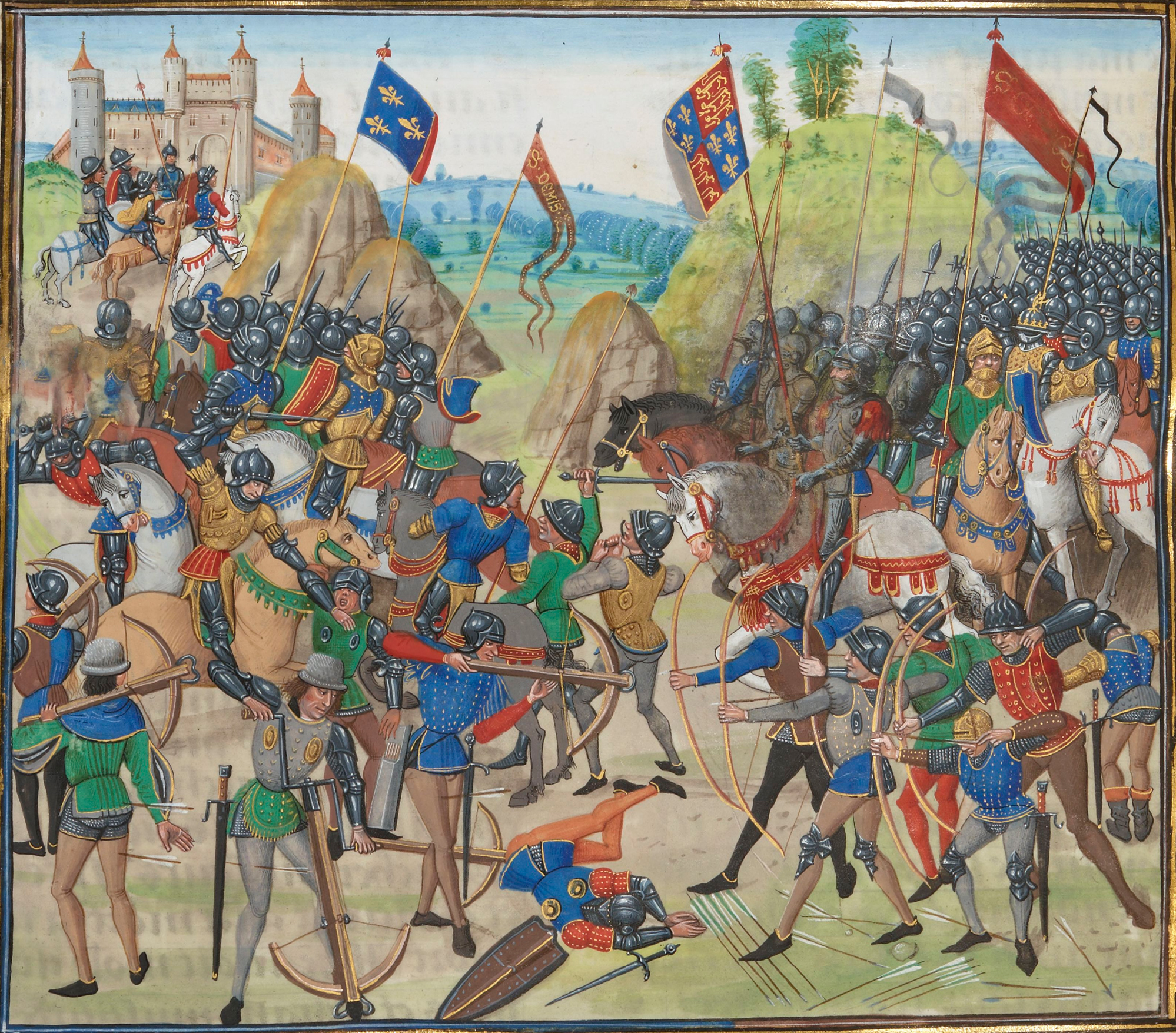
Stoletá válka: bitva u Kresčaku

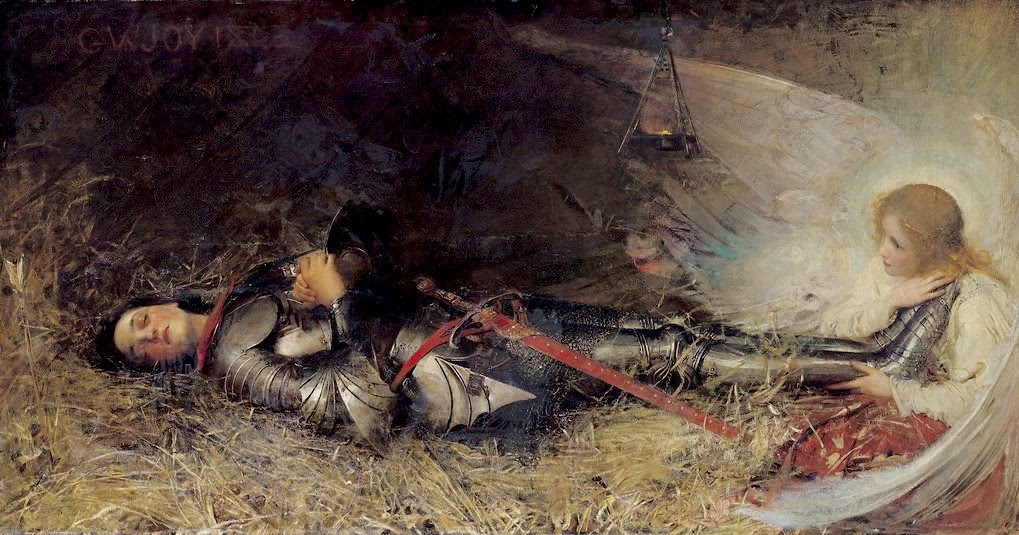
Jana z Arku

Během 9. a 10. století, mj. v důsledku řady vikinských invazí, se Francie stala velmi decentralizovaným státem. Moc krále byla spíše symbolická. Takto francouzští králové také ztratili kontrolu nad dobytou Anglií, když se Vilém Dobyvatel prohlásil za jejího krále. Napětí z toho plynoucí však trvalo další staletí.
Potomci Karla Velikého vládli Francii až do roku 987, kdy byl korunován králem Hugo Kapet. Jeho potomci, Kapetovci a jejich vedlejší větve z Valois a Bourboni postupně pomocí série válek a dědictví sjednotili území pod centrální panovnickou moc. Vzniklo takto Francouzské království. Do 15. století ovládlo více než polovinu území současné Francie.
Francouzská šlechta se stala rozhodující silou při křížových výpravách do Svaté země (proto také Arabové všechny křižáky nazývali Franj). Francouzština se stala základem lingua franca křižáckých států. S křížovými výpravami souvisel vznik často velmi vlivných rytířských řádů (Maltézský řád, Řád templářů). Templáři dosáhli takové moci, že ohrožovali i královskou autoritu a francouzský král se rozhodl řád rozprášit. Kontakt s kolébkou křesťanství dal také vzniknout křesťanským herezím, založeným většinou na gnózi. Na jihu Francie se velmi významným jevem stalo hnutí katarů. Zasahovala proti nim albigenská křížová výprava. Porážka katarů znamenala pohlcení Toulouského hrabství Francií a další centralizaci moci.
Od 12. století angličtí králové z rodu Plantagenetů ovládali rozsáhlá území západní Francie. K vyhnání Angličanů z Francie došlo teprve na konci stoleté války (1337–1453), jež mezi Anglií a Francií vypukla. K hrdinům stoleté války patřila Jana z Arku, jež se stala jedním z velkých francouzských symbolů.
Středověk byl ve Francii, jako i jinde v Evropě, též ve znamení morových ran, v jisté chvíli na mor zemřela polovina ze 17 milionů obyvatel Francouzského království.

### Raný novověk

Bartolomějská noc

Objevitelé jako Jacques Cartier a Samuel de Champlain, kteří v 16. století pronikli do Severní Ameriky, položili základy francouzské koloniální říše. S Habsburky svedli Kapetovci (přesněji větev Valois) v 16. století boj o evropskou hegemonii v tzv. italských válkách (1494–1559). Francouzština se v té době stala jazykem evropské aristokracie.

Ve druhé polovině 16. století však Francii zasáhly náboženské války mezi hugenoty a katolíky. Neblaze proslulou se stala tzv. bartolomějská noc (1572), během níž bylo zmasakrováno několik tisíc protestantů. Smír sjednal až Edikt nantský, kterým Jindřich IV. hugenotům přiznal práva (1598). Roku 1597 začal mocenský konflikt se Španělskem, který vyvrcholil francouzsko-španělskou válkou, trval až do poloviny 17. století a stál Francii 300 000 životů. Jeho výsledkem nicméně byla francouzská hegemonie v kontinentální evropské politice.

Ludvík XIV.

Za Ludvíka XIII. (vládl 1610–1643), s pomocí jeho proslulé pravé ruky, kardinála Richelieu, Francie zahájila mohutnou centralizaci moci. K dokonalosti absolutismus dovedl Ludvík XIV. (vládl 1643–1715, období je nazýváno Velké století) a po matce zděděný kardinál Mazarin. Za jeho vlády monarchie dosáhla své největší moci. Královské moci se snažilo čelit šlechtické povstání zvané fronda, avšak marně. V té době měla Francie velký vliv na evropskou politiku, ekonomii a kulturu. Francouzština se stala nejpoužívanějším jazykem v diplomacii a vědě. Francie byla nejlidnatějším státem v Evropě a třetím na světě po Číně a Indii. Ludvík XIV. také zrušil Edikt nantský a vyhnal protestanty do exilu. Francie se tím stala nadlouho katolickou zemí, katolicismus se ovšem zároveň stal symbolem tuhého absolutismu, což posléze dráždilo francouzské osvícence, kteří si osvojili silně protiklerikální postoj.
Ve válce o španělské dědictví Francie dosáhla dosazení Bourbonů na španělský trůn, zároveň se však postupně propadala do rekordní zadluženosti a ekonomického úpadku a v sedmileté válce v důsledku porážky od Británie přišla o svou koloniální říši v Indii a Kanadě (k tomu viz francouzsko-indiánská válka). Na oplátku Francouzi podporovali protibritskou vzpouru amerických kolonistů.

### Francouzská revoluce a Napoleon

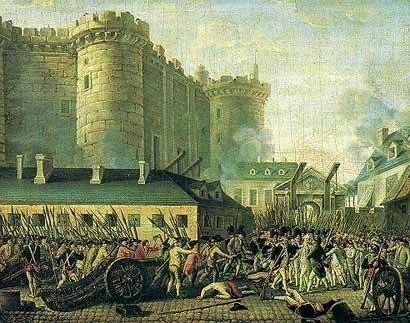
Dobytí Bastily

Úpadek říše se za následníků Ludvíka XIV. prohluboval a byl jednou z příčin francouzské revoluce, která propukla v roce 1789 útokem na věznici Bastila. Za nejvýznamnější duchovní dědictví revoluce je považována Deklarace práv člověka a občana přijatá 26. srpna 1789. V praxi vedla revoluce k nahrazení absolutistické monarchie monarchií konstituční (3. září 1791) a nakonec k úplnému svržení monarchie, nastolení první republiky a popravě krále Ludvíka XVI. Následná intervence ze zahraničí a vlastenecky motivovaná obrana proti ní (viz též francouzské revoluční války) dala Francii jeden z jejích největších symbolů, kterou je bojovná píseň zvaná Marseillaisa, jež se nakonec stala národní hymnou. Republika se však brzy propadla do spirály násilí, spory mezi girondisty a jakobíny vedly k jakobínskému teroru, který organizovali především Maximilien Robespierre a Georges Danton. Danton sám se však brzy stal obětí teroru. 22. srpna 1795 byla vyhlášena ústava roku III a vlády se chopilo direktorium, které popravilo Robespierra a ukončilo nejkrvavější část revoluce. 

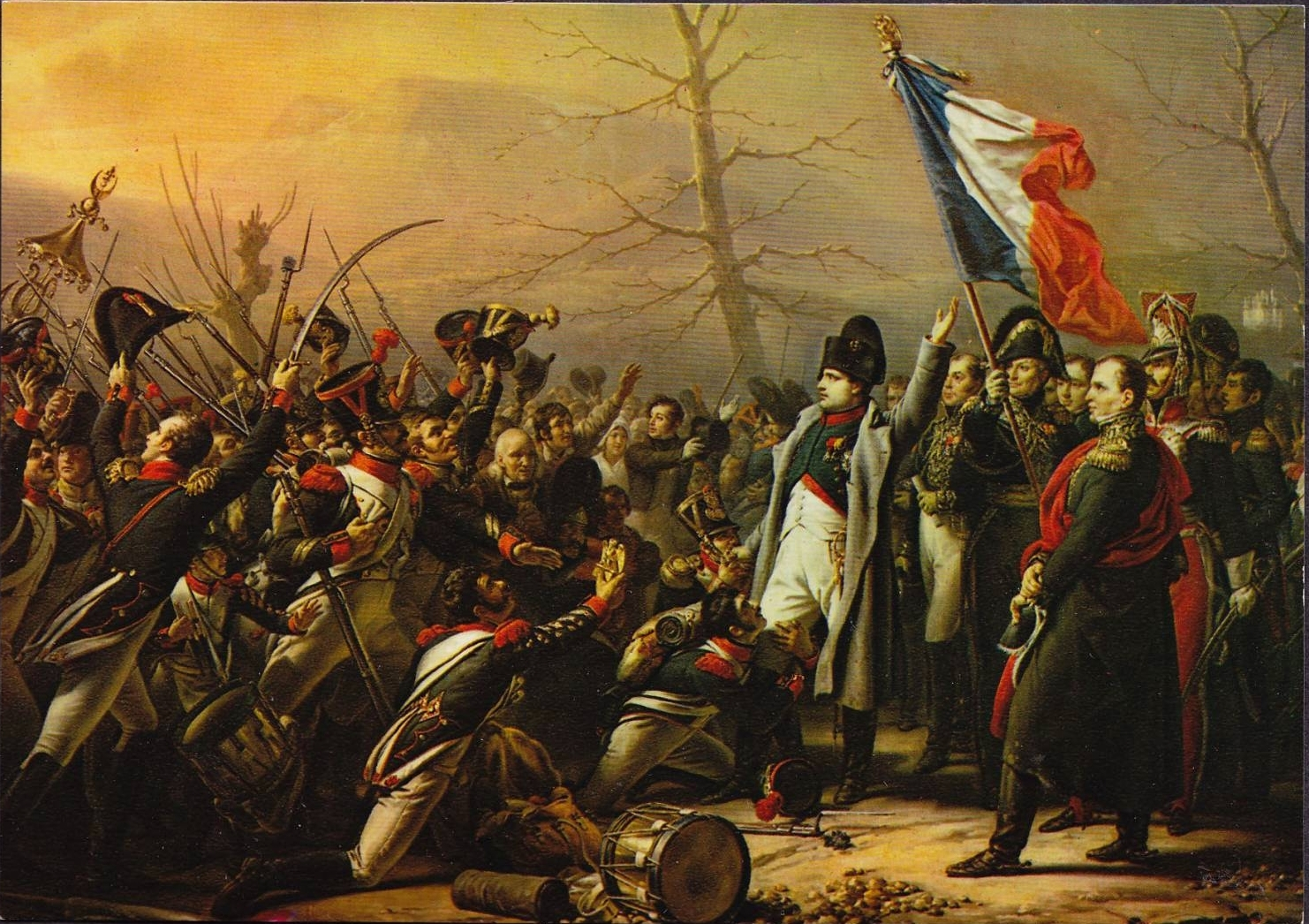
Francouzský císař Napoleon Bonaparte po návratu z exilu na Elbě

V nastalém chaosu republiku ovládl roku 1799 Napoleon Bonaparte. Během brumairového převratu 9. listopadu 1799 se stal nejprve prvním konzulem a 18. května 1804 se prohlásil císařem a založil první francouzské císařství. Rozhodl se též k mohutné expanzi za hranice. Jím vedené napoleonské války zásadně ovlivnily celý evropský kontinent. Napoleon na krátkou dobu ovládl většinu Evropy, bojoval se Spojeným královstvím, Pruskem, Rakouskem a Ruskem, založil nová království, do jejichž čela dosadil členy své rodiny (Bonapartské Španělsko, Holandské království, Varšavské knížectví, Italské království, Rýnský spolek ad.). Velký kulturní a vědecký dopad mělo jeho tažení do Egypta a Sýrie. Po neúspěšné invazi do Ruska a porážce v bitvě u Lipska však Napoleon už nebyl schopen čelit aliančním armádám a v dubnu 1814 abdikoval. Byl vyhoštěn na ostrov Elba, odkud se mu však během Vídeňského kongresu podařilo uniknout a opět se nakrátko zmocnit vlády (období Sto dnů). Definitivně poražen byl v bitvě u Waterloo. Poté došlo k restauraci bourbonského království.
Napoleon ovlivnil Evropu i duchovně, například svým občanským zákoníkem zvaným Code civil, jenž se jako pokrokový výdobytek udržel v mnoha částech Evropy i po Napoleonově pádu. Podobně Napoleonova expanze rozšířila do Evropy metrickou soustavu.

### 19. století

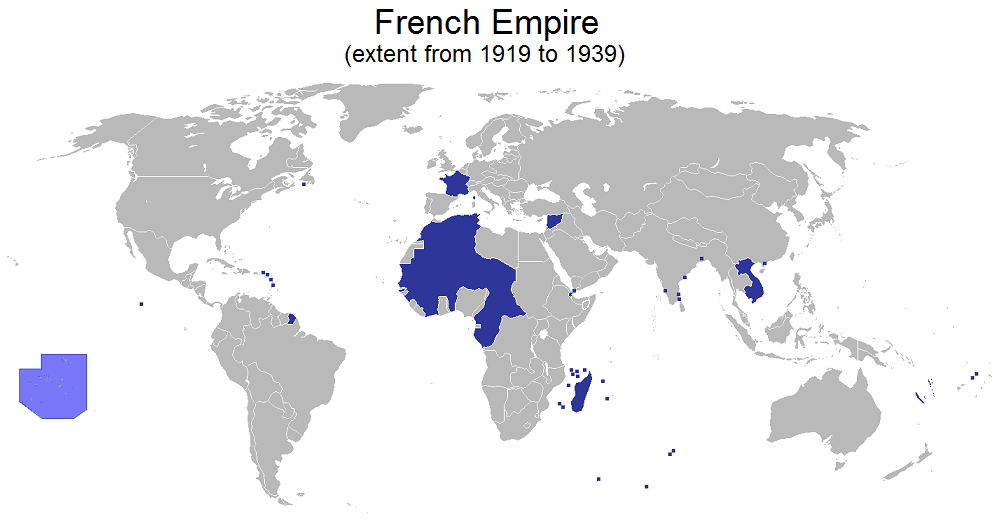
Francouzská koloniální říše kolem roku 1939

V roce 1830 vypukla červencová revoluce, jejímž hrdinou byl především Adolphe Thiers. Dala vzniknout konstituční monarchii v čele s vedlejší větví Bourbonů, tzv. červencové monarchii. V témže roce francouzská vojska vstoupila do Alžírska a založila francouzskou koloniální přítomnost v Africe, která se rychle rozšiřovala na jih od Alžíru do celé severovýchodní Afriky. V 19. a 20. století se francouzská koloniální říše značně rozšířila a stala se druhou největší na světě, za Britským impériem. Pokrývala asi 8,6 procent povrchu planety. Červencová monarchie byla smetena únorovou revolucí roku 1848 a vznikla druhá republika. K největším revolučním výdobytkům únorové revoluce patřilo zrušení otroctví, svoboda tisku a zavedení všeobecného volebního práva (pro muže).

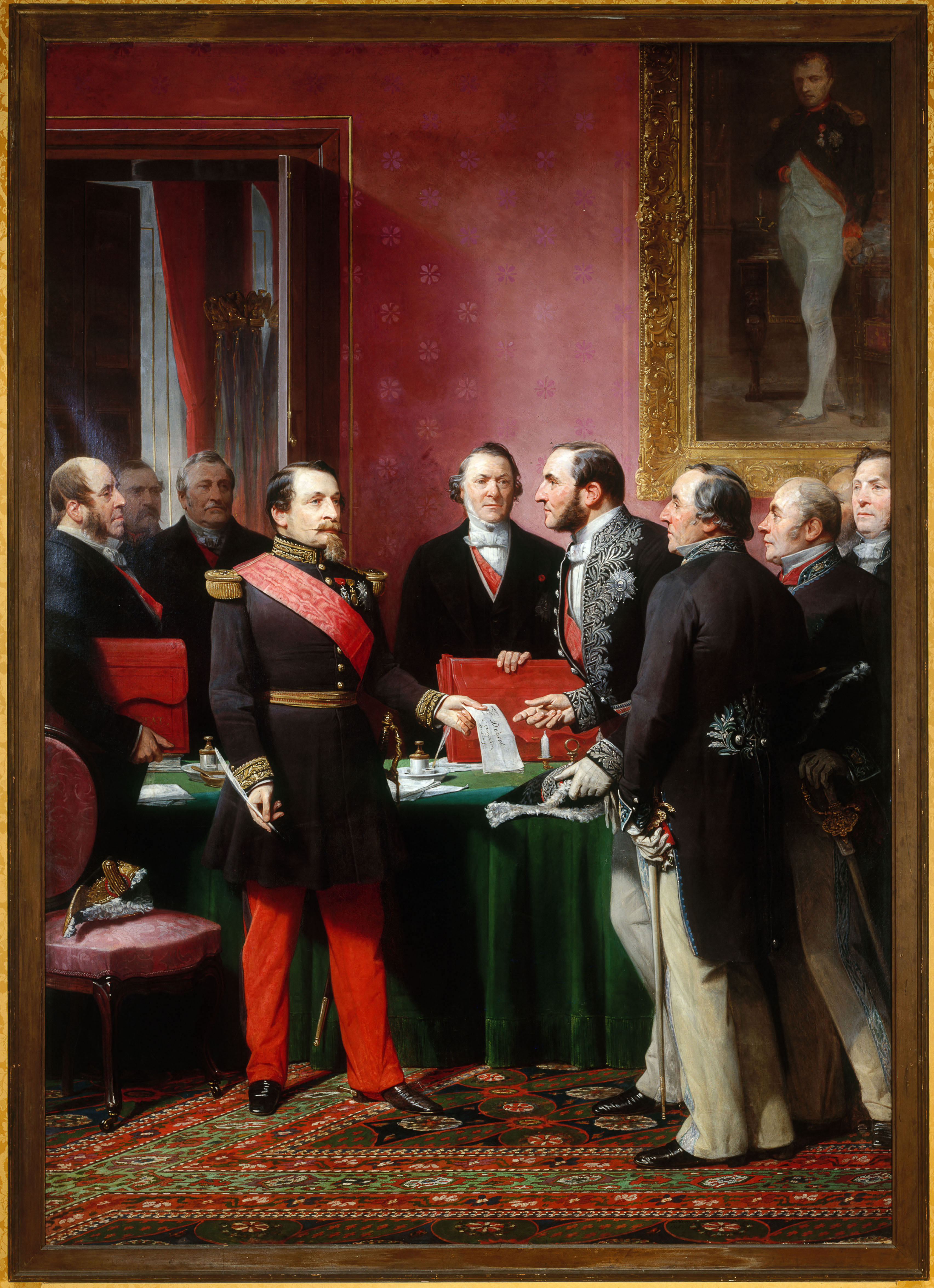
Napoleon III. pověřuje barona Haussmanna přestavbou Paříže

Existence druhé republiky byla již roku 1852 ukončena zvolením dosavadního prezidenta Ludvíka Bonaparta (Napoleonova synovce) císařem pod jménem Napoleon III. Za jeho vlády došlo k velké přestavbě Paříže, při které mj. vznikly tzv. Haussmannovy bulváry. Napoleon III. zavedl Francii do krymské války, v níž spolu se spojenci porazil Rusko, úspěšně intervenoval v Mexiku, anektoval Savojské vévodství a Nice, avšak po prohrané prusko-francouzské válce z roku 1870 byl zajat a svržen. Bismarckem sjednocené Německé císařství odebralo Francii území Alsaska a Lotrinska.

V roce 1871 vznikla třetí francouzská republika, která prošla mnoha krizemi (např. pařížská komuna, Dreyfusova aféra, panamská aféra). Přinesla novou kolonizační vlnu, především v Severní Africe. Ta měla i svou temnou tvář, jen při dobývání Alžírska (dovršeno 1875) bylo zabito 825 000 Alžířanů.

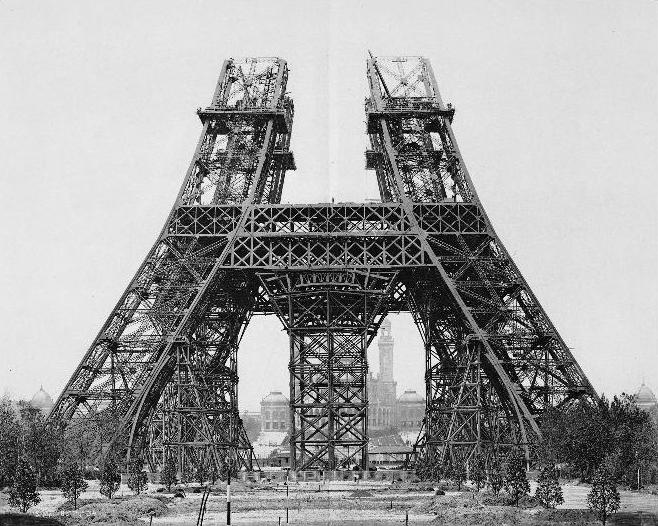
Stavba Eiffelovy věže, 1888

Konec 19. století a začátek století dvacátého, éra někdy zvaná belle époque či fin de siècle, také znamenala vrchol francouzského (a evropského) kulturně-politického vlivu. Francie spolu s Německem dominovala světově vědě, čehož symbolem byla kupříkladu unikátní konstrukce Eiffelovy věže (postavena 1889 pro světovou výstavu), Pasteurovy první vakcíny, objevy v oblasti radioaktivity Henri Becquerela či Marie Curie-Skłodowské, nebo kinematograf bratří Lumièrů. Ještě větší vliv pak měla francouzská kultura, ať už ta vysoká (Guy de Maupassant, Émile Zola, Marcel Proust, Arthur Rimbaud), nebo nízká, populární, symbolizovaná kabaretem Moulin Rouge či kankánem. Vývoj světového malířství se v té době odehrával téměř výlučně v Paříži, v proslulé pařížské bohémské čtvrti Montmartre.
V roce 1905 byl ve Francii oficiálně ustanoven sekulární stát.

### Světové války

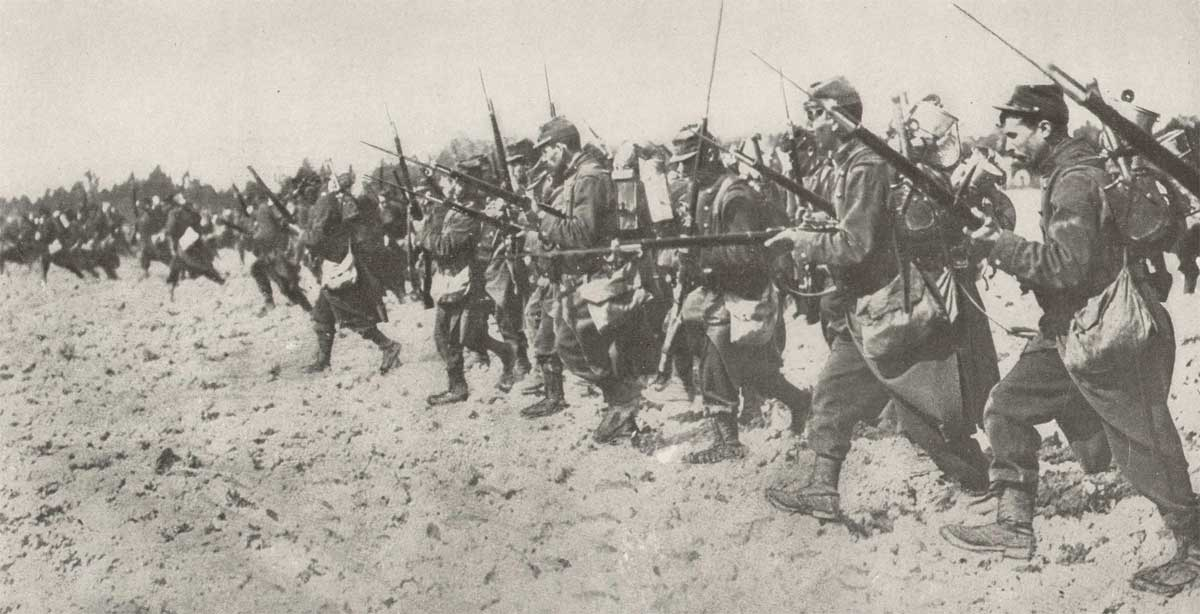
Francouzský útok v druhé bitvě na Marně

Třetí republika přežila i první světovou válku, k jejímž hlavním aktérům Francie patřila, jakožto člen trojdohody. Tato válka vedla k dosud nejkrvavějšímu střetu se sousedním Německem. Francie tentokrát zvítězila a po versailleském míru dostala zpět Alsasko a Lotrinsko. Ovšem za cenu 1,4 milionu životů, jež představovaly čtyři procenta populace.

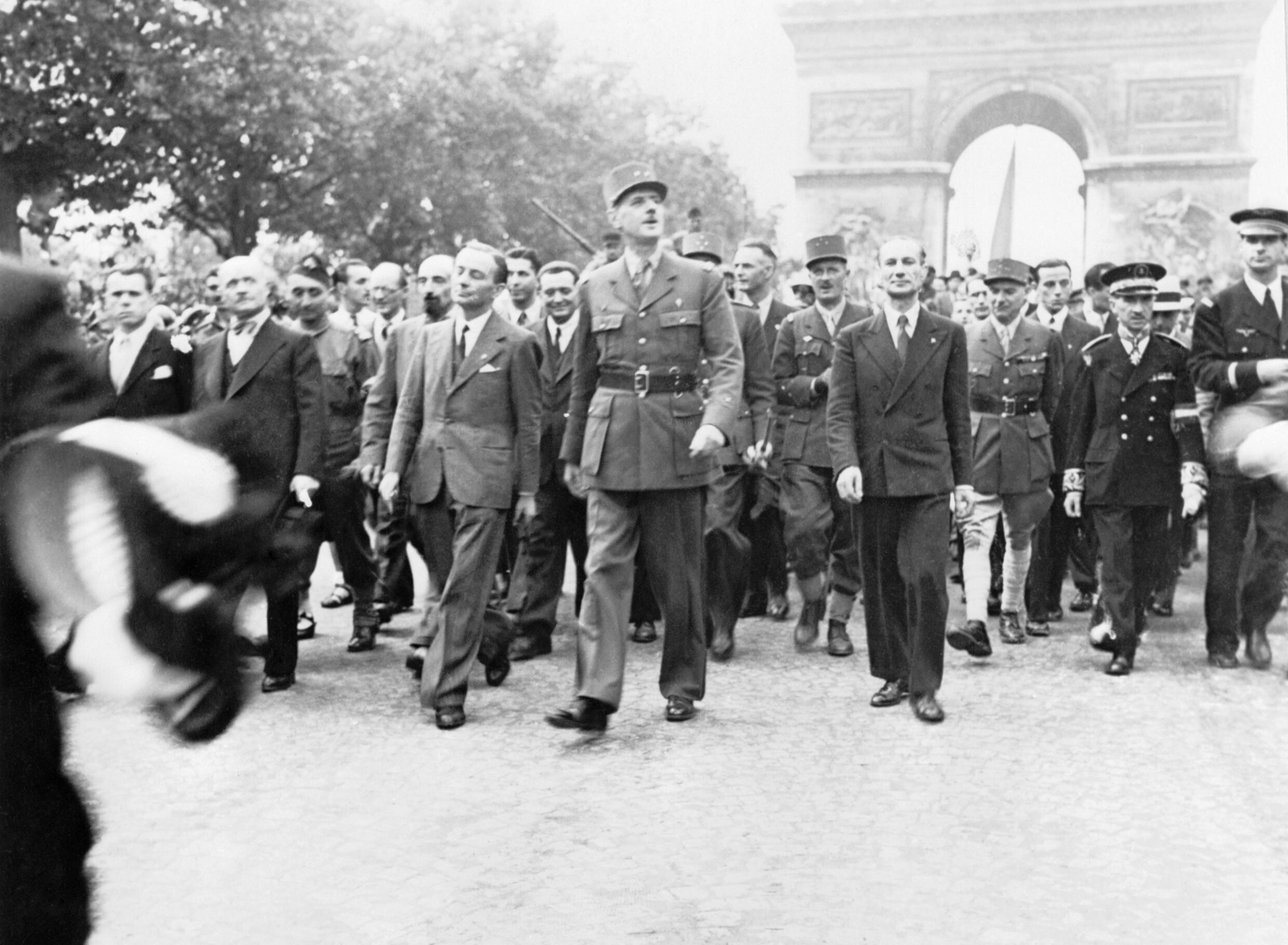
Charles de Gaulle, triumfální návrat do Paříže roku 1944

Meziválečná éra byla ve znamení sociálního pokroku (uzákonění dovolené, osmihodinová pracovní doba), jenž byl především dílem koalice Lidová fronta, vedené Léonem Blumem.
Po zahájení druhé světové války nebyla Francie schopná účinně čelit dalšímu německému útoku. Část francouzského území, a to celý sever země včetně Paříže, byla od roku 1940 okupována Německem. Na zbytku francouzského území vznikl kolaborantský, tzv. vichistický režim. V listopadu 1942 byla okupována také jižní část země. Čest Francie zachraňovalo hnutí odporu (Svobodná Francie), jemuž velel generál Charles de Gaulle. Osvobodit však museli francouzské území Američané a Britové (viz operace Overlord a operace Dragoon).
V celé válce Francie ztratila asi 600 000 životů, více než polovina z nich padá na vrub nacistickým represím civilistů, včetně zabití asi 80 000 francouzských Židů. Bezprostředně po válce prozatímní vláda vedená de Gaullem dala volební právo ženám a založila systém sociálního zabezpečení.

### Po roce 1945

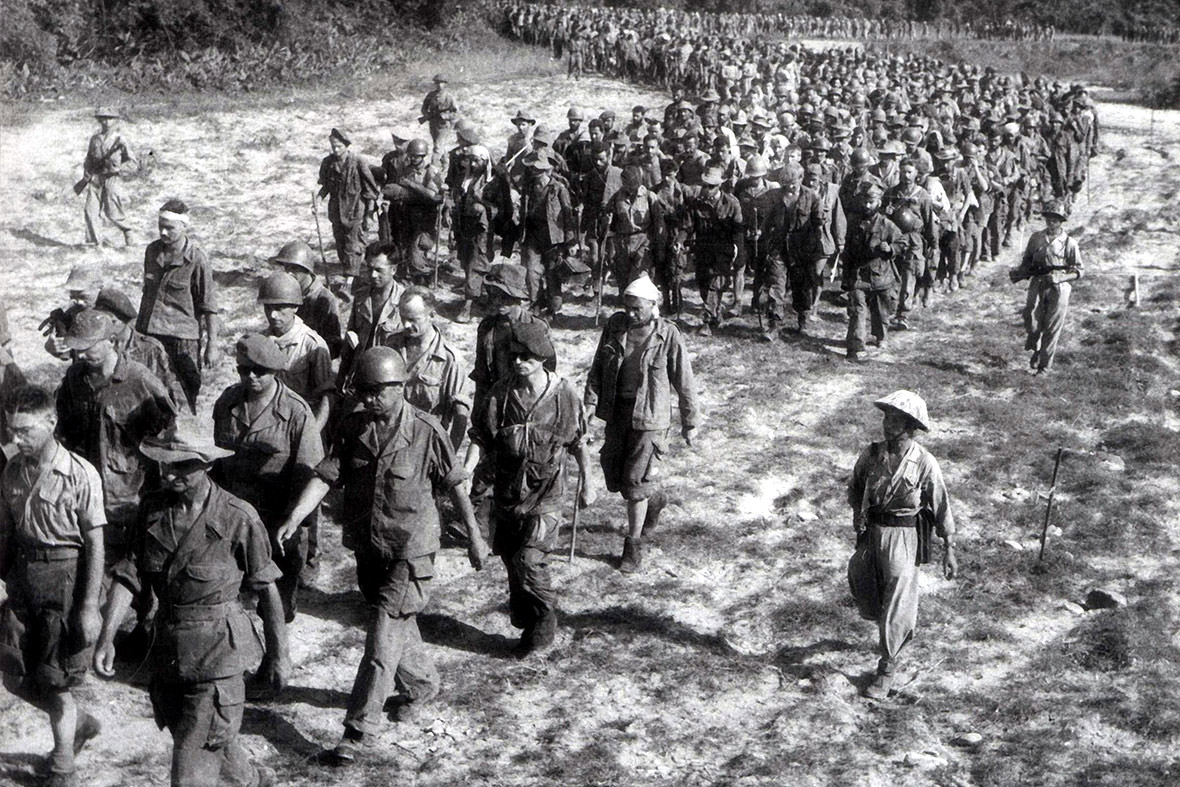
Francouzští vojáci zajatí u Dien Bien Phu

Po válce vznikla čtvrtá republika. Připojila se k západnímu bloku a byla zakládajícím členem NATO. Francie po válce zažila na jednu stranu šťastnou éru ekonomickou (tzv. Trente Glorieuses, třicet slavných let), na druhou stranu stále zřetelněji ztrácela své bývalé velmocenské postavení. Projevem toho byl i rozpad její koloniální říše. Snaha o její udržení byla provázena krvavými konflikty. Indočínská válka (1946–1954), v níž se Francouzi snažili udržet Vietnam, skončila jejich drtivou porážkou (rozhodující byla bitva u Dien Bien Phu). Krátce po ní začala další válka o udržení koloniálního panství - alžírská (1954–1962). I v ní nakonec Francie prohrála (byť ústup byl způsoben především tlakem francouzského veřejného mínění, rozčileného milionem obětí na straně povstalců a zveřejněnými krutostmi francouzských jednotek). Tyto konflikty zmítaly i vnitřní francouzskou politikou, události Alžírské války například bezprostředně vedly k vytvoření páté republiky, do jejíhož čela se postavil válečný hrdina De Gaulle. Politický systém byl pozměněn, daleko větší roli začala hrát osoba prezidenta.
De Gaulle volil často nečekanou a osobitou politiku (stažení se z vojenské části NATO, zahraniční politika „všech azimutů“, výroba jaderné zbraně). Část společnosti však neuspokojila, čehož projevem byla v roce 1968 vzpoura zvaná pařížský květen, která měla i generační charakter. Ačkoli byla rozdrcena, z dlouhodobého hlediska se řada jejích požadavků prosadila (sexuální revoluce, práva žen, dekriminalizace homosexuality, ekologické požadavky). Gaullistické strany přesto ve francouzské politice dominovaly až do začátku 21. století, pocházeli z nich prezidenti Georges Pompidou, Jacques Chirac i Nicolas Sarkozy, které střídali u moci občas socialisté (François Mitterrand, François Hollande).

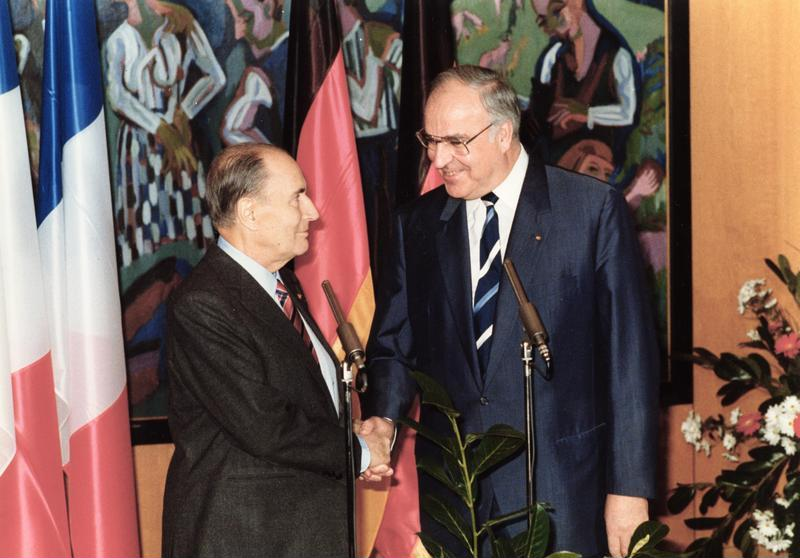
François Mitterrand a Helmut Kohl, 1987

Francie stála u kořenů evropského integračního procesu a Evropské unie, jež vznikla roku 1993. V posledních desetiletích dvacátého století se Francie znovu zapojila do NATO a smířila se s Německem, s nímž vytváří dlouhodobě tandem, jenž Evropské unii dominuje a tlačí na prohloubení integrace. Tomuto tandemu se někdy říká „francouzsko-německý motor“. Francie byla v čele států podporujících vznik a rozšíření měnové unie. Cílem francouzské politiky je prohloubit společnou zahraniční politiku EU a její obranu. V referendu o přijetí Smlouvy o Evropské ústavě však 55 % francouzských občanů hlasovalo proti.
K problémům Francie počátku 21. století patří především nezvládnuté přistěhovalectví (zejm. Arabů a muslimů ze severu Afriky), a z něho plynoucí islámský fundamentalismus, jehož nejviditelnějším projevem byly teroristické útoky v Paříži v listopadu 2015, při nichž islamisté zabili 130 lidí. Šlo o nejtragičtější útok na francouzské půdě od druhé světové války. Problém menšin, které odmítají přijmout evropský kulturní model, dlouho ve Francii artikulovala zejména radikální pravice reprezentovaná nejprve Národní frontou a později Národním sdružením Marine Le Penové, ovšem od 20. let 21. století je to rovněž velké téma prezidenta Emanuela Macrona. Nástup centristy Macrona byl také příznakem rozpadu bipolárního politického systému ve Francii - socialisté byli zcela marginalizováni a také gaullisté se jen obtížně vkliňují do souboje lepenistů a macronistů.

## Státní symboly

### Vlajka
Francouzská vlajka je tvořena listem o poměru stran 2:3, se třemi svislými pruhy – modrým, bílým a červeným.

### Znak
Francouzský státní znak, jako oficiální státní symbol v současnosti neexistuje. Ale například na francouzských konzulátech a pasech je možno spatřit neoficiální státní znak. Tento emblém (nejde o znak, nerespektuje heraldická pravidla) nemá žádný právní status.

### Hymna
Francouzská hymna je revoluční píseň La Marseillaise [la marsejéz] (česky Marseilleská píseň). Píseň složil důstojník Claude Joseph Rouget de Lisle v noci z 25. na 26. dubna 1792 jako pochod pro francouzské jednotky hájící východní hranice země proti rakouským intervenčním jednotkám. Původně se proto jmenovala Chant de guerre de l'Armée du Rhin (česky Bojová píseň rýnské armády). Nový název dostala 30. července, kdy do Paříže za zpěvu této písně dorazily vojenské posily dobrovolníků z Marseille.

## Geografie

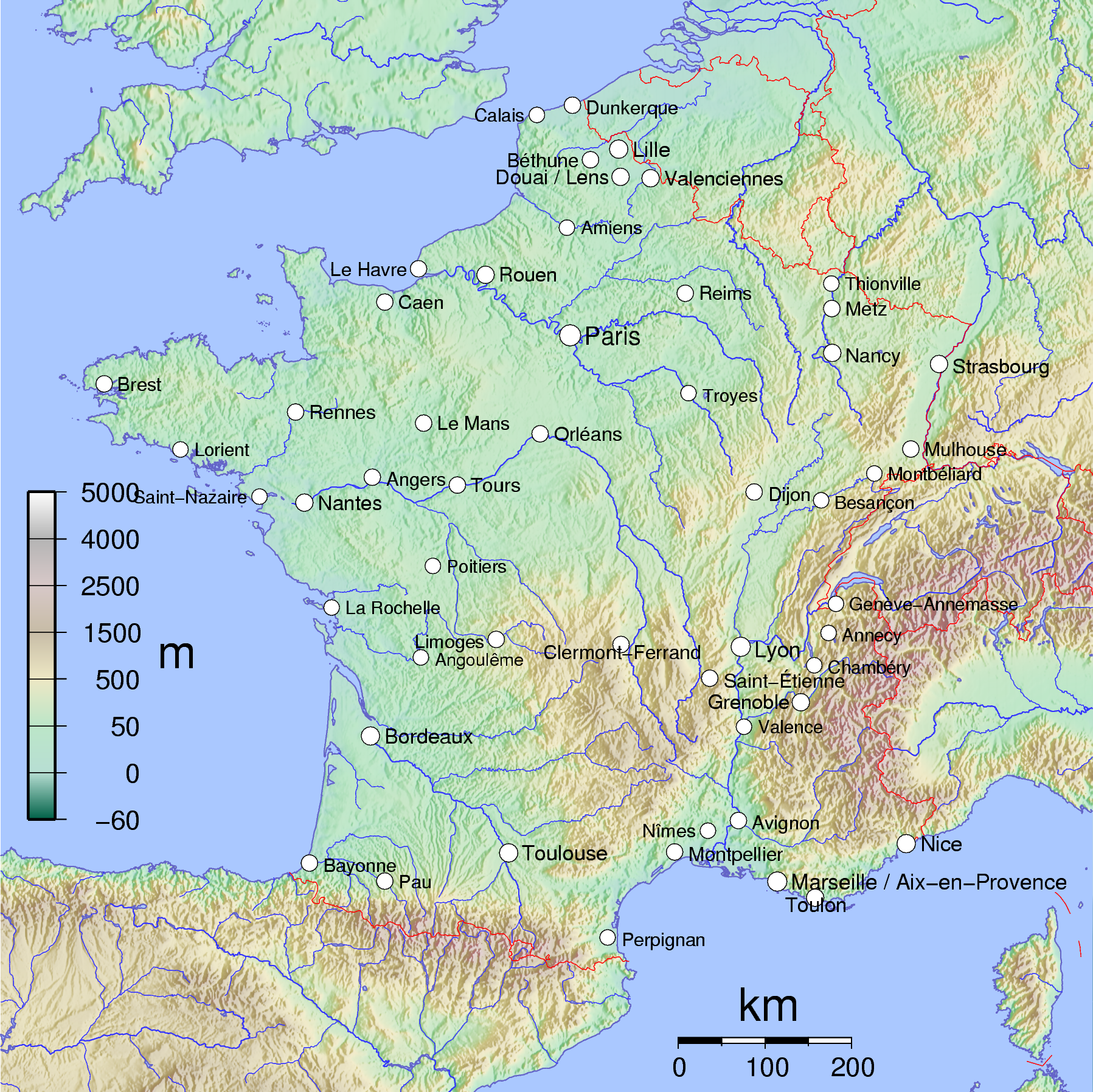
Osídlení s počtem obyvatel přesahujícím 100 000

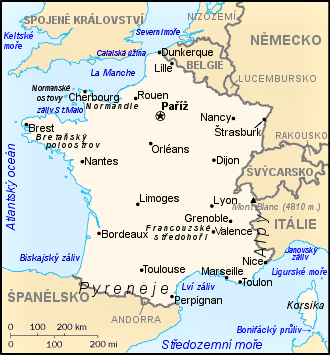
Mapa Francie

Největší část území Francie (metropolitní Francie) se nachází v západní Evropě, kde hraničí na severovýchodě s Belgií (délka hranic 620 km) a Lucemburskem (73 km), na východě s Německem (450 km) a Švýcarskem (572 km), na jihovýchodě s Itálií (515 km) a na jihu se Španělskem (649 km), Andorrou (56,6 km) a Monakem (4,5 km). Francouzská republika je tvořena i tzv. zámořskou Francií, která sestává z území v Severní a Jižní Americe (kde má Francouzská Guyana 673 km dlouhou hranici s Brazílií a 520 km se Surinamem), v Indickém a Tichém oceánu, Karibiku (ostrov Svatý Martin je rozdělen na francouzskou a nizozemskou část hranicí o délce 10,2 km) a Antarktidě (suverenita deklarovaná v Antarktidě nebyla uznána většinou jiných zemí — viz Antarktický smluvní systém).

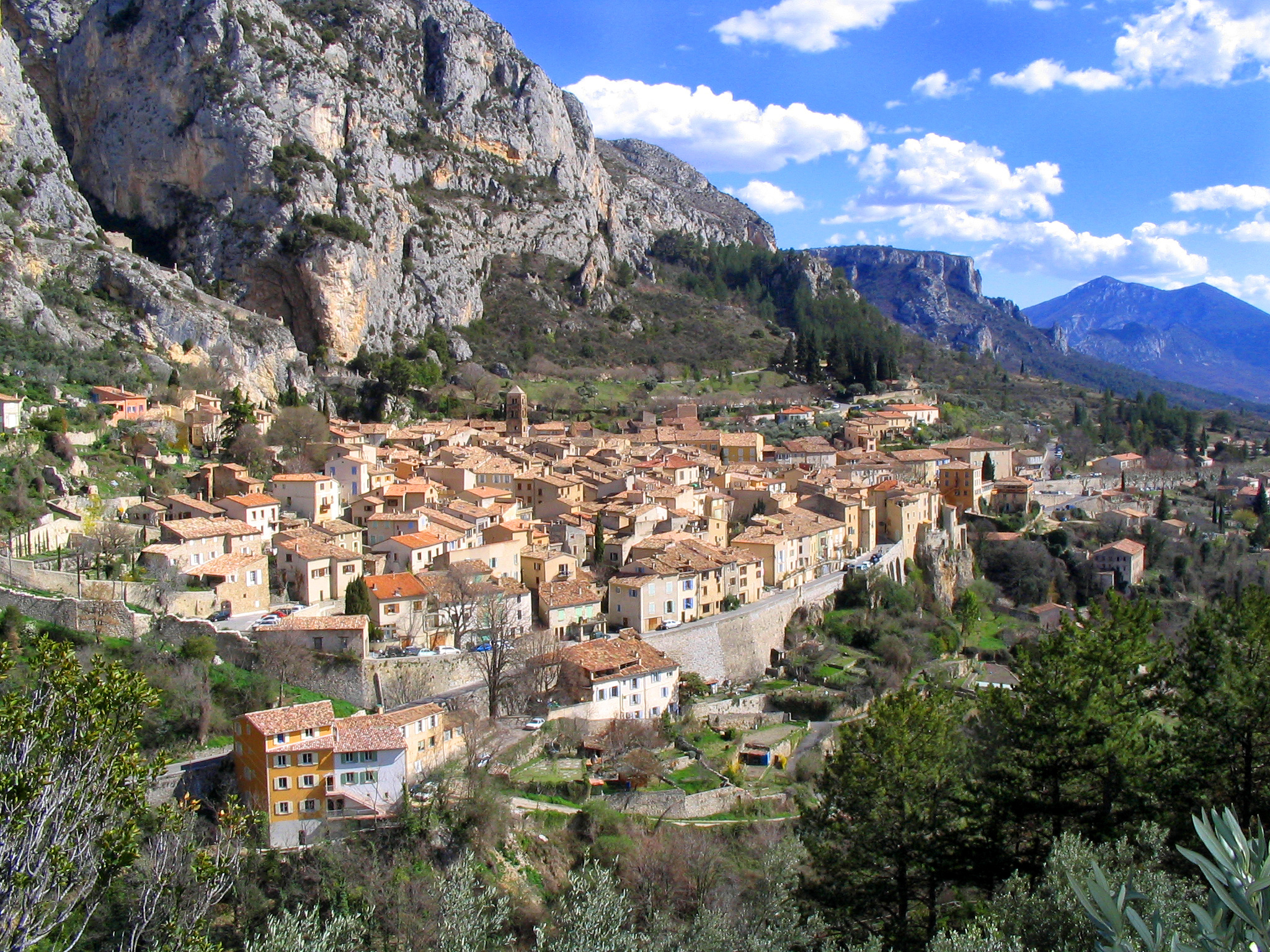
Hornatá krajina kolem Moustiers-Sainte-Marie v jihofrancouzské Provence

Evropská část Francie zaujímá plochu 543 965 km². Na severu a západě je krajina rovinatá s mírným vlněním, na zbytku území převážně pahorkatá a hornatá. Ve francouzských Alpách se nachází nejvyšší bod západní Evropy Mont Blanc (4 810 m). Další hornaté kraje země zahrnují Pyreneje, Centrální masív, Jura, Vogézy, Armorický masiv a Ardeny. Největšími francouzskými řekami jsou Loira, Rhône (pramenící ve Švýcarsku), Garonna (ve Španělsku), Seina a část toku Rýnu. Loira je zároveň také nejdelší francouzskou řekou.

### Města
Kromě hlavního města Paříže, v jejíž aglomeraci žije přes 12 milionů lidí, jsou největšími městy Marseille, Lyon, Toulouse, Nice, Nantes, Štrasburk, Montpellier, Bordeaux, Lille, Rennes.

## Vláda a politika

### Ústava a státní zřízení

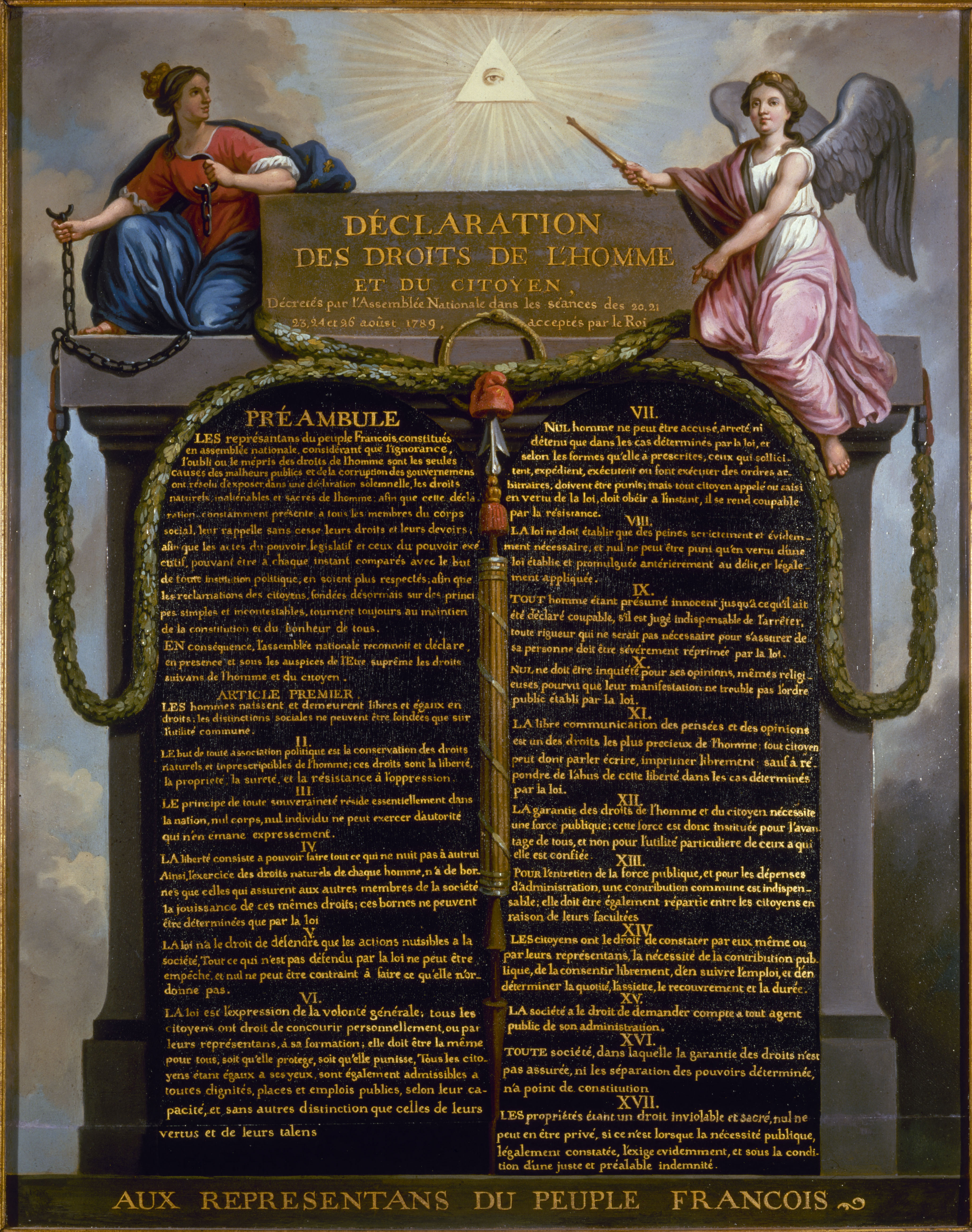
Základní principy, které musí Francouzská republika respektovat vychází z Deklarace práv člověka a občana z roku 1789

Ústava Páté republiky byla schválena 28. srpna 1958. Výrazně posílila autoritu výkonné moci ve vztahu k parlamentu. V minulosti měl parlament značné možnosti, jak premiéra a vládu sesadit, což ústava roku 1958 omezila, takže během existence páté republiky padl premiér pouze jednou, v roce 1962. Na druhou stranu ústava páté republiky oslabila vládu na úkor prezidenta.
Francie je zastupitelská demokracie a poloprezidentská republika. Podle ústavy je francouzský prezident volen přímo na období pěti let (původně sedm let). Prezidentská rada zabezpečuje regulérní fungování moci lidu a kontinuitu státu. Prezident jmenuje předsedu vlády, předsedá kabinetu, velí ozbrojeným silám a uzavírá mezinárodní smlouvy. Prezident předsedu vlády jmenuje, ale nemůže odvolat, může jen požádat o jeho rezignaci. Premiéra, i celou vládu, může odvolat Národní shromáždění (dolní komora francouzského parlamentu). Poměr toho, co rozhoduje předseda vlády a co prezident, často závisí na tom, zda jsou ze stejné politické strany. Pokud ano, prezident může působit jako faktická hlava vlády, zatímco předseda vlády je jen jeho zástupcem. V opačném případě dává ústavní konvence premiérovi primát ve vnitřních záležitostech, zatímco prezident dominuje v zahraničních záležitostech. Taková situace, kdy je prezident nucen spolupracovat s premiérem, který je politickým protivníkem, se ve Francii nazývá cohabitation (soužití). Premiér nemusí v Národním shromáždění žádat o vyslovení důvěry, ale zvyklost je taková, že to udělá.
Národní shromáždění (Assemblée Nationale) je dolní komorou parlamentu. Jeho členové jsou voleni přímo na pětileté období a všechna křesla jsou volena v jediných volbách. Národní shromáždění má právo rozpustit vládu a tím tedy většinová volba Shromáždění určuje rozhodování vlády. Senátoři jsou vybíráni volební akademií na dobu devíti let a jedna třetina Senátu se mění každé tři roky (počínaje rokem 2007). Legislativa Senátu je omezená; pokud se tyto dvě komory neshodují v nějakém bodě (s výjimkou ústavních práv), Národní shromáždění má poslední slovo. Vláda má silný vliv na utváření programu Parlamentu.

### Zahraniční vztahy

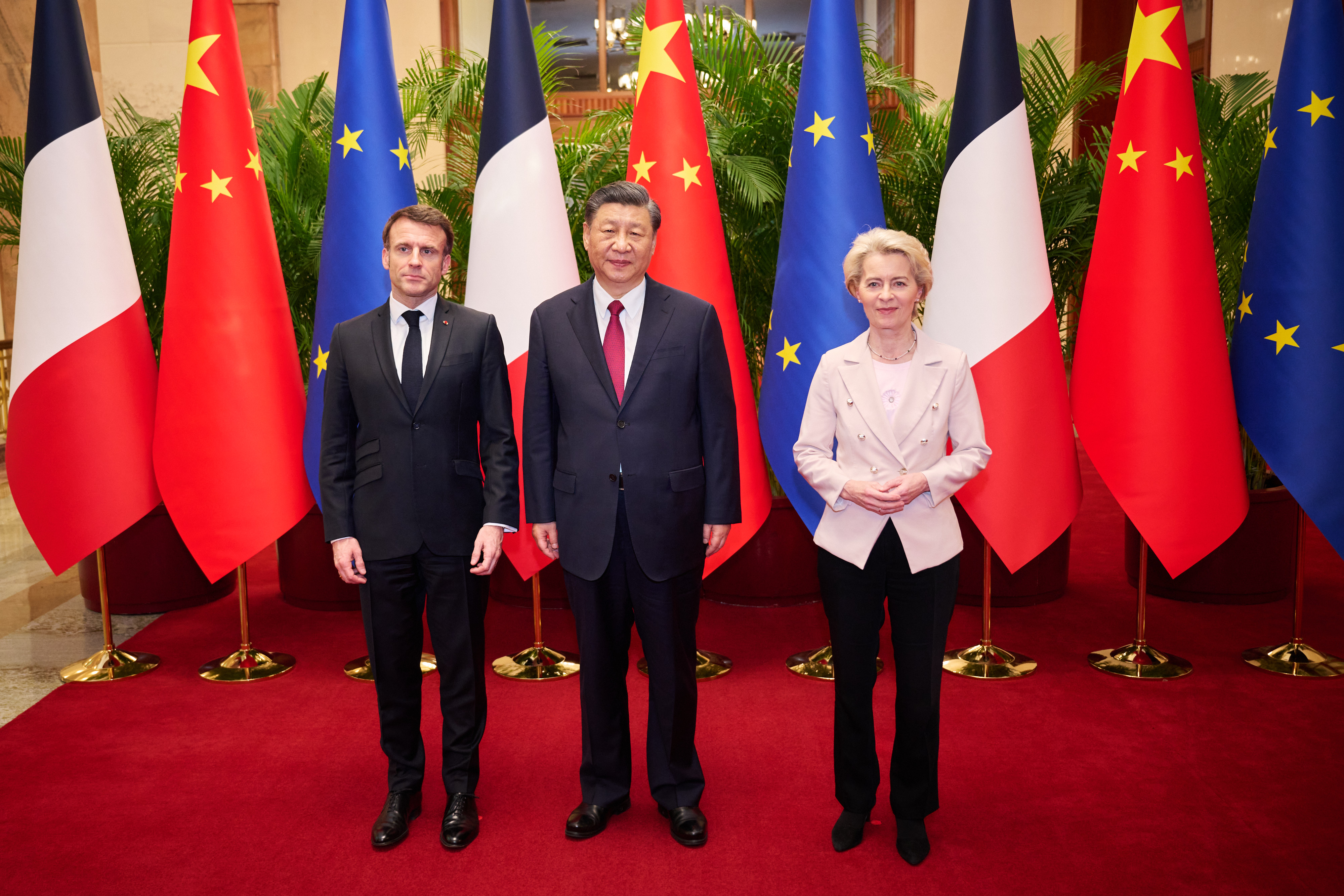
Francouzský prezident Emmanuel Macron, předsedkyně Evropské komise Ursula von der Leyenová a čínský prezident Si Ťin-pching v Pekingu v dubnu 2023

Francie je zakládajícím členem Evropské unie a to velikou měrou definuje francouzskou zahraniční politiku. 29. května 2005 Francie odmítla v referendu ratifikování Evropské ústavy, když přibližně 55 % obyvatel vyslovilo své „ne“. Francie je členem SPC (Sekretariát Pacifické komunity, Secretariat of the Pacific Community) a COI (Komise Indického oceánu, Indian Ocean Commission). Francie je vedoucím členem Mezinárodní organizace frankofonie (La Francophonie, International Organisation of Francophonie), která sdružuje 51 francouzsky mluvících států.
Ve Francii sídlí Organizace pro hospodářskou spolupráci a rozvoj, UNESCO, Mezinárodní úřad pro míry a váhy a Interpol.

### Administrativní dělení

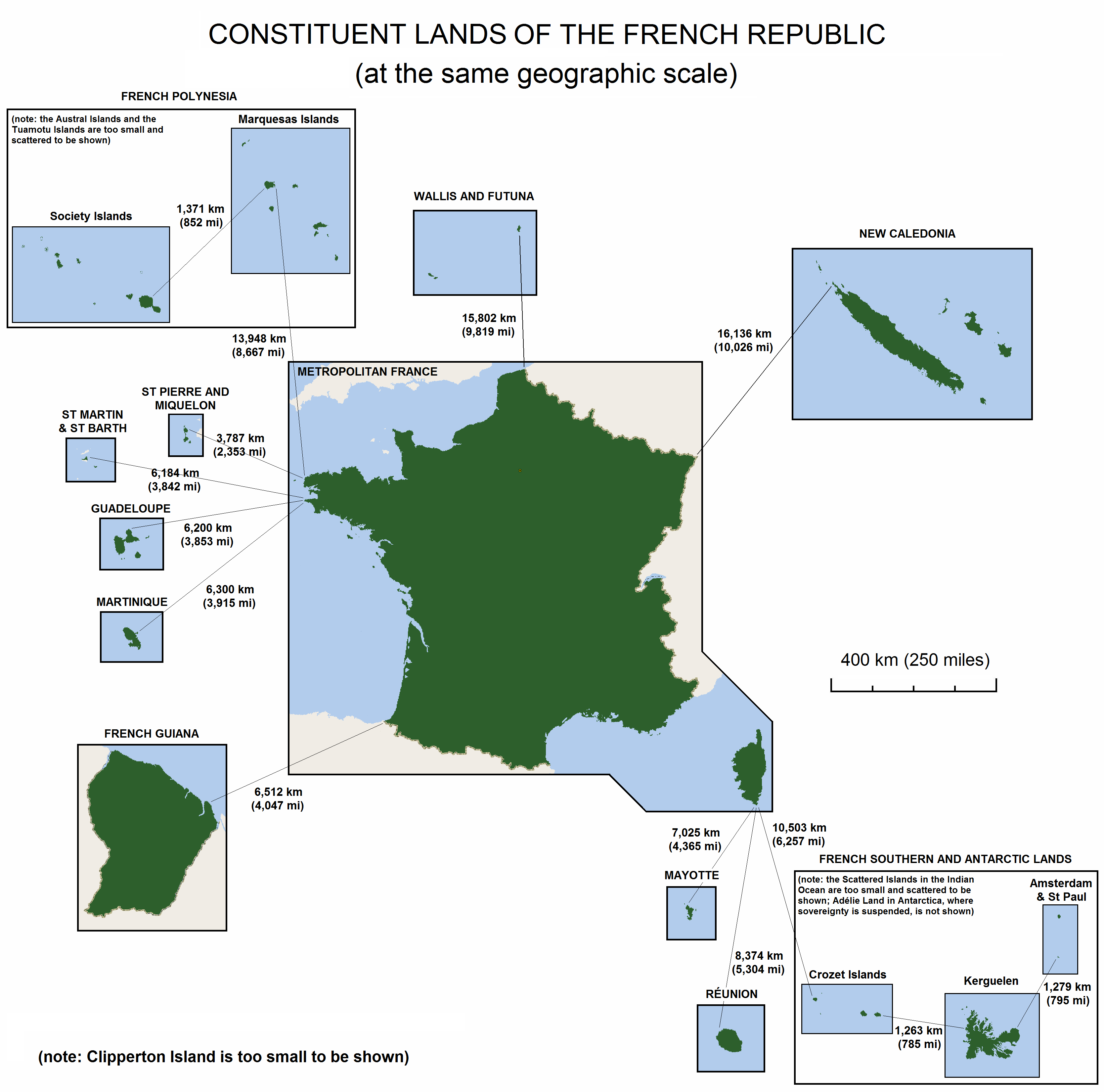
Území tvořící Francouzskou republiku zobrazené ve stejném měřítku

Do roku 1790 se Francie dělila na provincie, které byly změněny na regiony. Od poslední reformy v roce 2016 je regionů 18. Ty jsou dále děleny do 101 departementů, které jsou očíslovány (podle pořadí v abecedě), což má následně význam např. pro směrovací čísla nebo poznávací značky aut. 13 regionů leží v evropské části Francie (France métropolitaine), z nichž jeden tvoří Korsika se zvláštním statutem (collectivité territoriale), a zbylých pět je tvořeno vždy jen jedním departmentem a bývají tak označovány jako zámořské departementy a zámořské regiony (Départements et régions d'outre-mer, zkratka DOM-ROM, jmenovitě se jedná o Réunion, Mayotte, Francouzskou Guyanu, Martinik a Guadeloupe).
Departmenty se dále rozdělují na 342 arrondisementů, do kterých se nevolí žádné zastupitelstvo a které mají smysl pouze pro zařazení a administraci. Arrondisementy se člení na 2054 kantonů, ale ty opět slouží jen k administraci a rozdělení voličů. Poslední článek tvoří obce, kterých je ve Francii 36 700. Obce jsou samosprávné s voleným zastupitelstvem (obecní rada).
Původně měly arrondisementy i kantony určité pravomoci a vlastní zastupitelstva, v případě městských obvodů tento stav skončil rokem 1940 díky vládě ve Vichy a definitivně odstraněn založením Čtvrté republiky v roce 1946. V případě kantonů tomu tak bylo mnohem dříve.
Kromě 18 regionů a 101 departmentů pod francouzskou suverenitu spadají Nová Kaledonie, Wallis a Futuna, Francouzská Polynésie, Clippertonův ostrov, Saint Pierre a Miquelon, Svatý Bartoloměj, Svatý Martin a Francouzská jižní a antarktická území. Teritoria v Pacifiku nadále používají frank jako svou měnu, i když byla v Evropě nahrazena eurem. Polynéský frank má však kurs vázaný na euro.

### Obrana a bezpečnost

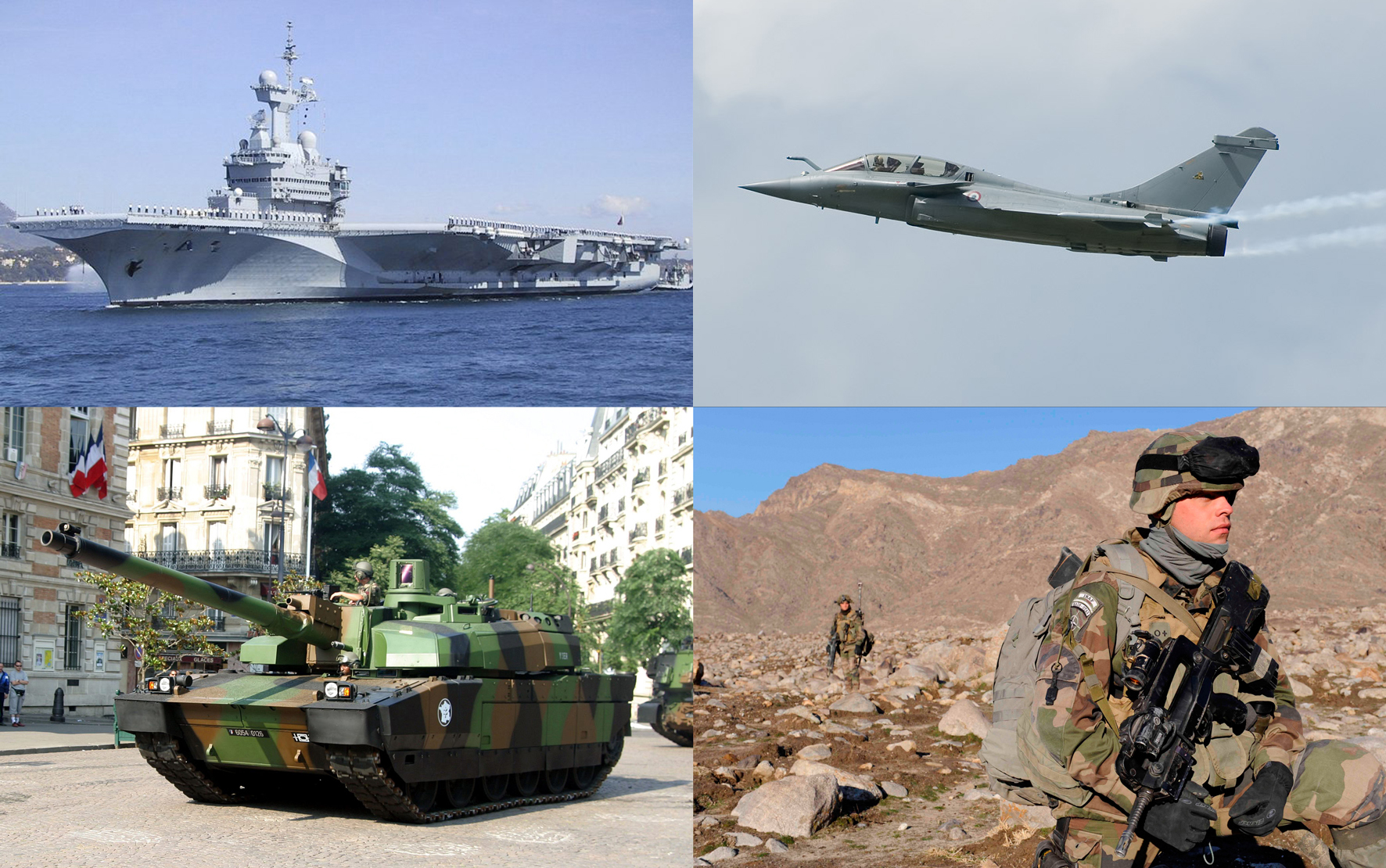
Příklady francouzského vojenství po směru hodinových ručiček: letadlová loď Charles de Gaulle; stíhačka Dassault Rafale; „horský myslivec“ (Chasseurs Alpins) v Afghánistánu; tank Leclerc na přehlídce v Paříži.

Francouzské ozbrojené síly mohou být rozděleny do čtyř skupin:
- Pozemní vojsko (Armée de Terre)
  - Chasseurs Alpins - horská divize armády
  - Cizinecká legie
  - Námořní pěchota
  - Lehké letectvo (ALAT - Aviation Légére de l'Armée de Terre)
  - Technikové (Génie) - včetně Pařížského požárního sboru
- Námořnictvo (Marine Nationale)
  - Námořní letectvo
  - Fusiliers de Marine - ochrana námořních objektů na zemi
  - Commandos Marines - speciální jednotka francouzské armády - včetně požárního praporu města Marseille
- Letectvo (Armée de l'Air)
  - Teritoriální letecká obrana
  - Letectvo
- Četníci (Gendarmerie Nationale), armádní policie, která funguje částečně i jako policie, zejména v některých venkovských oblastech (ve velkých městech tuto roli plní Police nationale).

Do armády se může vstoupit v 17 letech. Od Alžírské války o nezávislost byla branná povinnost omezena a úplně zrušena byla roku 1996 Jacquesem Chiracem
Francii se v oblasti výdajů na vojenskou obranu v Evropské unii vyrovnají jen Německo a Spojené království. Francie ročně utratí na armádu, letectvo a vojenské námořnictvo bezmála 50 mld. dolarů, což je 2,6 % HDP (podle statistik NATO z roku 2003) a v absolutních číslech třetí místo na světě za USA a Čínou. Spolu se Spojeným královstvím platí 40 % z celkových výdajů na obranu celé EU. Francie je jedním z pěti států světa, které vlastní jaderné i termojaderné zbraně.

## Ekonomika

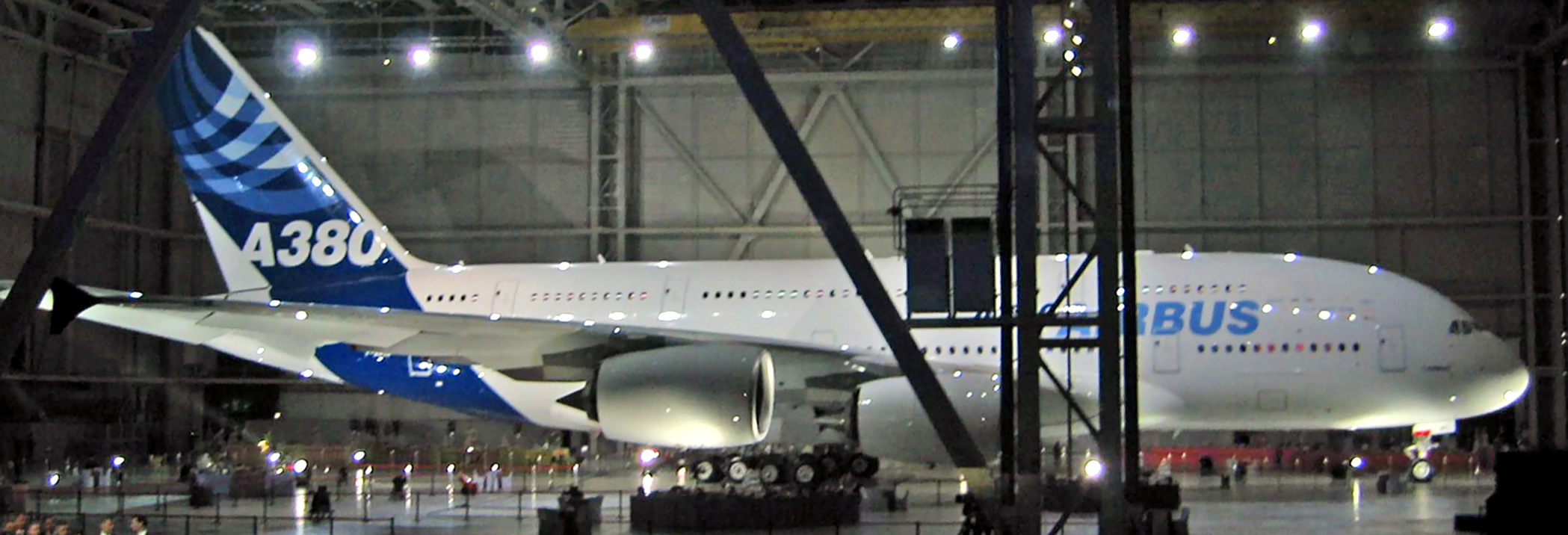
První vyrobený Airbus A380 při jeho představení v Toulouse roku 2005

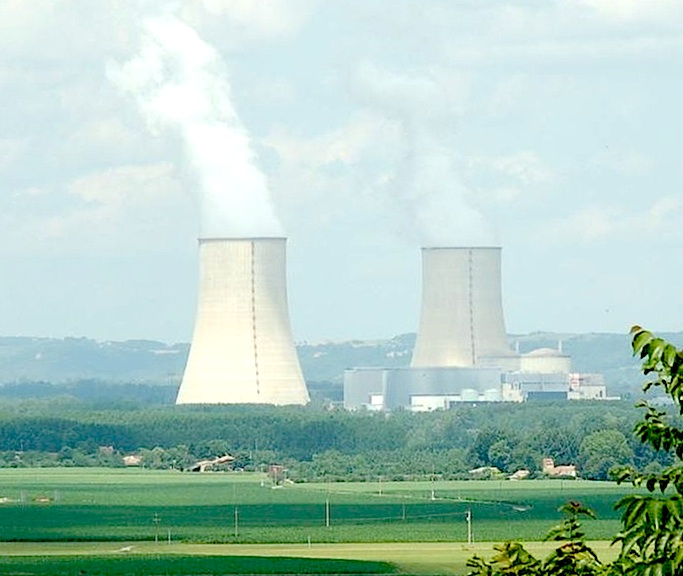
Jaderná elektrárna Golfech. Až 75% elektrické energie ve Francii pochází z jádra - co do procent nejvíce na světě.

Ekonomika Francie kombinuje rozsáhlé soukromé společnosti (přibližně 2,5 milionu registrovaných) se společnostmi se značnou měrou intervence vlády. Vláda si ponechala velký vliv na klíčové segmenty sektorů infrastruktury, což znamená, že rozhoduje v otázkách železnice, energetiky, letectví a telekomunikace. Tento stav byl výhodný asi do 90. let, v posledních letech vláda pomalu odprodává své podíly ve společnostech Orange (France Télécom), Air France, stejně jako pojišťovny, banky a zbrojní průmysl.
Francie je členem skupiny G7. Francouzská ekonomika je 5. největší ekonomikou na světě. V roce 2002 úplně přestala používat svou historickou měnu francouzský frank a v rámci Evropské měnové unie užívá společnou měnu euro.
Podle údajů OECD za rok 2007 je Francie 5. největší exportér výrobků na světě po Německu, Číně, USA a Japonsku. Je šestý největší dovozce výrobků za USA, Německem, Čínou, Spojeným královstvím a Japonskem.
Dále podle statistiky OECD byla v roce 2007 Francie na třetím místě v získávání přímých zahraničních investic. S téměř 158 miliardami USD zahraničních investic se Francie zařadila za USA (237,5 mld. USD investic) a Spojené království (185,9 mld. USD). Na druhou stranu francouzské společnosti investovaly ve stejném období 224,6 miliard USD v zahraničí, což zařazuje Francii na třetí místo žebříčku největších zahraničních investorů po USA (333,2 mld. USD) a Spojeném království (229,8 mld. USD).
Francie je také druhou nejvíce produktivní zemí v OECD (nepočítaje Norsko, kde jsou hodnoty zvýšeny uměle tržbami z ropy, a Lucembursko, kde velkými offshorovými investicemi bank). V roce 2003 byl průměrný hrubý domácí produkt na jednu hodinu práce 47,2 USD.

Francie se stala v prvním čtvrtletí roku 2019 v absolutních číslech nejzadluženější zemí eurozóny. Její veřejný dluh činil téměř 100 % HDP.

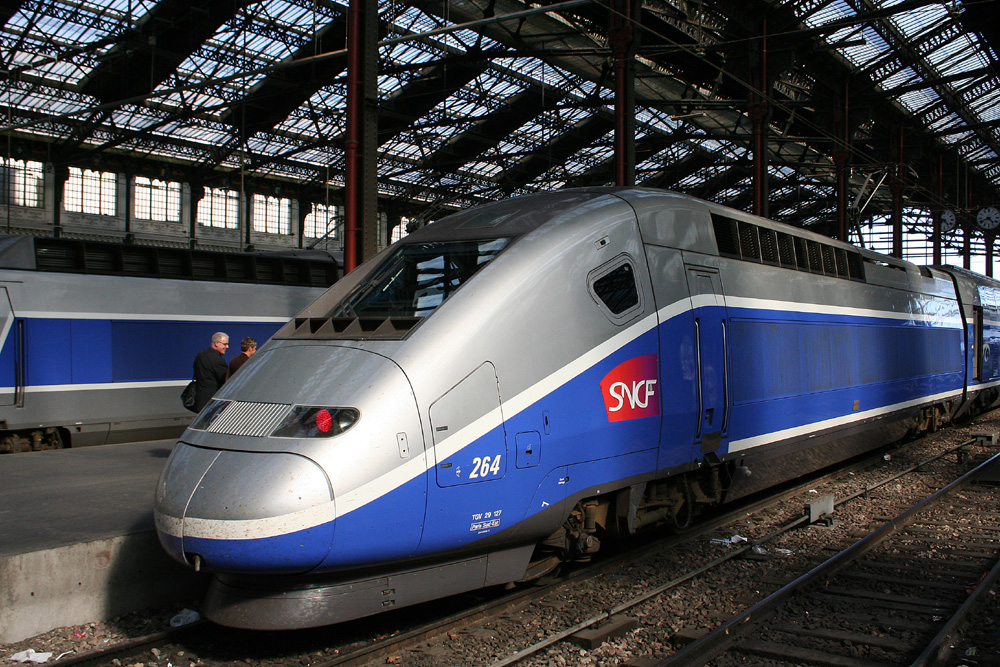
TGV Duplex v Paříži, Gare de Lyon.

Mezi příklady technologické vyspělosti francouzského průmyslu patří mj. vysokorychlostní vlaky TGV (výrobcem společnost Alstom) a letadla Airbus. K největším firmám patří i národní letecký dopravce Air France. Tradičně je rozvinutý automobilový průmysl, k nejproslulejším značkám patří Renault, Peugeot a Citroën. Michelin je druhým největším světovým výrobcem pneumatik. Mocností je Francie v oblasti módy, kosmetiky a luxusního zboží (Christian Dior, Louis Vuitton, Chanel, Lacoste, L'Oréal, LVMH, Cartier, Boucheron, Givenchy, Hermès, Chloé, Le Coq Sportif, Guerlain, Sephora, Yves Rocher). Vývojářská společnost Ubisoft dala světu například herní klasiku Assassin's Creed. Carrefour je druhým největším maloobchodním řetězcem na světě. Petrochemickým gigantem je Total, farmaceutickým Sanofi. Největšími francouzskými bankami jsou BNP Paribas, Crédit Lyonnais a Société Générale (vlastní i českou Komerční banku), pojišťovnou Axa. V potravinářství hraje velkou roli společnost Danone, v telekomunikacích Orange, v médiích Vivendi, elektrotechnice Schneider Electric.

### Doprava

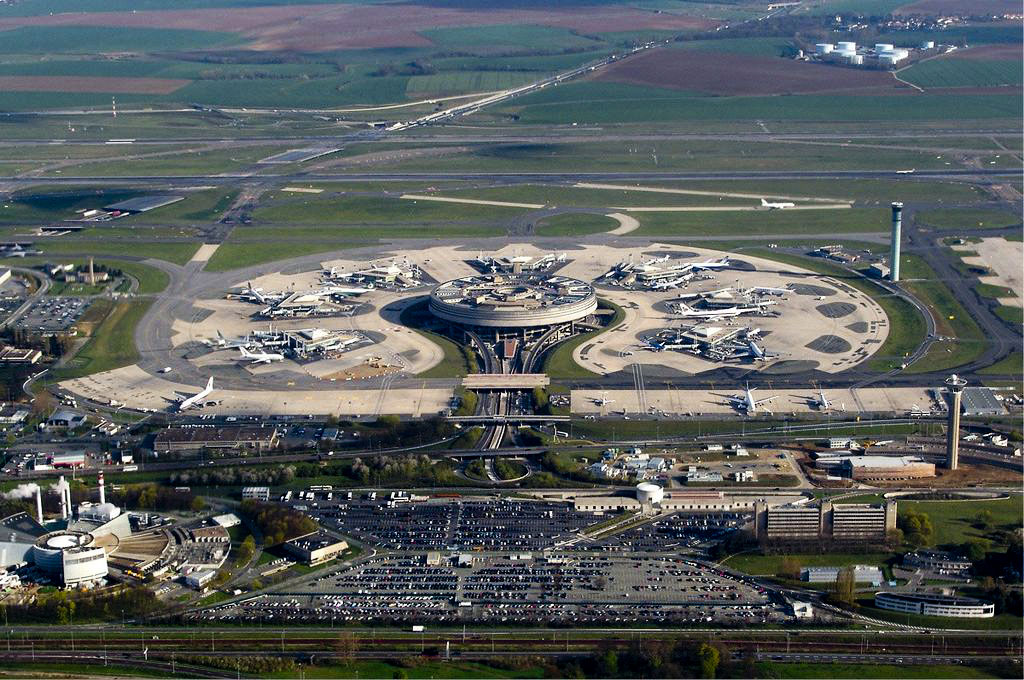
Terminal 1 na letišti Charlese de Gaulla

Železniční síť Francie, která k roku 2008 spojuje 29 473 km, je nejdražší železniční sítí v západní Evropě a spravuje ji společnost RFF. Po Německu jde o druhou nejrozsáhlejší železniční síť v západní Evropě. Vlaky osobní dopravy provozuje společnost SNCF. Mezi vysokorychlostní vlakové spojení ve Francii patří Thalys, Eurostar a TGV, které za komerčního využití na vysokorychlostních tratích dosahují rychlosti 270–320 km/h. Eurostar, společně s Eurotunnel Shuttle, spojuje Francii se Spojeným královstvím přes Eurotunel. Francie má železniční spojení do všech sousedních států, kromě Andorry. Vnitrostátní spojení je také velmi dobře rozvinuté a nachází se zde také několik podzemních železnic a tramvají, které doplňují autobusovou dopravu.
Ve Francii se nachází přibližně 893 300 kilometrů funkčních vozovek. Dálniční síť měří přibližně 12 000 kilometrů. Nejsou zde pravidelné registrační poplatky, či daně, ale za použití dálnic se vybírá mýtné, kromě blízkosti velkých obcí. Na novém trhu s automobily převládají národní značky, jakými jsou Renault (27 % ze všech aut prodaných v roce 2003), Peugeot (20,1 %) a Citroën (13,5 %). Přes 70 % nových prodaných aut v roce 2004 bylo na naftový pohon, což je znatelně více než těch benzínových a LPG. Ve Francii se také nachází nejvyšší most na světě - viadukt Millau a několik důležitých mostů, například Pont de Normandie.
V Francii se nachází přibližně 477 letišť a přistávacích ploch. Největším a nejdůležitějším letištěm je letiště Charlese de Gaulla poblíž Paříže, které je také centrem francouzských národních aerolinek – Air France.
Ve Francii se nachází 10 větších přístavů – největší z nich v Marseille.

## Demografie

Francouzský odkaz: mapa frankofonních zemí
rodný jazyk
úřední jazyk
druhý nebo neoficiální jazyk
frankofonní menšina

Už od pravěku byla Francie křižovatkou obchodu, migrace obyvatelstva a invazí. Ve starověku území Francie obývali Keltové (Galie a Bretaň) a Aquitánci (Baskicko), později se zde usazovali Římané a Germáni (Frankové, Vizigótové, Burgunďané a Vikingové). Tyto kmeny a národy se mezi sebou po staletí mísily a výsledkem je dnešní populace. Kromě dávných dob zde byla ještě vlna migrace v 19. století a to hlavně lidí těchto národností : Belgičané, Italové, Španělé, Portugalci, Poláci, Arméni, a Židé z Východní Evropy a Maghrebu. Od 60. let 20. století se do Francie stěhují Arabové, Berbeři, černoši z Afriky a Karibiku, Číňané a Vietnamci. Do Francie se vracejí také francouzští kolonisté z Alžírska a dalších bývalých kolonií tzv. Černé nohy.
Zjišťovat rasu, etnickou příslušnost a náboženství při sčítání lidu je zákonem zakázáno. Je ale odhadováno, že 40 % francouzské populace má předka, který pochází z nějaké migrační vlny, což dělá z Francie etnicky nejrůznorodější zemi v Evropě (úroveň je srovnatelná např. s USA či Kanadou). Dále jsou známa data z testování novorozenců na srpkovitou anémii, které se provádí pouze u osob s původem v rizikových oblastech mimo Evropu. Podle těchto údajů bylo v roce 2012 34 % novorozenců nebílých, což představovalo zvýšení z 27 % v roce 2006.
Od 19. století byl historický vývoj populace Francie velmi atypický oproti zbytku Západního Světa. Na rozdíl od zbylé Evropy nemá Francie zkušenosti se silným populačním růstem v 19. století a na počátku 20. století. Na druhou stranu v druhé polovině 20. století zažila mnohem větší populační explozi než kterýkoliv jiný evropský stát.

### Imigrace
Na přelomu čtyřicátých a padesátých let 20. století přicházely do Francie především italské pracovní síly. Do konce roku 1962 se jejich počet zvýšil na 630 000. V roce 1945 byl založen Státní migrační úřad, jehož činnost spočívala v náboru a zprostředkování zahraničních pracovních sil. V šedesátých letech 20. století se prostřednictvím dvoustranných smluv se Španělskem, Portugalskem, Jugoslávií a zeměmi bývalých kolonií, tj. Marokem a Tuniskem, silněji rozvinula snaha o najímání pracovní síly z jižní a jihovýchodní Evropy a také ze severní Afriky. V polovině padesátých a šedesátých let 20. století dosáhl počet úředně hlášených cizinců (bez Alžířanů) 2,3 milionu. V letech prudkého rozvoje se imigrace vymkla kontrole. Migranti přicházeli stále častěji spontánně nebo na osobní výzvy. Ztráta kontroly nad imigrací na přelomu šedesátých a sedmdesátých let 20. století a zvýšený nárůst nelegálních pracovních poměrů vedly k tomu, že došlo k omezování možností jak přiblížit způsoby zprostředkování práce a pracovní či bytové možnosti minimálním sociálním požadavkům.
Nelegální práce a vysoká nezaměstnanost vedly ke stupňování napětí mezi domácími obyvateli a imigranty, především severoafrickými, ale také mezi jednotlivými etnicko-kulturními skupinami přistěhovalců. Počátkem osmdesátých let 20. století začalo docházet k otevřeným vzpourám a pouličním bitkám s policií. Ukončení náboru pracovních sil změnilo charakter imigrace, který se projevil zvýšeným příchodem dalších rodinných příslušníků především z mimoevropských oblastí (ze severní Afriky a Turecka). V polovině devadesátých let 20. století odvozovalo svůj původ z celkového počtu 55 milionů Francouzů asi 18 milionů alespoň částečně od rodičů nebo prarodičů pocházejících ze zahraničí.

### Jazyk
Podle článku 2 ústavy je úředním jazykem Francie francouzština, románský jazyk odvozený z latiny. Dále je používána němčina a arabština. V zámořských území existují kreolské jazyky na bázi francouzštiny (např. antilská kreolština, guaynština či réunionská kreolština).

### Náboženství
Tradičně dominantní římskokatolická země se znatelným protiklerikálním vlivem. Svoboda náboženství je dána ústavou; inspirace pochází ze Všeobecné deklarace lidských práv. Dominantní koncept vztahu mezi veřejnou sférou a věřícími zabezpečuje, že vláda a vládní instituce (jako například školy) by neměly zasahovat do věcí víry a stejně tak církev by se neměla žádným způsobem angažovat v politické činnosti.
Vláda samotná neudržuje statistiky o víře svých občanů. Statistiky The World Factbook ukazují následující čísla: Římskokatolické křesťanství 83–88 %, islám 5–10 %, protestantismus 2 %, židovské náboženství 1 %. Žijí zde též velmi početné menšiny miafyzitních Arménů z Arménské apoštolské církve (cca 300-500tisíc), a také desetitisícové komunity rumunských, ruských, ukrajinských, běloruských a gruzínských pravoslavných (mnohdy jde o potomky uprchlíků před komunistickými diktaturami z těchto zemí ve 20. století). Avšak podle průzkumu z roku 2003 považuje 41 % lidí existenci boha za vyloučenou, 33 % se považuje spíše za ateisty a 51 % lidí o sobě řeklo, že jsou křesťané.
Na počátku 20. století žilo ve Francii mnoho lidí na venkově a řídili se podle křesťanských tradic. Během tohoto století nastalo ale mnoho změn: došlo k vylidnění venkova a mnoho lidí se odvrátilo od křesťanství. To vedlo k mnoha změnám ve společenských zvycích.
Mnoho mladých muslimů ve Francii čelí vysoké nezaměstnanosti, která na předměstích Paříže dosahuje přes 50 %, a na jejich komunitu mají stále větší vliv radikální islamističtí salafisté. Podle analýzy z roku 2016 zavedení islámského práva šaría podporuje 72 % francouzských muslimů a 35 % muslimů ve Francii považuje za ospravedlnitelné použití násilí na ochranu víry.

### Věda a vzdělání

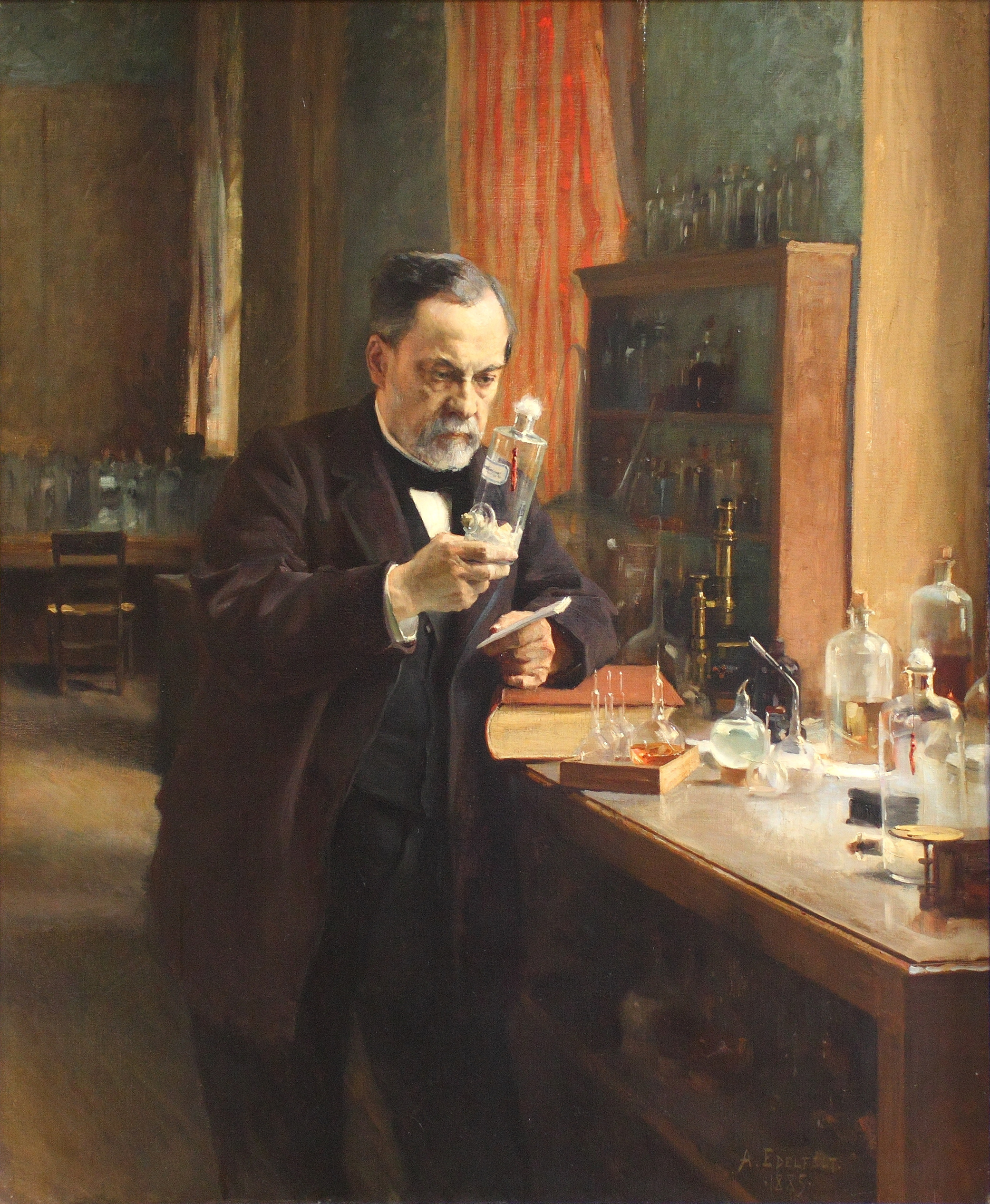
Louis Pasteur, stojící u zrodu mikrobiologie a lékařské imunologie

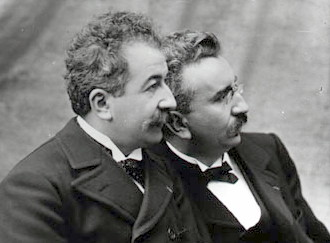
Bratři Lumièrové

Přírodní a technické vědy mají ve Francii mimořádnou tradici. Zvláště v 18. a 19. století Francouzi v oblasti exaktních věd dominovali. Louis Pasteur objevil vakcíny proti sněti slezinné a vzteklině. Marie Curie-Skłodowská, vědkyně polského původu působící ve Francii, objevila radium a techniku dělení radioaktivních izotopů. Auguste a Louis Lumièrové vynalezli kinematograf. Denis Papin vynalezl Papinův hrnec a položil základy pro průmyslové využití páry a tedy vynález parního stroje. Antoine Lavoisier vyvrátil flogistonovou teorii hoření a založil tak moderní chemii. Blaise Pascal již v roce 1642 sestrojil první mechanický kalkulátor. André-Marie Ampère vybudoval základy elektrodynamiky. Gaspard-Gustave de Coriolis objevil Coriolisovu sílu, a způsobil tak revoluci v meteorologii. Léon Foucault proslul sestrojením Foucaultova kyvadla v pařížském Pantheonu, kterým ukázal, že Země je v důsledku své rotace neinerciální vztažnou soustavou. Louis Daguerre vyvinul první praktickou metodu fotografování, další krok na cestě k moderní fotografii udělal Nicéphore Niépce svou heliografií. Charles-Augustin de Coulomb založil elektrostatiku. Joseph Fourier objevil skleníkový efekt. Astronom Pierre Gassendi roku 1631 jako první pozoroval přechod Merkuru přes Slunce. Pierre-Simon Laplace je autorem mlhovinové hypotézy, doposavad nejvlivnější teorie o vzniku hvězd a jejich planetárních soustav. Nicolas Appert vyvinul metodu konzervace potravin. Biolog Jean-Baptiste Lamarck zformuloval první ucelenou evoluční teorii (lamarckismus). Louis Braille vytvořil Braillovo písmo pro nevidomé. „Otcem akustiky“ se stal Marin Mersenne. Georges Cuvier počal srovnávat soudobé živočišné druhy s fosiliemi a založil tak moderní paleontologii. Archeolog Jean-François Champollion založil egyptologii. Charles Messier sestavil průlomový Messierův katalog a objevil krabí mlhovinu. Joseph Louis Gay-Lussac významně posunul výzkum plynů. Urbain Le Verrier propočítal přesné souřadnice osmé planety sluneční soustavy – Neptunu. Nicolas Léonard Sadi Carnot byl zakladatelem termodynamiky. Georges Louis Leclerc de Buffon se jako jeden z prvních vědců pokusil o exaktní odhad stáří Země, a to pomocí měření doby zchladnutí železné koule. Augustin-Jean Fresnel zdokonalil vlnovou teorii světla, Siméon Denis Poisson naopak teorii korpuskulární. François Arago odhalil mnoho zákonitostí vztahu elektrického proudu a magnetismu. Nicolas-Louis de Lacaille pojmenoval 14 z 88 souhvězdí. Jean-Baptiste Biot dokázal existenci meteoritů a studoval polarizaci světla. Jean-Martin Charcot založil vědecký výzkum hypnózy a hysterie. Průkopník experimentální medicíny Claude Bernard vyložil fungování nervového systému, slinivky břišní a jater. John James Audubon objevil mnoho nových druhů ptáků. Joseph Marie Jacquard vynalezl děrnými štítky programovatelný mechanický stav. Jacques-Yves Cousteau je legendou výzkumu (a také ochrany) oceánů.

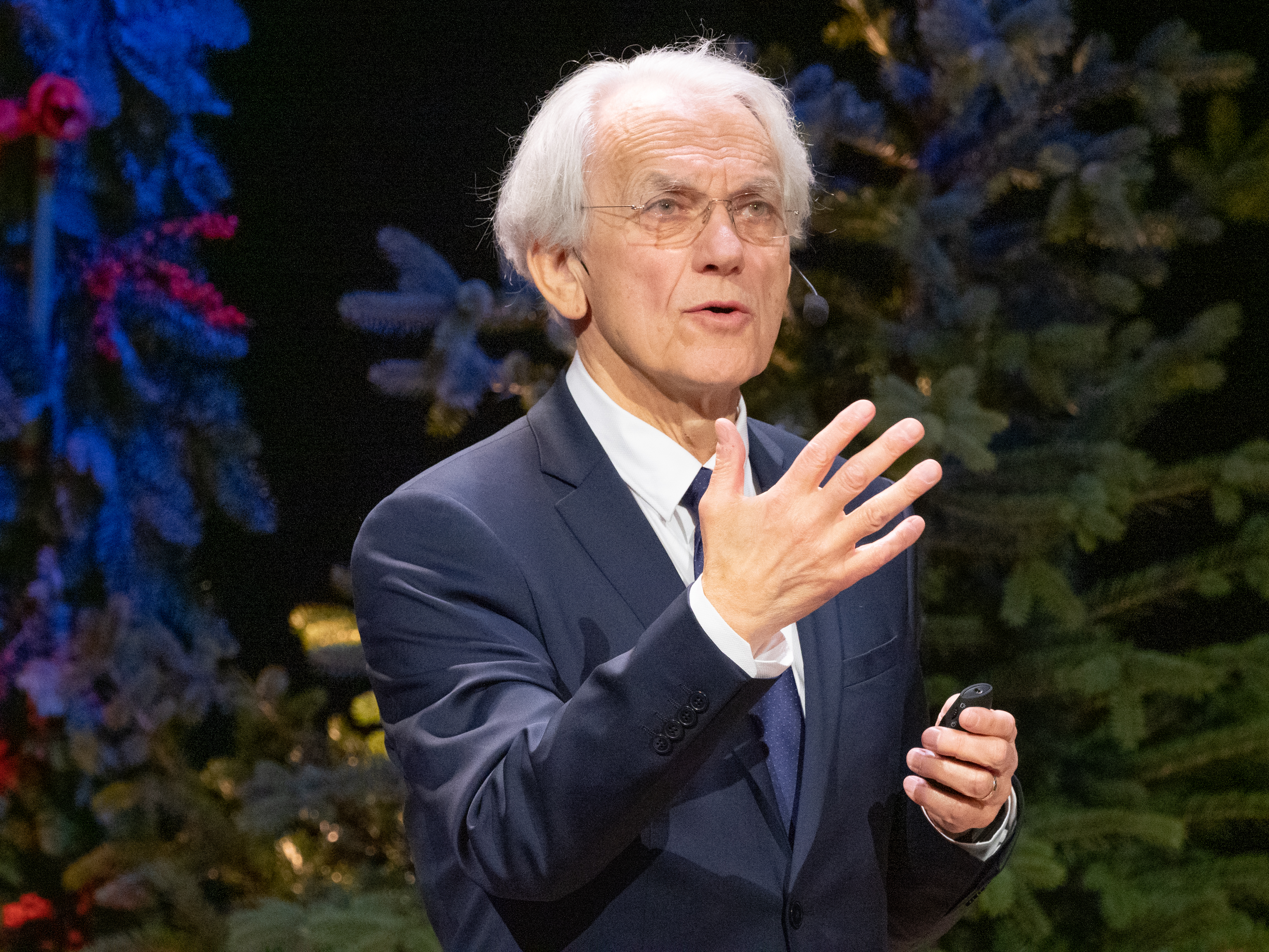
Gérard Mourou

Ve 20. a 21. století získali Francouzi také řadu vědeckých Nobelových cen, za fyziku Gérard Mourou, Serge Haroche, Albert Fert, Claude Cohen-Tannoudji, Georges Charpak, Pierre-Gilles de Gennes, Louis Néel, Alfred Kastler, Louis de Broglie, Jean Baptiste Perrin, Antoine Henri Becquerel a Pierre Curie, za chemii Jean-Pierre Sauvage, Yves Chauvin, Jean-Marie Lehn, Luis Federico Leloir, Frédéric Joliot, Irène Joliot-Curie, Paul Sabatier, Victor Grignard a Henri Moissan, za fyziologii Jules A. Hoffmann, Luc Montagnier, Françoise Barré-Sinoussi, Jean Dausset, Roger Guillemin, François Jacob, Jacques Monod, André Lwoff, André Frédéric Cournand, Charles Nicolle, Charles Richet, Alexis Carrel, Alphonse Laveran.

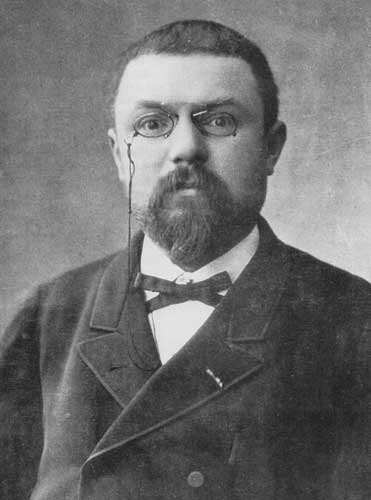
Henri Poincaré

Významná je francouzská matematická škola. Již v 16.-17. století razili francouzští matematici jako François Viète, Abraham de Moivre, Pierre Louis Maupertuis nebo Pierre de Fermat cestu celému oboru. Évariste Galois položil základy moderní algebry a teorie grup. Gaspard Monge je otcem deskriptivní geometrie, Jean-Victor Poncelet projektivní geometrie. Jean le Rond d'Alembert posunul studium diferenciálních rovnic. Charles Hermite dokázal, že Eulerovo číslo je trascendentní. Jeho žák Henri Poincaré založil algebraickou topologii. Augustin Louis Cauchy byl průkopníkem matematické analýzy. Matematik Adrien-Marie Legendre významně přispěl ke studiu polynomů. Ústřední postavou matematiky 20. století byl Henri Lebesgue. Průlomy v bádání o Lieových grupách učinil Élie Cartan. K významným matematikům 20. století nutno počítat i Jacquese Hadamarda. Prestižní Fieldsovu medaili získali matematici Laurent Schwartz, Jean-Pierre Serre, René Thom, Alexander Grothendieck, Alain Connes, Pierre-Louis Lions, Jean-Christophe Yoccoz, Laurent Lafforgue, Wendelin Werner a Cédric Villani. Abelovu cenu obdržel Yves Meyer.

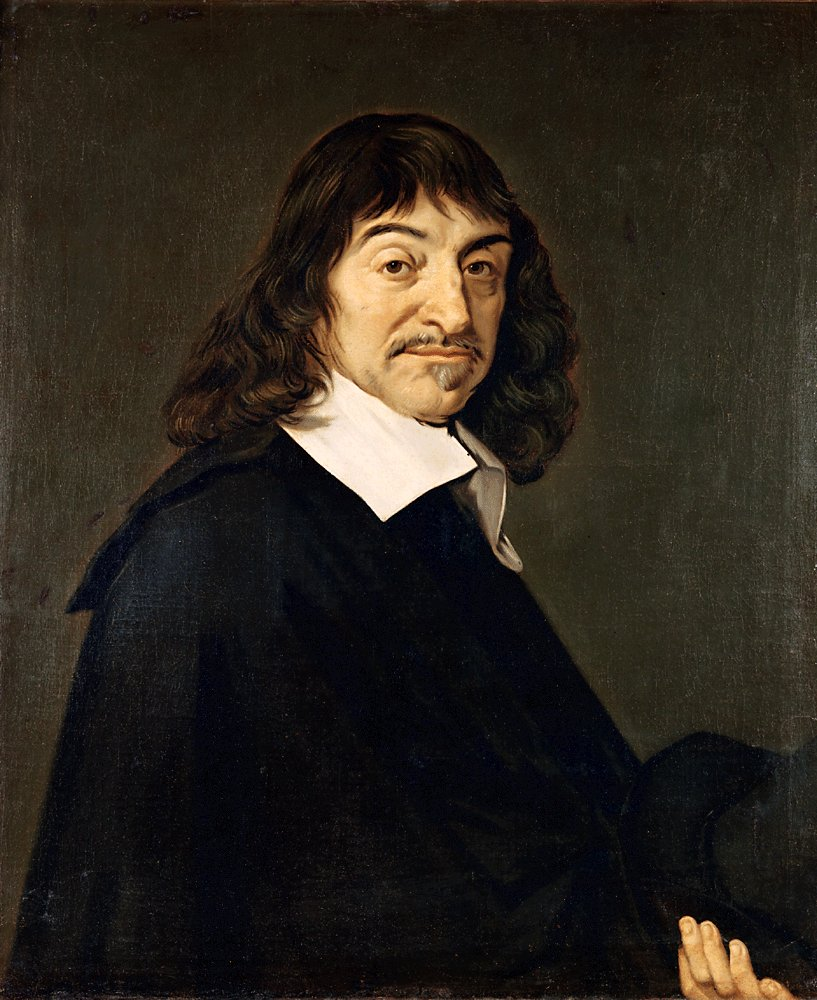
René Descartes, otec moderní filosofie

V oblasti humanitních a sociálních věd si Francouzi dlouhodobě udržují ještě mnohem větší vliv. Již scholastičtí filozofové Jean Buridan, Pierre Abélard a Mikuláš Oresme byli velmi uznávaní. Michel de Montaigne založil žánr eseje. Francouzi stáli u samého zrodu moderní filozofie - za její zakladatele bývají někdy považováni Jean-Jacques Rousseau a René Descartes. K tzv. osvícencům patřili Voltaire, Denis Diderot či Charles Louis Montesquieu. Na přelomu 19. a 20. století zpochybnil dědictví osvícenců Henri Bergson. K významným představitelům fenomenologie patří Emmanuel Lévinas, Paul Ricoeur a Maurice Merleau-Ponty. V Nietzscheho stopách ve Francii šel Georges Bataille. Od marxismu k islamismu se dostal Roger Garaudy. Na Freuda zcela originálně navázal Jacques Lacan. Jungovské inspirace měl Gaston Bachelard. Z křesťanských pozic se s moderní vědou originálně vyrovnával Pierre Teilhard de Chardin. Oba klíčoví myslitelé existencialismu, Jean-Paul Sartre a Albert Camus, byli Francouzi. Podobné je to u postmodernismu, kde jsou otci Jean Baudrillard a Jean-François Lyotard. Za nejvýznamnější feministickou filozofku bývá považována Simone de Beauvoir. Nejcitovanějšími filozofy konce 20. století byli představitelé tzv. poststrukturalismu a dekonstruktivismu: Michel Foucault, Jacques Derrida a Gilles Deleuze. Marxistické ingredience k jejich dílu přidávali Louis Althusser a Alain Badiou, o feministické se zasloužila Julia Kristeva. Ideologem extravagantního situacionismu byl Guy Debord.

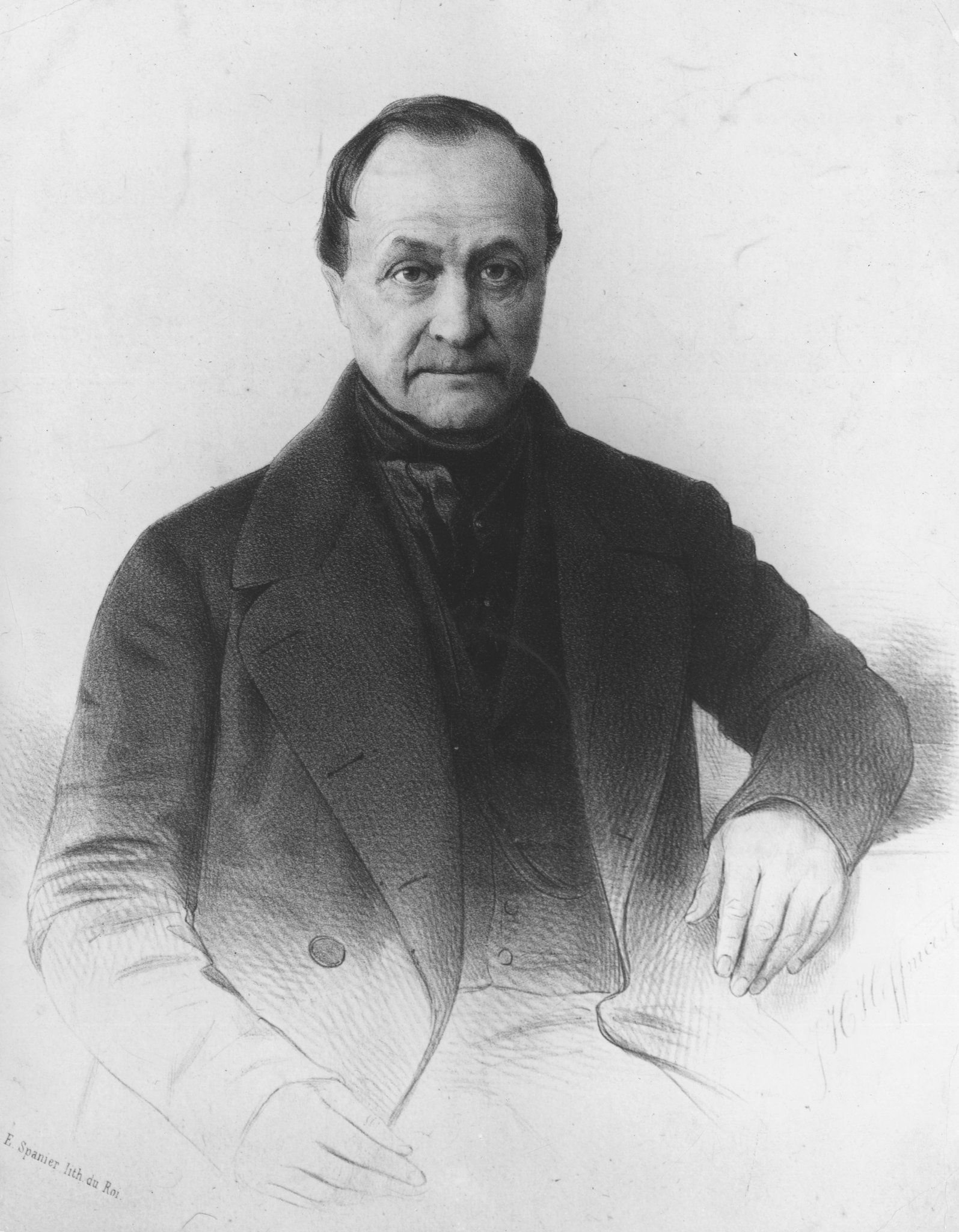
Auguste Comte

Také francouzská sociologická škola je silná, Francouzi byli ostatně dva ze zakladatelů sociologie: Auguste Comte a Émile Durkheim. Důraz na data do sociologie vnesl Pierre Guillaume Frédéric le Play. Mezi jejich nástupci vynikl Pierre Bourdieu nebo sociolog vědy Bruno Latour. Claude Lévi-Strauss je zřejmě nejslavnějším kulturním antropologem všech dob. Ferdinand de Saussure je zakladatelem sémiotiky. Roland Barthes jejím významným představitelem. Dějiny politologie se sotva obejdou bez Alexise de Tocqueville, Gustava le Bona či Raymonda Arona. Významným politickým filozofem byl již Jean Bodin, autor teorie suverenity. Raným politologem byl i Nicolas de Condorcet, který jako vůbec první použil termínu zastupitelská demokracie. K nejvlivnějším historikům, zejména svou interpretací Francouzské revoluce, patří Adolphe Thiers. Zakladatelem proslulé školy Annales byl Fernand Braudel. K prvním literárním teoretikům patřil Nicolas Boileau-Despréaux. François Quesnay byl hlavní představitel první ekonomické školy fyziokratů a tvůrce prvního modelu ekonomického koloběhu, tzv. ekonomické tabulky. Nobelovu cenu za ekonomii získali Jean Tirole, Maurice Allais, Gérard Debreu a Esther Duflová. V posledních letech se velmi rychle stal jedním z nejcitovanějších ekonomů Thomas Piketty.
Systém francouzského vzdělání je vysoce centralizovaný, organizovaný a rozvětvený. Dělí se na tři části:
- primární vzdělání (enseignement primaire)
- sekundární vzdělání (enseignement secondaire)
- terciární nebo akademické vzdělání (enseignement supérieur)

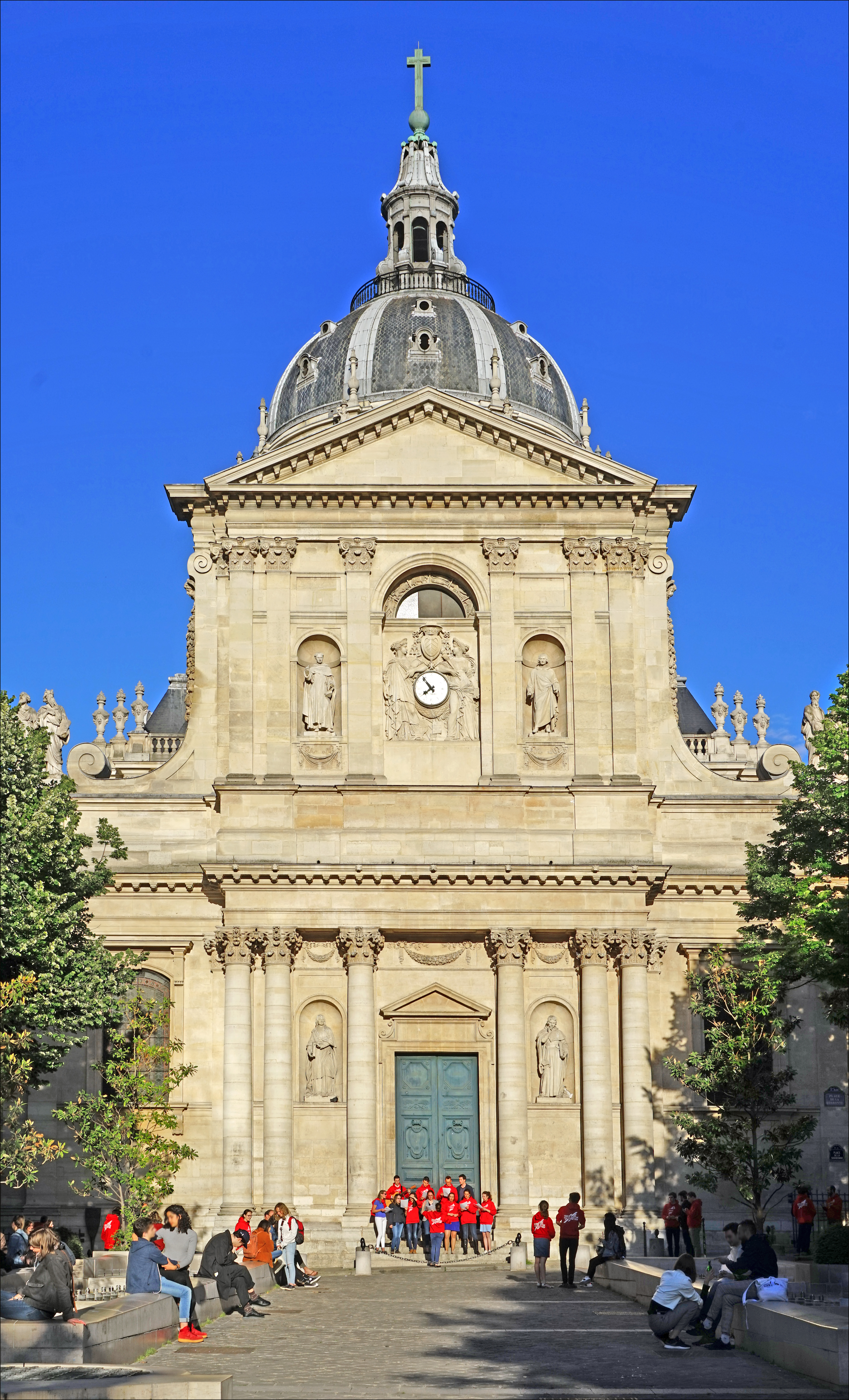
Sorbonna

Primární a sekundární vzdělání je převážně veřejné (soukromé školy také existují jako celonárodní síť jednotlivých primárních a sekundárních katolických škol), zatímco akademické vzdělání je otázkou státních i soukromých škol.

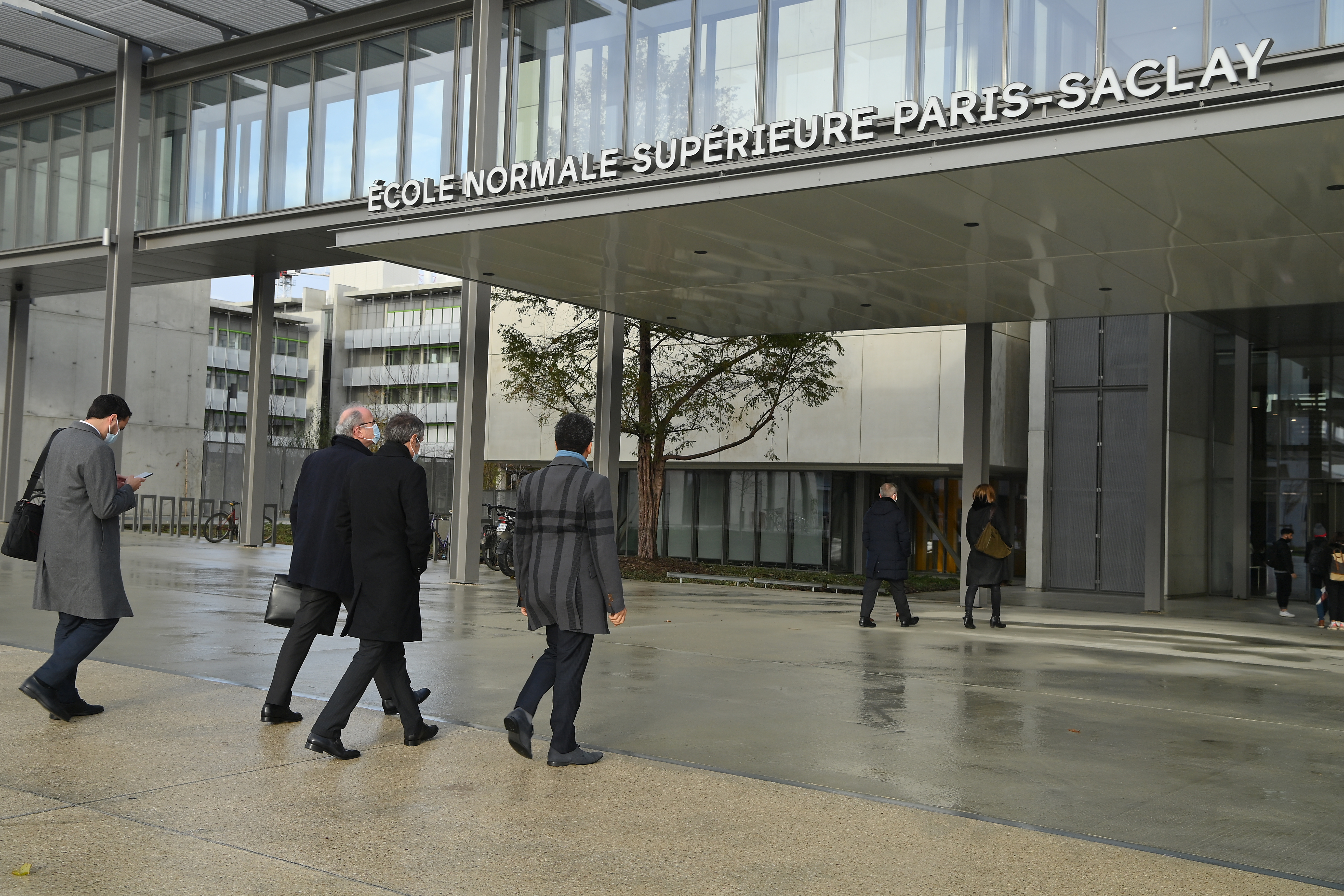
Univerzita Paris-Saclay

Pařížská univerzita, zvaná většinou Sorbonna podle své nejvýznamnější, původně teologické koleje, byla nejstarší univerzitou ve Francii, založenou okolo roku 1150, patrně čtvrtou nejstarší v Evropě (datum vzniku nejstarších univerzit je většinou dosti nejisté). Ve středověku byla centrem evropské vzdělanosti, působili zde Tomáš Akvinský, Albert Veliký, Svatý Bonaventura, Erasmus Rotterdamský, Mistr Eckhart, Ignác z Loyoly, Jan Kalvín, později třeba Henri Bergson, Jean-Paul Sartre, Claude Lévi-Strauss nebo Jacques Derrida. V roce 1968, po studentských nepokojích, byla univerzita rozbita na menší části a ve své původní podobě už neexistuje. Roku 2018 byla sloučením několika institucí založena Sorbonne Université, výzkumná univerzita, která svůj původ odvozuje od založení sorbonnské koleje. Podle Šanghajského žebříčku (k roku 2021) je ovšem v současnosti nejkvalitnější francouzskou vysokou školou Univerzita Paris-Saclay, výzkumná univerzita založená roku 2019 (13. celosvětově). Následují zmíněná Sorbonne Université (35.), Univerzita Paris sciences et lettres
(38.), Université de Paris (73.), Aix-Marseille Université (101.-150.), Université Grenoble-Alpes (101.-150.) a Université de Strasbourg (101.-150.). V minulosti byla za prestižní vzdělávací instituci považována také například École Normale Supérieure.
Nejvýznamnější neuniverzitní vědeckou institucí v zemi je Centre national de la recherche scientifique (CNRS). Bývá označováno za největší výzkumnou evropskou instituci vůbec. Vyvinulo například vakcínu proti hepatitidě typu B. V Nature Indexu (za rok 2020), který hierarchizuje veškeré vědecké instituce podle počtu článků v časopise Nature, se umístilo na 4. místě na světě (za Čínskou akademií věd, Harvardem a Společností Maxe Plancka). Velkou tradici má také Pasteurův ústav založený roku 1887, který kontroluje výskyt infekčních onemocnění na celém světě a radí Světové zdravotnické organizaci v otázkách epidemií a pandemií.

## Kultura
Francouzská kultura je ovlivněna rozdílností a posledními vlnami imigrace. Francie hrála po celá staletí velmi důležitou roli jako kulturní centrum celé Evropy v čele s Paříží. Mnoho architektonických stylů západní civilizace vzniklo ve Francii; většina výtvarných stylů novověku se zrodila v pařížské umělecké komunitě. Systematickou propagací francouzské kultury a francouzského jazyka v zahraničí se zabývá Institut français.

### Výtvarné umění
Francouzské umění existovalo společně s německým, až do rozdělení Franské říše, pod názvem „karolinské umění“. Vlastní vývoj zaznamenalo v 11. století s šířením románského slohu. Přibližně od roku 1100 se datuje rozkvět architektury a sochařství spojeného převážně s regionem Provence, kde bylo stavitelství silně ovlivněno římskou kulturou. O padesát let později se střediskem umění stává sever země, tedy oblast Normandie, převážně Burgundsko. Zde se objevují počátky gotiky. První ryze gotickou stavbou je Bazilika Saint-Denis u Paříže. Od 13. století je již umělecká tvorba spojena s Paříží a oblastí Île-de-France, odkud se gotika rozšířila do celé Evropy. Nejvýznamnějšími francouzskými památkami tohoto slohu jsou katedrály (hlavně v městech Paříž, Remeš, Chartres, Amiens aj.), vitráže a sochařská díla.

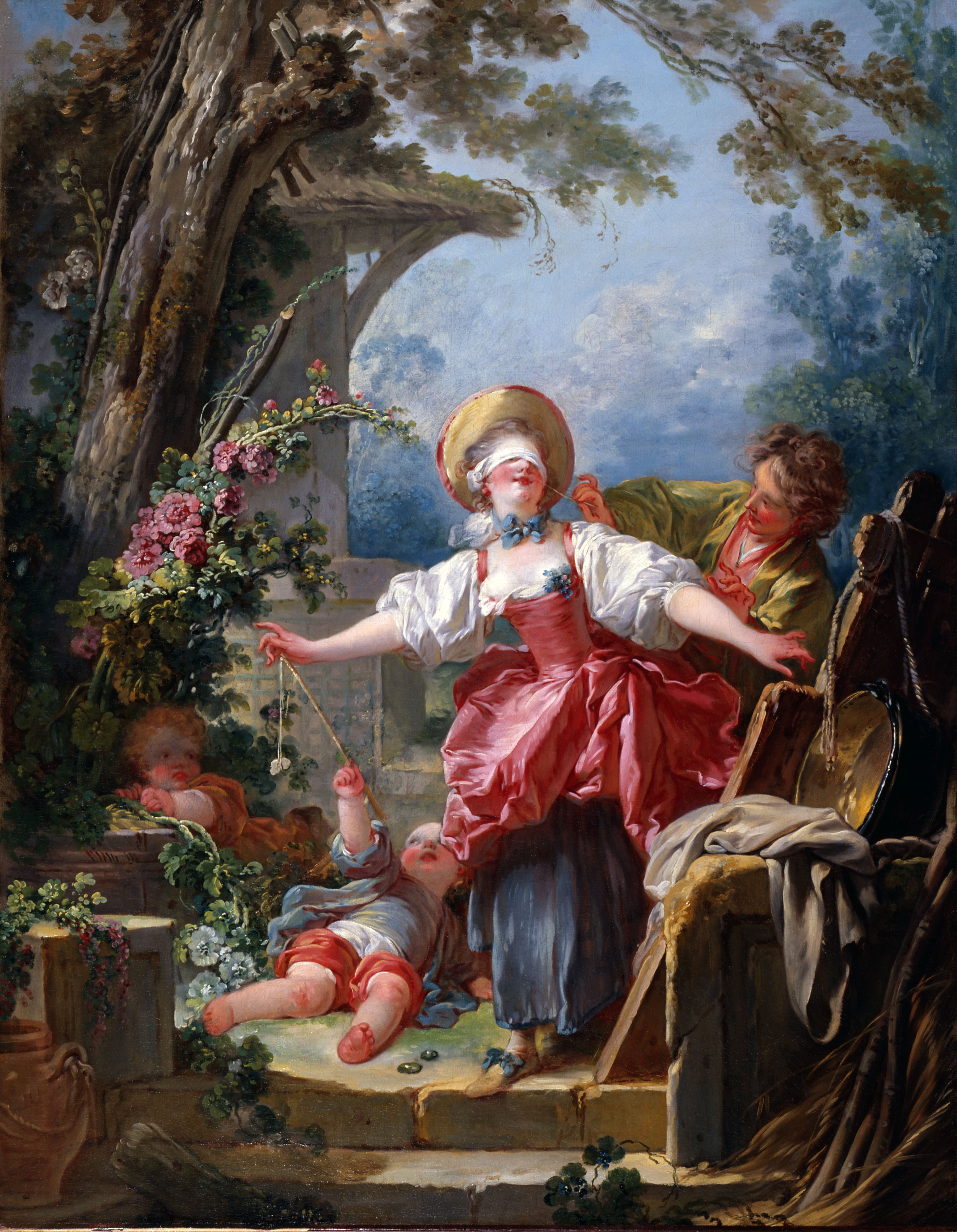
Jean-Honoré Fragonard, Le collin maillard

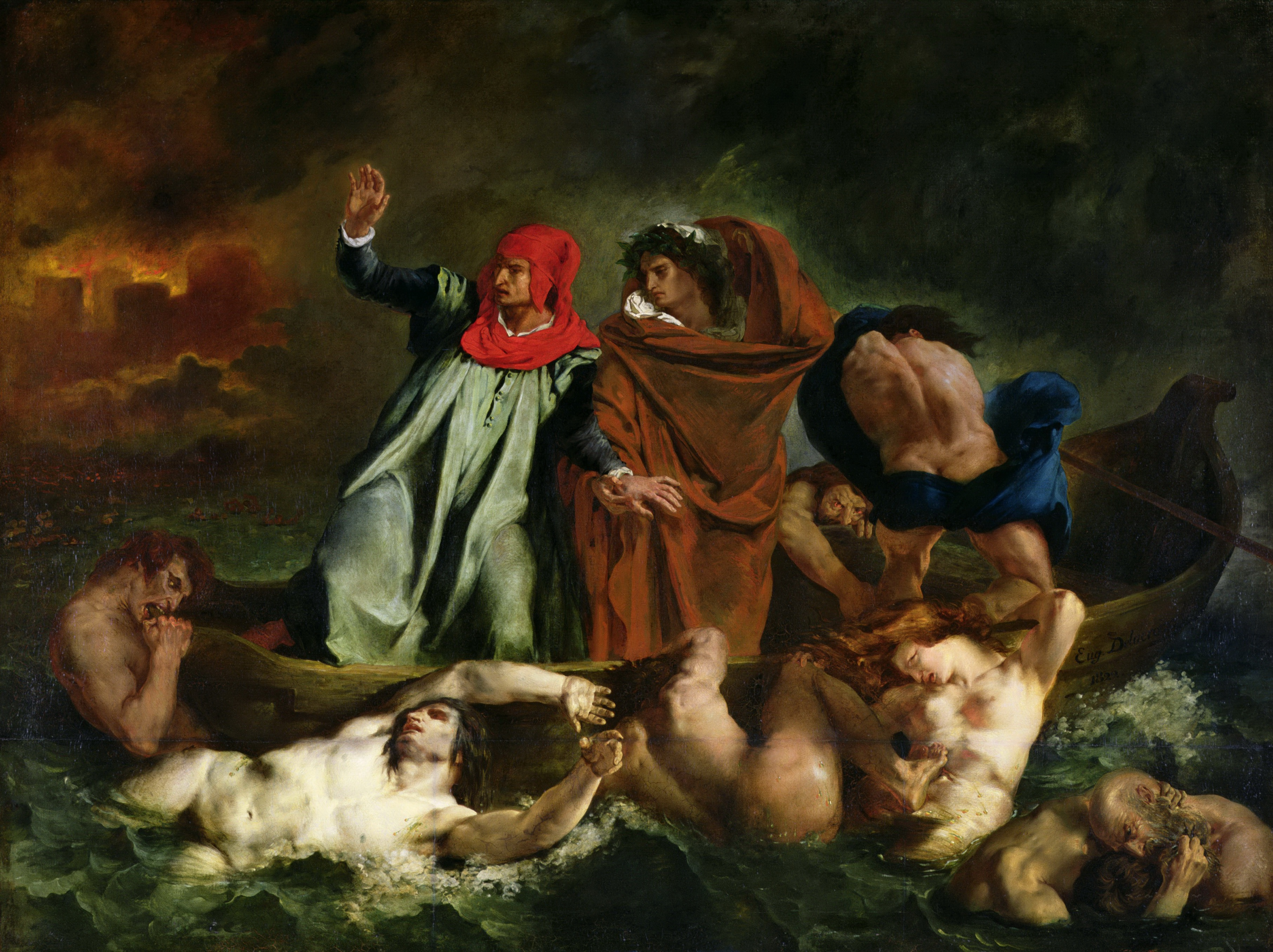
Eugène Delacroix, La Barque de Dante

S nástupem renesance ztrácí Francie výsadní postavení nejen v oblasti umění. Typické je přejímání vzorů z Itálie. Gotika se dále drží pouze v Burgundsku jako pozdní gotika. Nejvýznamnějším uměleckým skvostem této doby je zřejmě zámek ve Fontainebleau, kde se projevil vliv pozdní renesance a manýrismu. Známé jsou i zámky na řece Loiře (Blois, Chambord), zámek Montsoreau, zámek Chenonceau nebo Lucemburský palác v Paříži. Během rozvoje baroka v 17. století se díky podpoře francouzských králů dostává do Francie řada umělců, kteří tvoří opět model umění pro celou Evropu. Tento standard si Francie udržela až do pozdního 18. století, kdy vládlo rokoko. Centrálními osobnostmi malířského rokoka ve Francii byli Antoine Watteau, François Boucher a Jean-Honoré Fragonard. Klasicismus reprezentují malíři François Gérard a Nicolas Poussin nebo architekt François Mansart. Klasicistními portréty, mj. známým Napoleonovým, proslul Jean Auguste Dominique Ingres. Neoklasicismus zosobnili Jacques-Louis David a také Camille Corot. V éře romantismu se prosadil Eugène Delacroix a Théodore Géricault, klíčovými realisty byli Gustave Courbet, William-Adolphe Bouguereau, Jean-François Millet, barbizonská škola. Později i Honoré Daumier, jehož dílo rovněž dalo impulz ke vzniku moderního umění.

Auguste Renoir, Bal du moulin de la Galette

V moderním umění je velmi důležitá francouzská secese (art nouveau) a to hlavně v architektuře (vchody metra v Paříži, Hector Guimard). Vzniká mnoho malířských směrů v čele s impresionismem (Édouard Manet, Auguste Renoir, Claude Monet, Camille Pissarro, Edgar Degas, Henri de Toulouse-Lautrec, Berthe Morisotová), proti kterému se v roce 1880 postavil Paul Cézanne se svým osobitým stylem. Tzv. neoimpresionismus představují Georges Seurat a Paul Signac. Malíř Paul Gauguin dále rozvíjel malbu s důrazem na plošnost a jasné ohraničení jednotlivých barevných polí. Tento styl byl dále rozvíjen skupinou Nabis a fauvisty (Henri Matisse, André Derain, Maurice de Vlaminck). V sochařství vyniká Auguste Rodin (hra světla) a Aristide Maillol (ženský akt). 

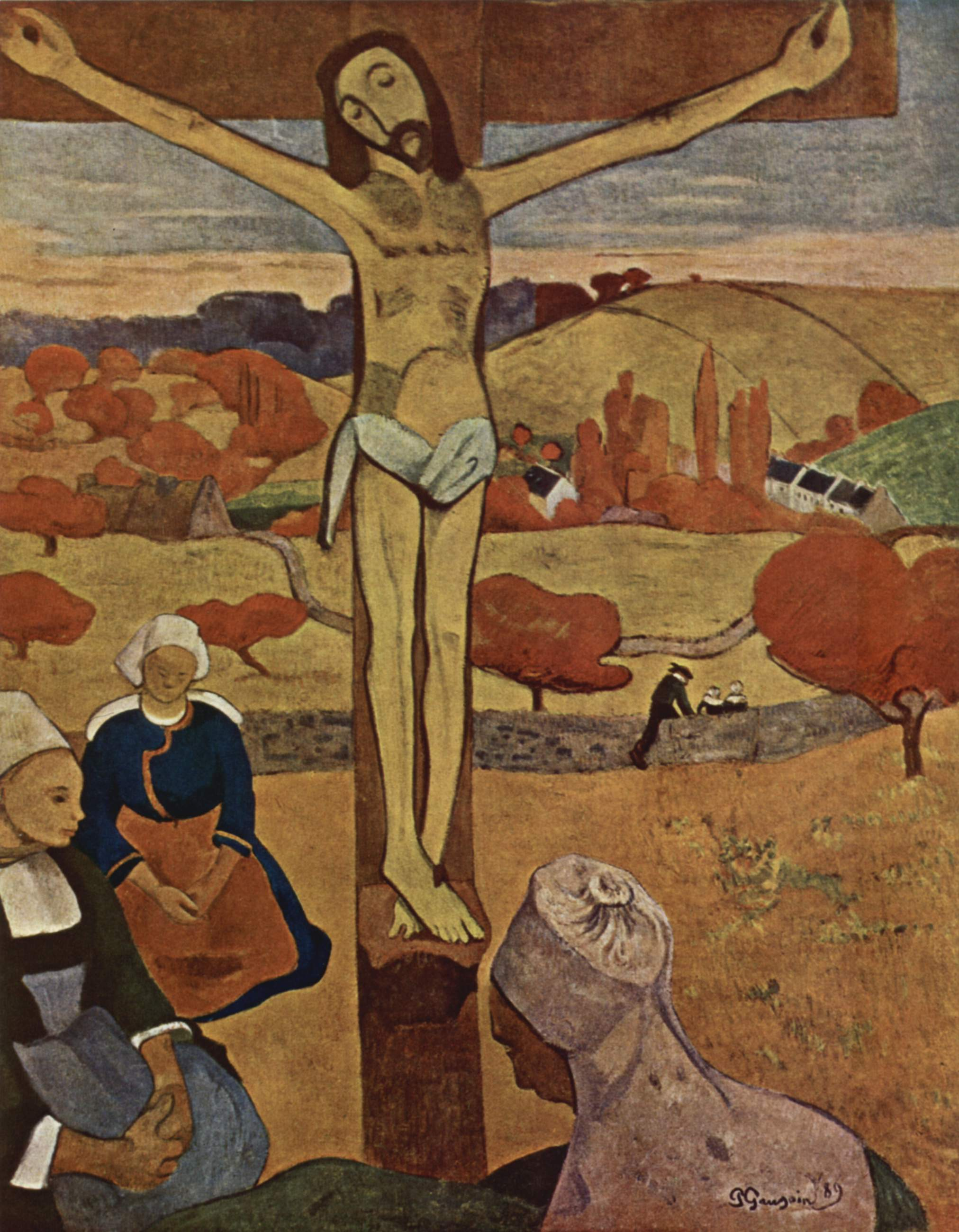
Paul Gauguin, Žlutý Kristus

Rok 1907 se nese v duchu založení kubismu Georges Braquem a Fernand Légerem (kubismus převádí předměty na geometrické prvky). Dalšími směry této doby jsou dadaismus a surrealismus (inspirace psychoanalýzou Sigmunda Freuda, hlavní otázky nevědomí). Konceptualismus reprezentuje zejména Marcel Duchamp. Jakýmsi protipólem avantgardních experimentátorů je klasik naivního malířství Henri Rousseau. Ke konci druhé světové války se do popředí dostává abstraktní umění díky Pařížské škole (École de Paris) a akčnímu umění. Jean Dubuffet zavedl do malby používání netradičních materiálů jako sádra, dehet nebo štěrk. Vzniká op-art s hlavním představitelem Victorem Vasarelym. K novějším směrům patřil nouveau réalisme (nový realismus) a pop art (Yves Klein, Arman, César Baldaccini). V 80. a 90. letech se Francie ztotožňuje s charakterem soudobého umění např. proudy jako land art, body art, minimalismus a konceptualismus (Christian Boltanski), neoexpresionismus ad. Proslulými moderními architekty byli Gustave Eiffel, Eugène Viollet-le-Duc, Jean Nouvel, nebo Christian de Portzamparc, autor sídla Cité de la musique, nebo budovy Lucemburské filharmonie.
Především jako ilustrátor získal uznání Gustave Doré. Králem karikatury 19. století byl Honoré Daumier. Henri Cartier-Bresson patří ke klasikům žurnalistické fotografie.

### Literatura

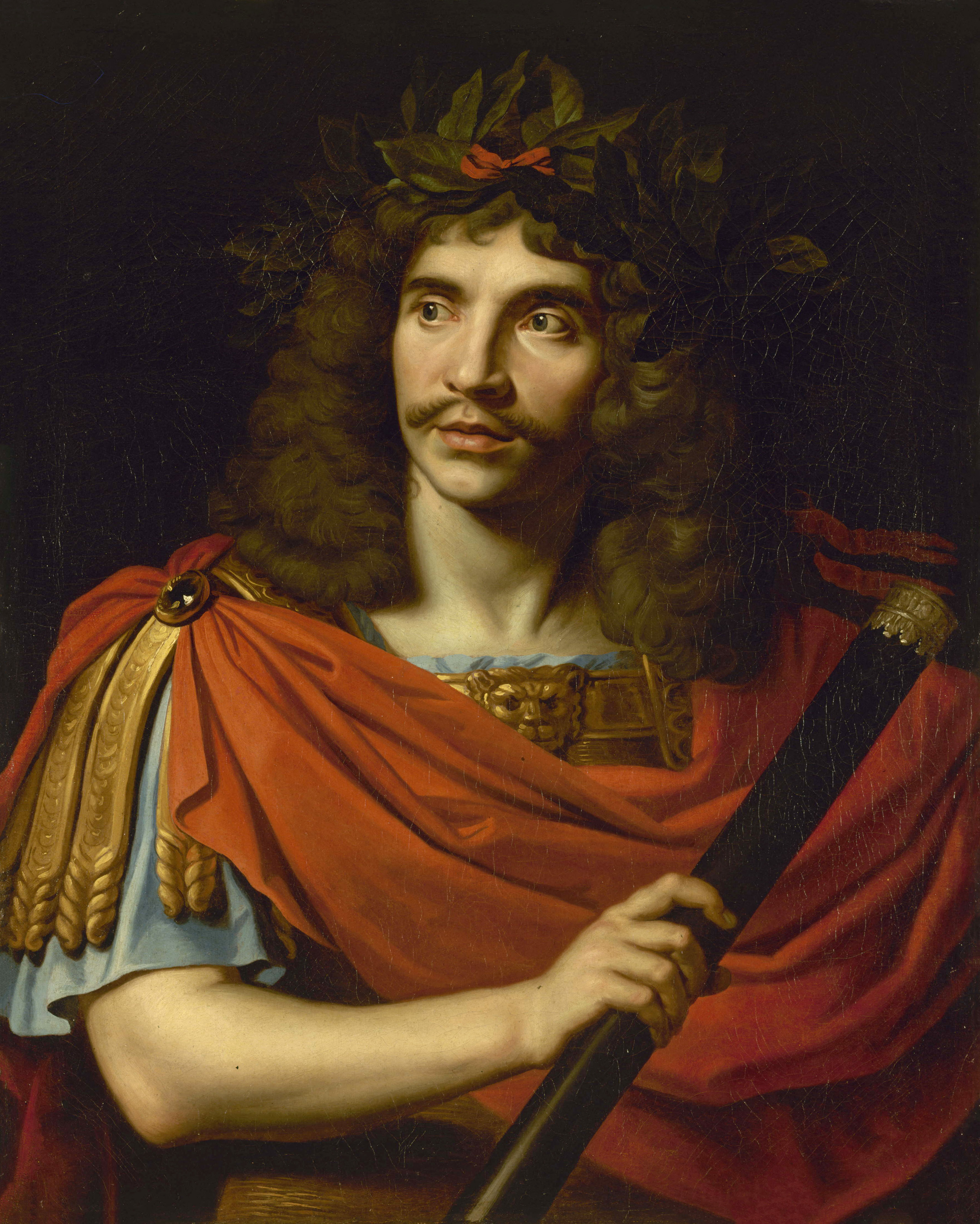
Molière

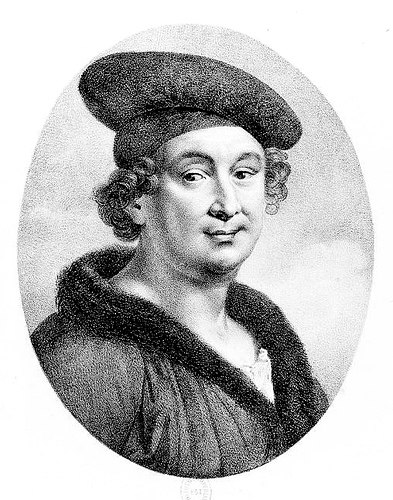
François Villon

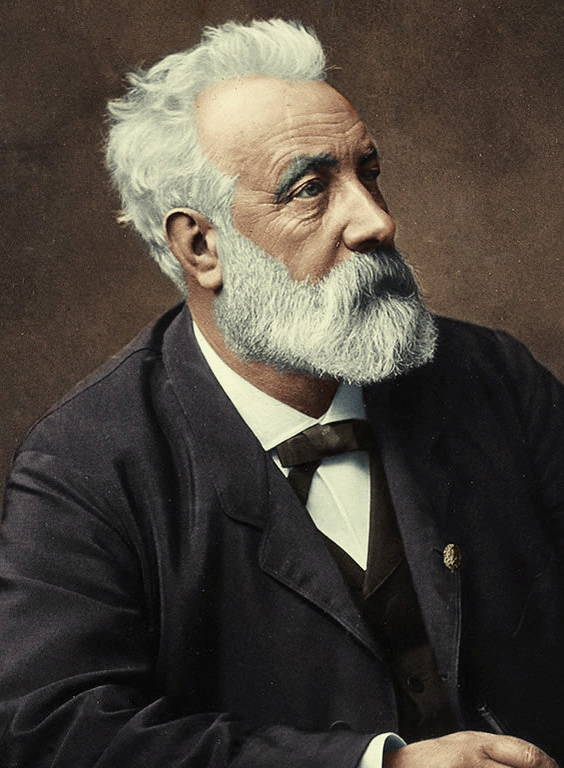
Jules Verne

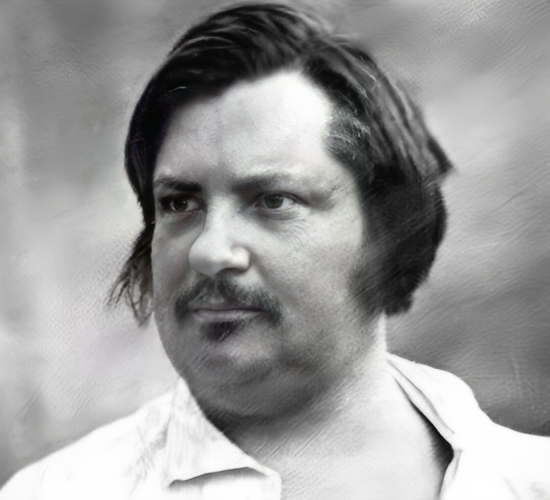
Honoré de Balzac

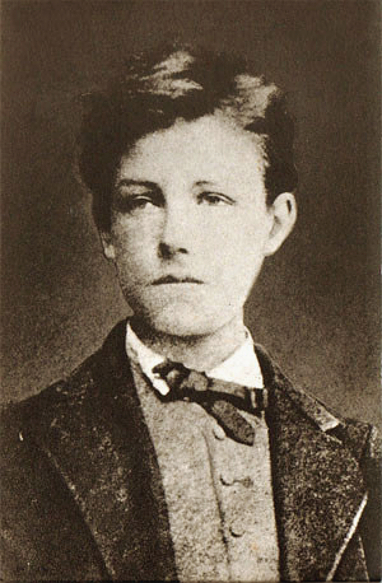
Arthur Rimbaud

### Hudba

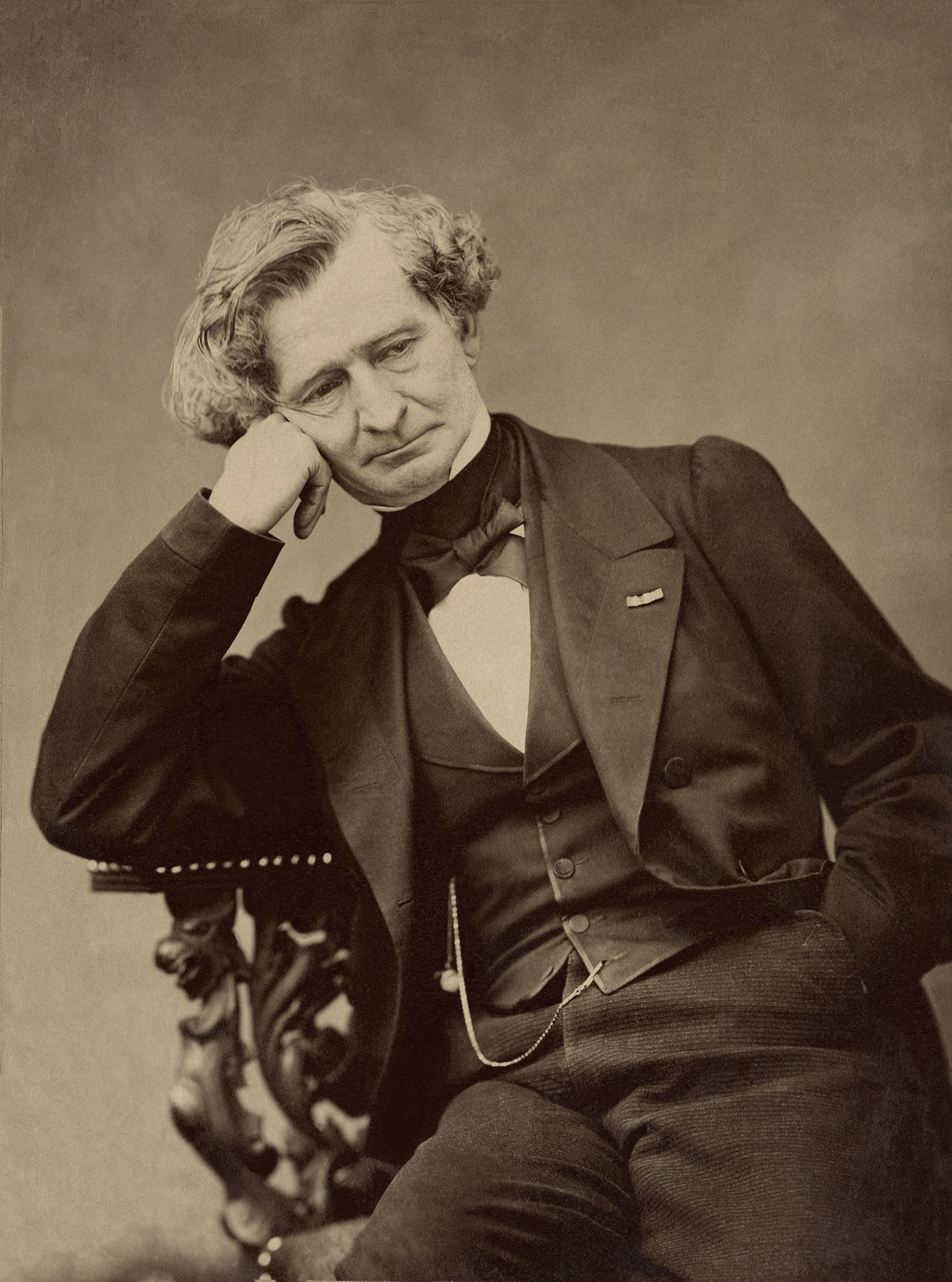
Hector Berlioz

Francie byla dlouhou dobu považována za centrum evropského umění a hudby. Země se chlubí širokým spektrem tradiční lidové hudby, ale i hudbou přinesenou imigranty z Afriky, Latinské Ameriky a Asie. Co se týče klasické hudby, pochází z Francie několik legendárních skladatelů, stejně tak jako v dnešní době řada umělců hrajících rock, hip hop, techno, funk a pop. Francie se také považuje za zemi klarinetu.

Nejslavnějšími francouzskými skladateli vážné hudby jsou Jean-Baptiste Lully, Claude Debussy, Georges Bizet, Jacques Offenbach, Hector Berlioz a Maurice Ravel. Důležitými jmény jsou též Camille Saint-Saëns, Jean-Philippe Rameau, Erik Satie, Charles Gounod, Jules Massenet, Francis Poulenc, Olivier Messiaen a Adolphe Adam. 

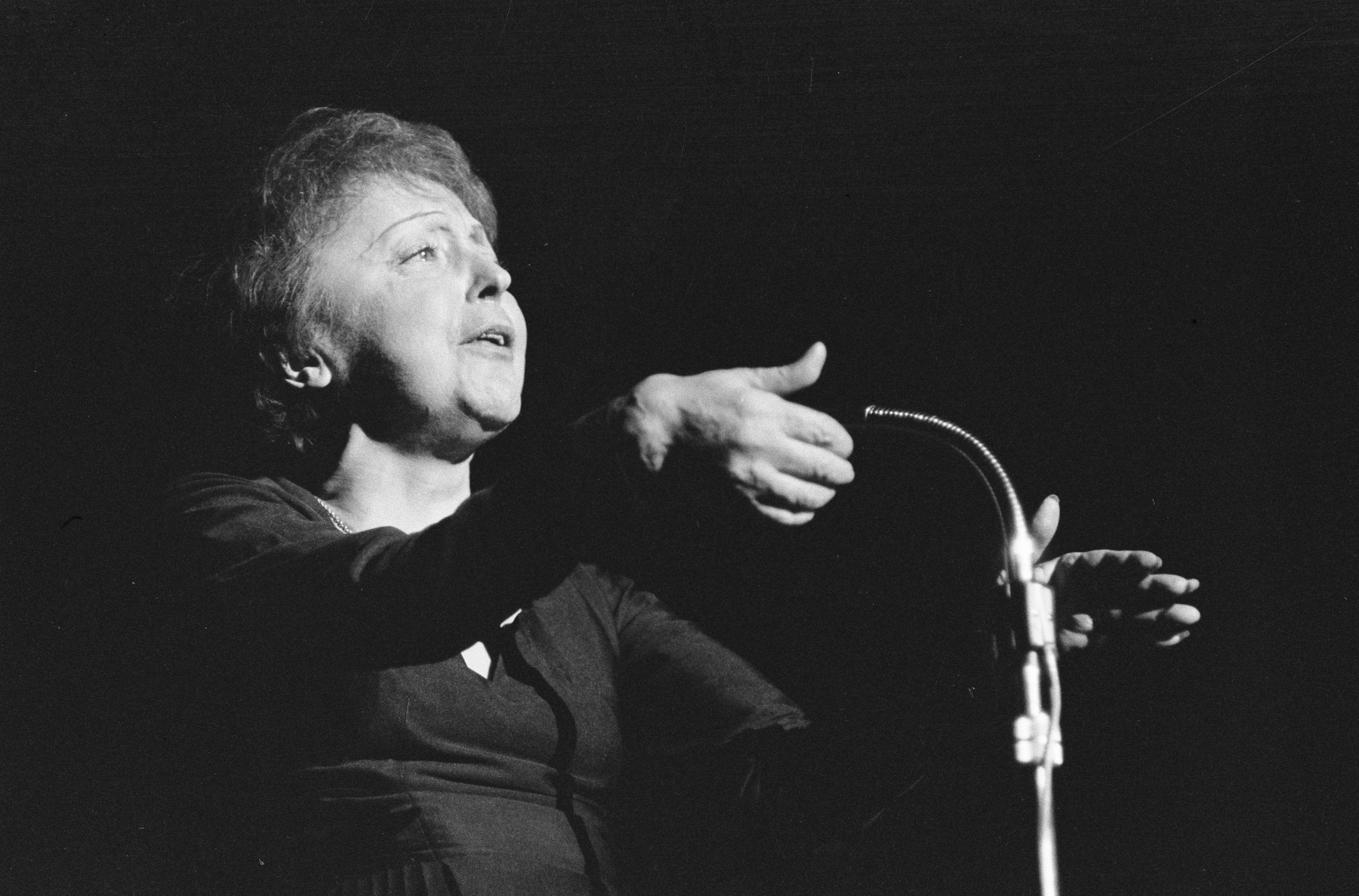
Édith Piaf

V oblasti filmové hudby patří k nejoceňovanějším autorům Maurice Jarre. V moderní populární hudbě se Francouzi dlouho snažili konkurovat svým osobitým žánrem – šansonem. Uznání světa v něm získali zejména Édith Piaf, Charles Aznavour, Gilbert Bécaud, Yves Montand, Mireille Mathieu, Dalida či Juliette Gréco. 
Do historie rokenrolu se zapsal Johnny Hallyday. Serge Gainsbourg se stal symbolem eroticky nabitého popu. V klasickém globálním popu se Francouzi prosazují méně, v posledních letech se to podařilo Vanesse Paradis, Alizée či Nolwenn Leroy. Zdaleka nejvíce se to však podařilo klávesistovi a skladateli Jean-Michel Jarrovi. V oblasti elektronické hudby se prosadil též DJ David Guetta.
Maurice Béjart či Marius Petipa byli proslulými baletními choreografy.

### Film

François Truffaut

Velkou tradici má francouzské filmové umění, Georges Méliès stál u jeho samého zrodu. Režiséři 60. let 20. století Jean-Luc Godard a François Truffaut patří ke klasikům světového filmu. K tzv. Nové vlně (Nouvelle Vague) krom nich patřili též režiséři Claude Chabrol, Alain Resnais a Eric Rohmer. Navazovali přitom na originální tvůrce předchozích dekád, jakými byli Jean Renoir či Jacques Tati. Oscara mají krom výše uvedených Maurice Cloche, René Clément, Marcel Camus, Serge Bourguignon, Claude Lelouch, Bertrand Blier, Régis Wargnier, Richard Dembo, Michel Hazanavicius či Jean-Jacques Annaud. Annaud je mj. tvůrce slavných snímků Jméno růže a Sedm let v Tibetu. Luc Besson pracuje v Hollywoodu. Tomuto filmovému centru dokázali Francouzi, jako jedni z mála na světě, v 60.-80. letech 20. století konkurovat, zejména v žánru komedie.

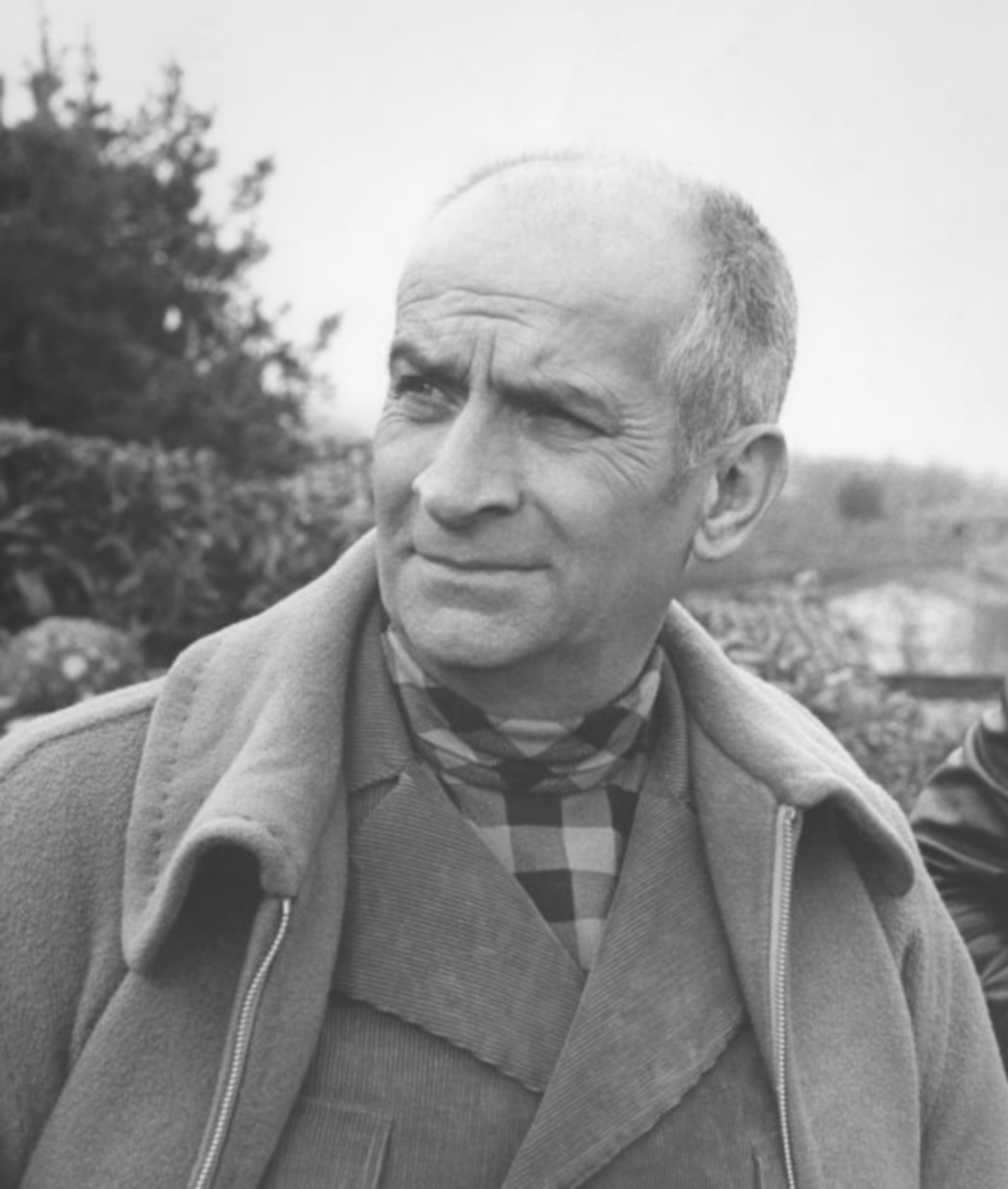
Louis de Funès

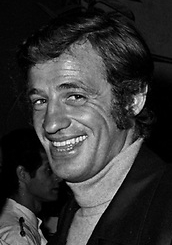
Jean-Paul Belmondo

Francouzský film měl a má herecké hvězdy světového formátu: Louis de Funès, Jean Gabin, Jean-Paul Belmondo, Alain Delon, Brigitte Bardotová, Gérard Philipe, Yves Montand, Lino Ventura, Michel Piccoli, Catherine Deneuve, Jean-Louis Trintignant, Jean Rochefort, Gérard Depardieu, Pierre Richard, Jean Marais, Philippe Noiret či Jeanne Moreau. Ve 30. a 40. letech 20. století se v Hollywoodu proslavila Claudette Colbertová. V 50. letech se dokázali prosadit také Simone Signoretová či Fernandel. Ještě mnohem dříve vytvořila Sarah Bernhardtová prototyp herecké a filmové hvězdy. V posledních letech už se světový věhlas francouzským hercům získává hůře. V některých případech je k tomu zapotřebí angažmá v Hollywoodu – důkazem jsou biografie hereček a herců jako jsou Sophie Marceau, Isabelle Adjani, Juliette Binoche, Audrey Tautou, Marion Cotillard, Jean Dujardin či Jean Reno.
Navzdory jistému ústupu ze slávy točí Francie stále nejvíce filmů v Evropě a je zemí, kde americká filmová produkce získává nejmenší procento příjmů z promítání (okolo 50 procent, proti tomu například v Německu je to 77 procent). Francie je také stále ještě druhým největším vývozcem filmů na světě, po Spojených státech.
Filmový festival v Cannes, založený roku 1946, patří k největším filmovým událostem světa. Jeho hlavní cena Zlatá palma (Palme d'or), udělovaná od roku 1955, patří k nejprestižnějším oceněním ve světovém filmu. Nejdůležitější francouzskou národní filmovou cenou je César, uděluje se od roku 1976.

### Kuchyně

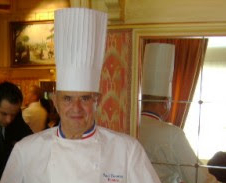
Paul Bocuse

Francouzská kuchyně je charakteristická svou velikou rozmanitostí. Je označována za jeden z nejvíce kultivovaných a elegantních stylů vaření na světě. Mnoho nejlepších světových šéfkuchařů jako Taillevent, François Pierre La Varenne, Marie-Antoine Carême (zakladatel haute cuisine), Auguste Escoffier nebo Paul Bocuse byli mistry této kuchyně. Francouzské způsoby vaření ovlivnily bezmála celou Západní Evropu a mnoho kulinářských škol užívá francouzskou kuchyni jako základ všech ostatních forem evropského vaření. V listopadu roku 2010 byla francouzská gastronomie přidána na seznam nemateriálního světového kulturního dědictví UNESCO. I pojem restaurace má francouzský původ (avšak ve formě restaurant).

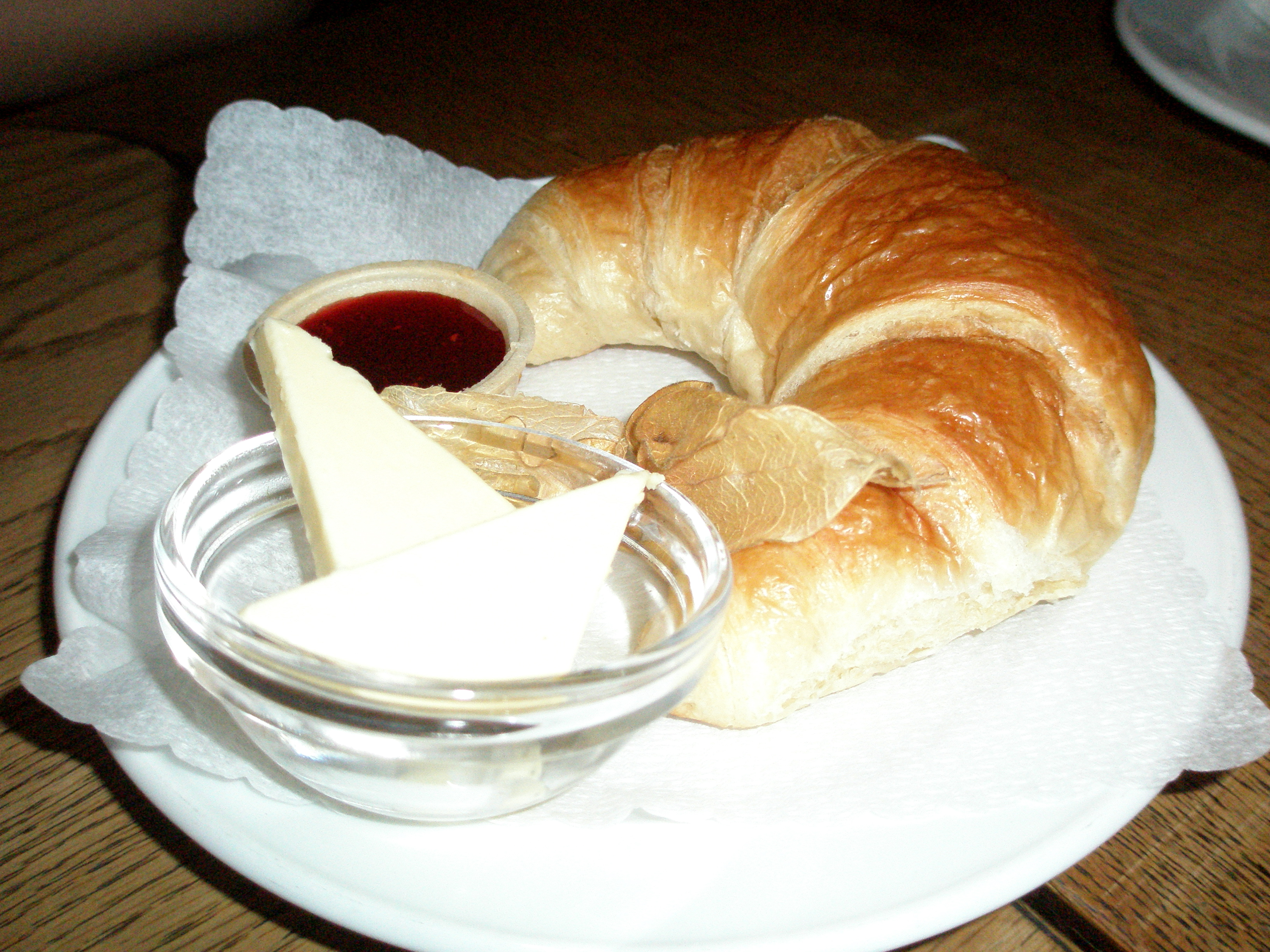
Francouzský croissant

Ve Francii vznikly mnohé kuchařské postupy (marinády, suflé, tapenáda, bešamelová omáčka, hranolky). Ke známým francouzským specialitám patří foie gras (ztučnělá játra vodních ptáků). Oblíbenými surovinami jsou lanýže, žampiony, hlíva ústřičná, mušle, ústřice. Slavným pokrmem je kohout na víně (coq au vin). Pro ostatní Evropany jsou dosti exotickými specialitami žabí stehýnka (grenouille) a šneci (escargot). Do celého světa se rozšířil lehký sladký rohlík croissant, který Francouzi často snídají s kávou, stejně jako bageta nebo palačinky (crêpe). K regionálním specialitám patří alsaský šukrut, lotrinský slaný koláč quiche, nebo hovězí po burgundsku (boeuf bourguignon). V Provence má původ rybí polévka bouillabaissa, v celé Francii je milována cibulačka. Okolo Nice vznikl zeleninový pokrm ratatouille, v Gaskoňsku konfitovaná kachna (confit de canard). Nejoblíbenějším francouzským sendvičem je croque monsieur. Známými francouzskými dezerty jsou crème brûlée, obrácený koláč (tarte tatin) nebo makronky. 

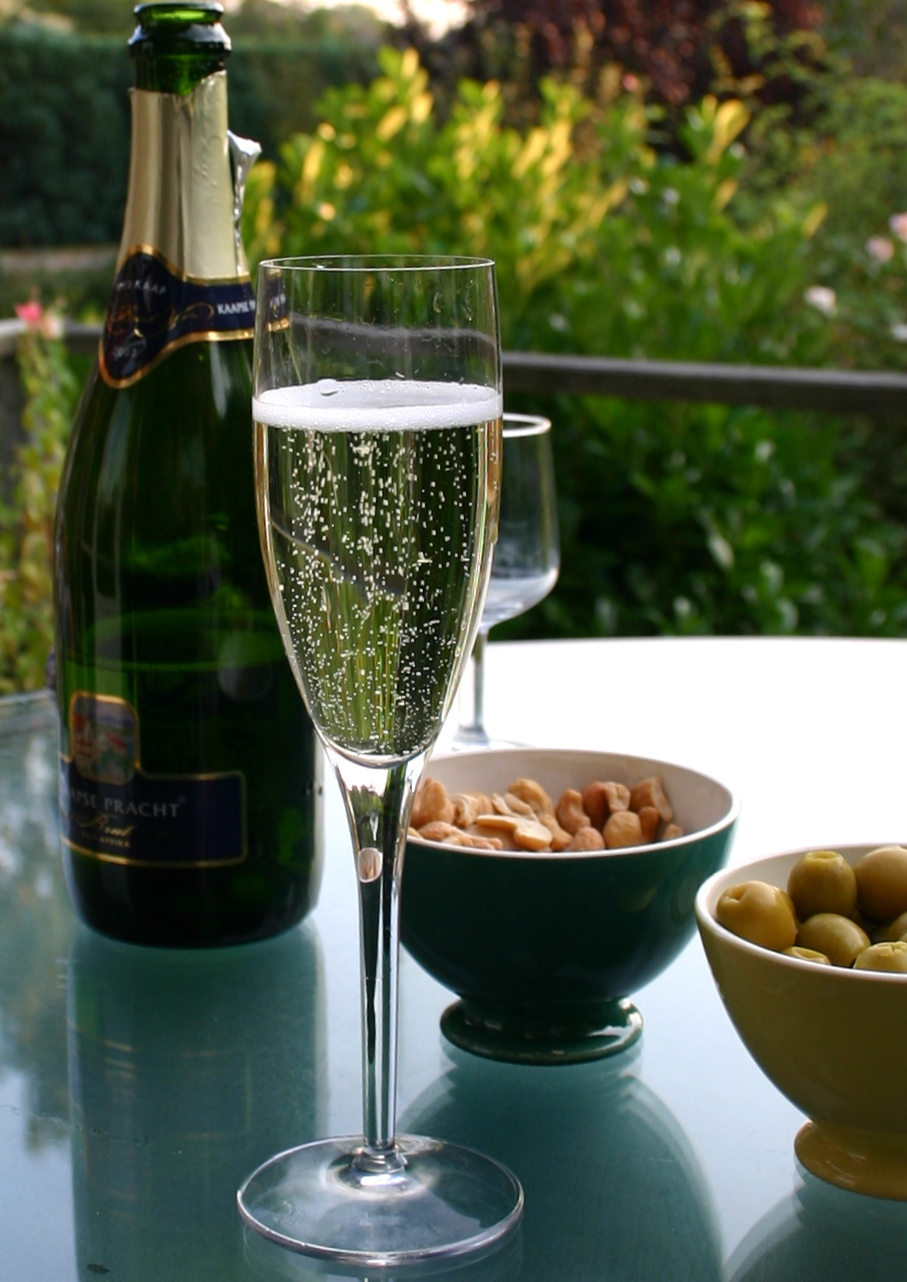
Šampaňské

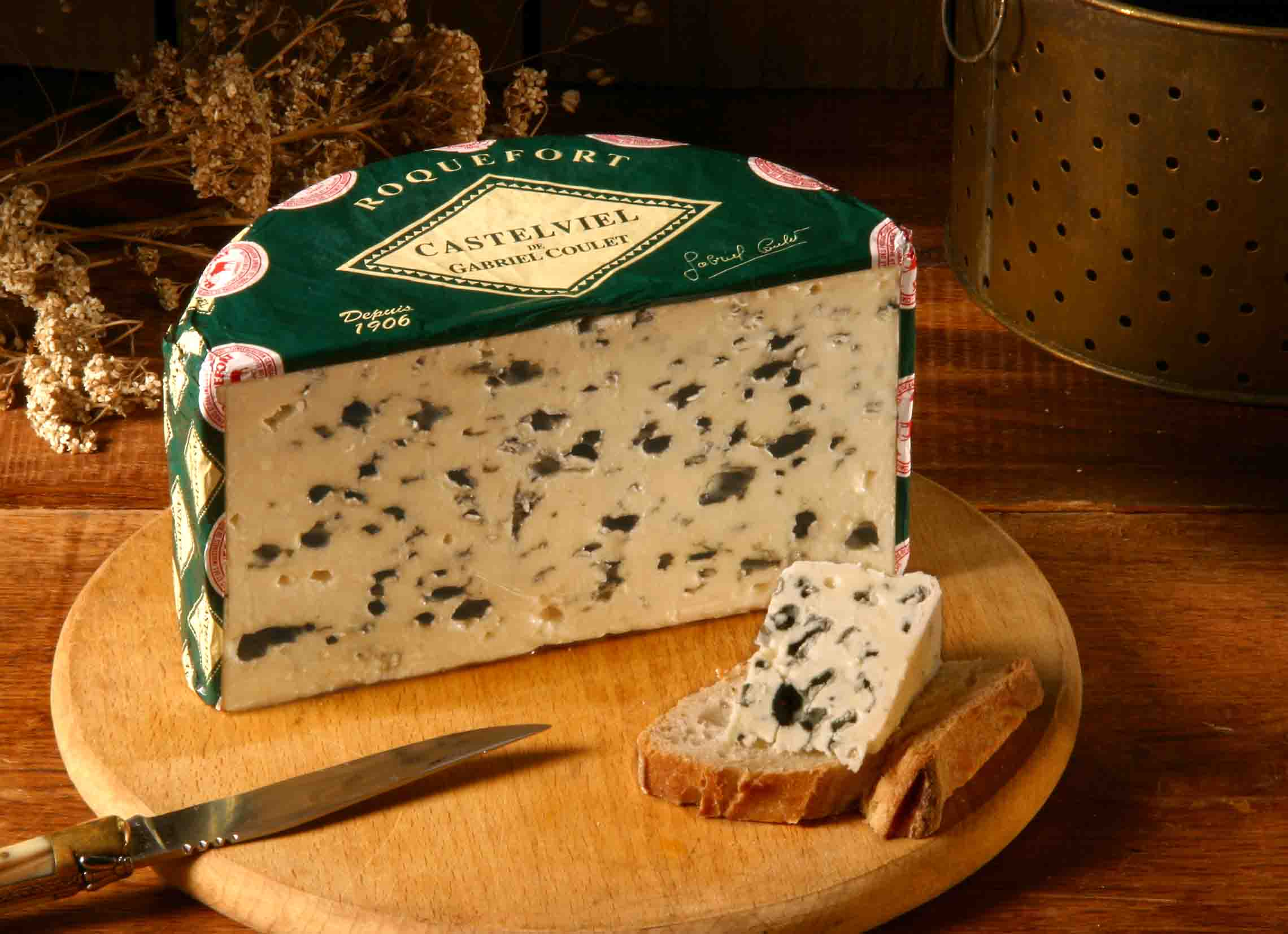
Roquefort

Specifickou roli ve francouzské gastronomii hrají sýry. Ve francouzských Alpách se vyrábí sýr beaufort, v kraji Aveyron plísňový sýr roquefort, v Normandii byl vynalezen camembert, v oblasti Seine-et-Marne sýr brie. Z Burgundska pochází dijonská hořčice.
Významnou úlohu v celé francouzské kultuře hraje vinařství. Celosvětově proslulé je šampaňské víno - šumivé, sekundárně kvašené víno z oblasti Champagne-Ardenne. Některé odrůdy byly vyšlechtěny přímo ve Francii, například sauvignon. Velmi ceněna jsou rovněž červená vína z oblasti Bordeaux, burgundské víno (chardonnay, pinot noir), nebo beaujolais (viz též Vinařské oblasti ve Francii).
Ale známé jsou i jiné francouzské alkoholické nápoje, z Normandie pochází pálenka z jablek calvados, z Alp likér Chartreuse a z Gaskoňska možná nejstarší brandy světa zvané armaňak. Ze západní Francie (z okolí města Cognac), pochází zvláštní typ brandy, světově známý koňak, k nejznámějším jeho značkám patří Hennessy.
Velkou tradici mají také francouzské kavárny. Francie dala světu též Michelinova průvodce, nejprestižnějšího knižního průvodce po světových restauracích, který systémem hvězdiček oceňuje ty nejkvalitnější. André Michelin vydal první tuto publikaci již roku 1900, hodnocení hvězdičkami vzniklo roku 1926. Dlouho byly hodnoceny jen restaurace evropské, po roce 2005 průvodce zahrnul i velká města mimo Evropu.

### Móda

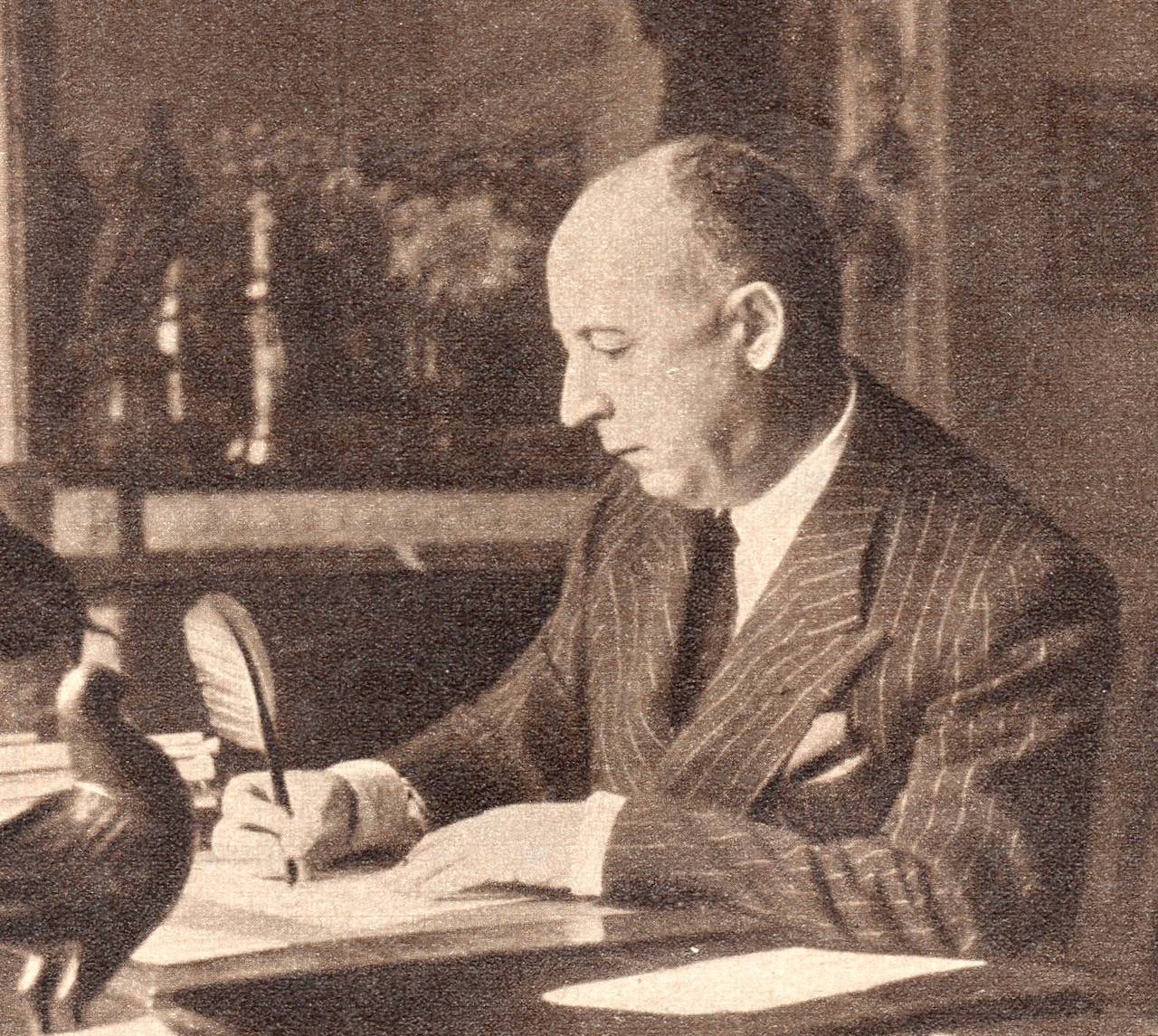
Christian Dior

Významným kulturním jevem ve Francii je móda, a to od 17. století, kdy se král Ludvík XIV. rozhodl být ochranitelem a určovatelem krásy a stylu. V 19. století vznikla v Paříži tzv. haute couture. A i dnes je Paříž, spolu s Londýnem, Milánem a New Yorkem, jednou z největších světových módních metropolí. Vzniklo zde několik proslulých módních (a kosmetických) domů, založených osobnostmi jako Coco Chanel, Christian Dior nebo Hubert de Givenchy. Revoluci v módním průmyslu způsobil Yves Saint Laurent, když se rozešel se zavedenými normami haute couture a vsadil na prêt-à-porter (konfekční módu všedního dne). V mnohém ho následovala další generace návrhářů jako Jean-Paul Gaultier, Christian Lacroix nebo Sonia Rykielová. Francie je též světovým lídrem ve výrobě parfémů a jiné kosmetiky (L'Oréal, Yves Rocher). Korporace LVMH sdružuje mnoho známých značek, kosmetických i módních, například značku Louis Vuitton, proslulou výrobou luxusních kabelek.

## Sport

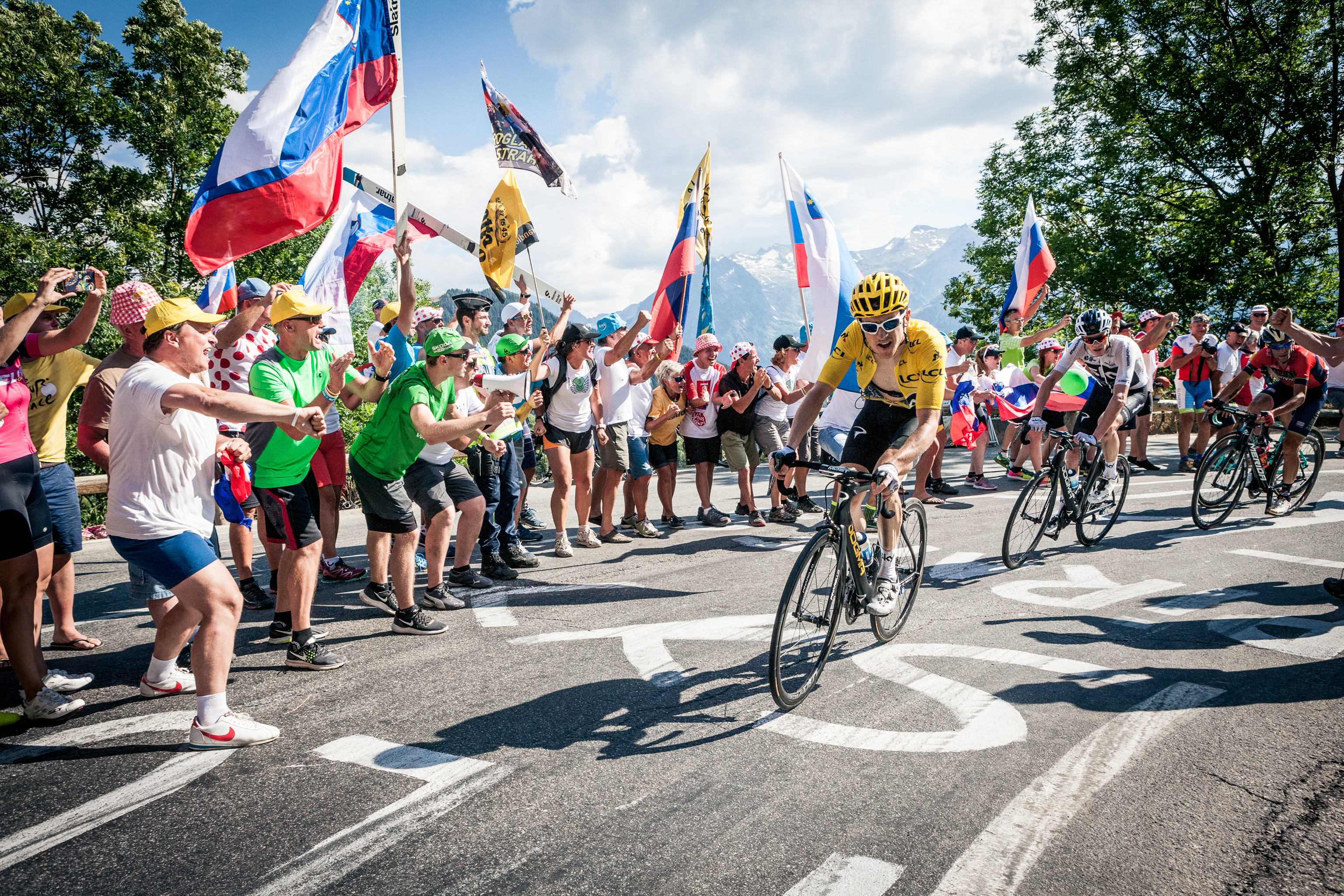
Tour de France

Nejpopulárnějším sportem ve Francii je fotbal. Dalšími populárními sporty jsou cyklistika (ve Francii se každoročně pořádá světoznámá Tour de France), ragby, lehká atletika, automobilový sport (Grand Prix Francie v Magny-Cours, 24 hodin Le Mans) a tenis (French Open v Paříži). Nejhranějším sportem ve Francii je pétanque. Různé formy pétanque jsou hrány přibližně 17 miliony Francouzů. Federation Française de Pétanque et Jeu Provençal eviduje 480 000 licencovaných hráčů. Další známou hrou, která pochází z Francie, je stolní fotbal. Mezi Francouzi je velmi populární, což dokazují četnými vítězstvími na světových šampionátech.

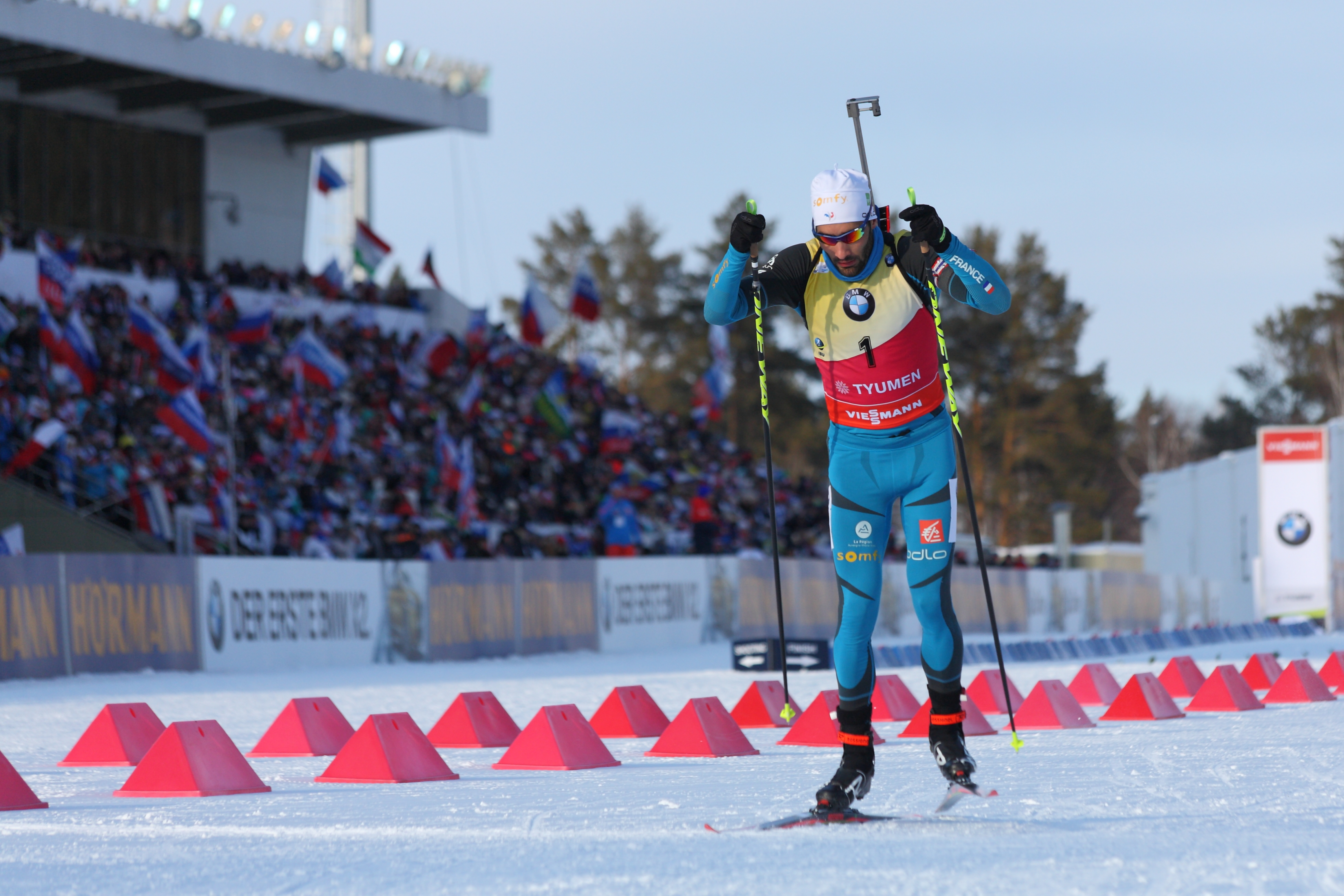
Martin Fourcade

Francouzi několikrát pořádali olympijské hry: letní v letech 1900 a 1924 v Paříži a zimní v roce 1924 v Chamonix, 1968 v Grenoble a 1992 v Albertville. Roku 2024 se budou letní olympijské hry znovu konat v Paříži. Pierre de Coubertin byl klíčovou postavou při obnovování tradice olympijských her na konci 19. století. Francie se zúčastňuje olympijských her již od těch prvních v Athénách roku 1896, kde získala pět zlatých. K roku 2018 činil počet zlatých medailí na letních i zimních olympiádách 248, což Francii řadilo na páté místo v historické tabulce národů. V cyklistice Francouzi historickou tabulku dokonce vedou (mj. díky jménům jako Paul Masson, Robert Charpentier, Daniel Morelon, Florian Rousseau či Félicia Ballangerová). Nejúspěšnějším francouzským olympionikem je biatlonista Martin Fourcade, který vybojoval pět zlatých a dvě stříbrné. Čtyři zlaté mají šermíři Christian d'Oriola a Lucien Gaudin. Tři nejcennější kovy si z olympiády odvezli běžkyně na krátkých tratích Marie-José Pérecová, legendární sjezdař Jean-Claude Killy, nebo vodní slalomář Tony Estanguet. Vynikající bilanci tří individuálních medailí mají i sjezdařka Marielle Goitschelová a meziválečný vzpěrač Louis Hostin.

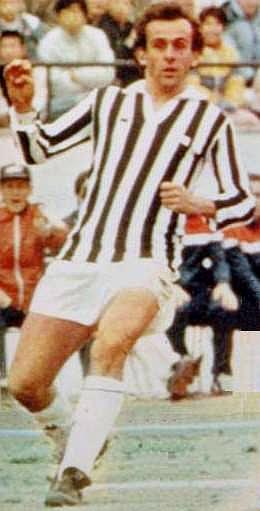
Michel Platini

Francouzská fotbalová reprezentace dvakrát vyhrála mistrovství světa (1998, 2018), dvakrát získala stříbro (2006, 2022) a dvakrát bronz (1958, 1986). Dvakrát též triumfovala na mistrovství Evropy (1984, 2000). Jediný francouzský klub, Olympique Marseille, dokázal vyhrát nejprestižnější evropskou klubovou soutěž, Ligu mistrů. Paris St. Germain zvítězil v Poháru vítězů pohárů. Na těchto úspěších se podílela řada osobností. Generaci 50. let dominovali Raymond Kopa (Zlatý míč 1958) a Just Fontaine (nejlepší střelec MS 1958). Té z 80. let zejména Michel Platini (Zlatý míč 1983, 1984, 1985), Alain Giresse či Jean Tigana. Největšími hvězdami 90. let byli Zinedine Zidane (Zlatý míč 1998), Jean-Pierre Papin (Zlatý míč 1991), Eric Cantona či Thierry Henry. Pilíři mužstva, jež triumfovalo na mistrovství světa v Rusku roku 2018, byli N´Golo Kanté, Antoine Griezmann a Kylian Mbappé.

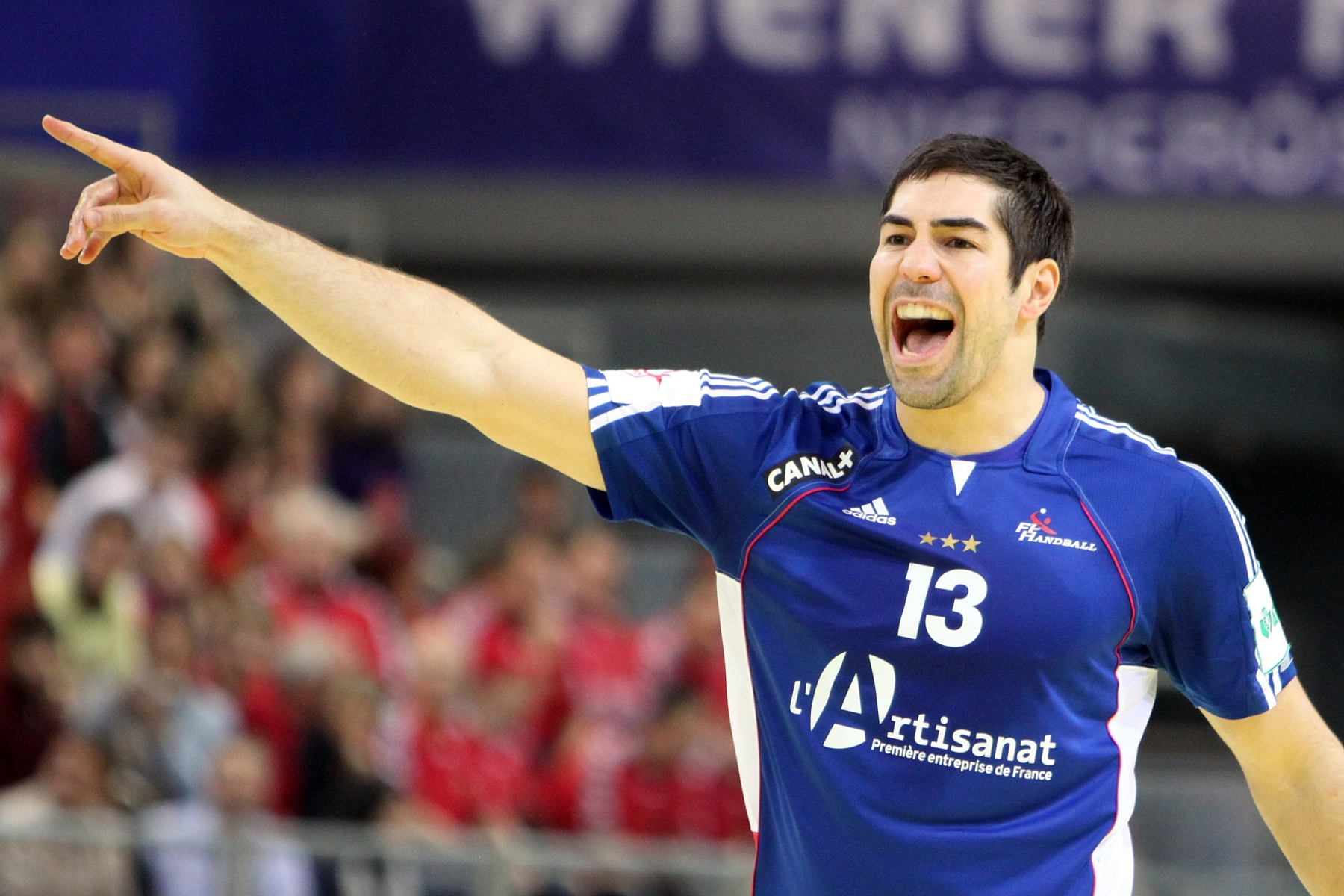
Nikola Karabatić

Od 90. let 20. století Francouzi zažívají sérii úspěchů v házené. Mužský tým dvakrát vyhrál olympijský turnaj (2008, 2012) a šestkrát mistrovství světa (1995, 2001, 2009, 2011, 2015, 2017), ženský dvakrát vyhrál světový šampionát (2003, 2017). Nikola Karabatić byl třikrát zvolen nejlepším házenkářem světa (2007, 2014, 2016). Stejného ocenění se mezi ženami dostalo Allison Pineauové. Thierry Omeyer byl zvolen nejlepší házenkářským brankářem všech dob.
Francouzská mužská basketbalová reprezentace zažívá po roce 2000 nejlepší éru své historie, v roce 2013 vyhrála mistrovství Evropy, na olympijských hrách brala stříbro (2000), na světovém šampionátu bronz (2014). Největší osobností této éry je Tony Parker, který byl již dvakrát (2007, 2013) vyhlášen nejlepším basketbalistou Evropy (v anketě Euroscar). Antoine Rigaudeau je členem síně slávy Mezinárodní basketbalové federace. Podobný vzestup zažil v novém tisíciletí ženský basketbal, Francouzky poprvé vyhrály mistrovství Evropy (2001, 2009) a získaly stříbro na OH (2012). Symboly tohoto vzestupu jsou hráčky jako Sandrine Grudaová nebo Céline Dumercová, jež byly obě vyhlášeny nejlepšími basketbalistkami Evropy. Členkou síně slávy FIBA je Jacky Chazalonová.
Také volejbalisté se ve 21. století vyšvihli mezi světovou špičku a vyhráli olympiádu (2020) i evropský šampionát (2015).

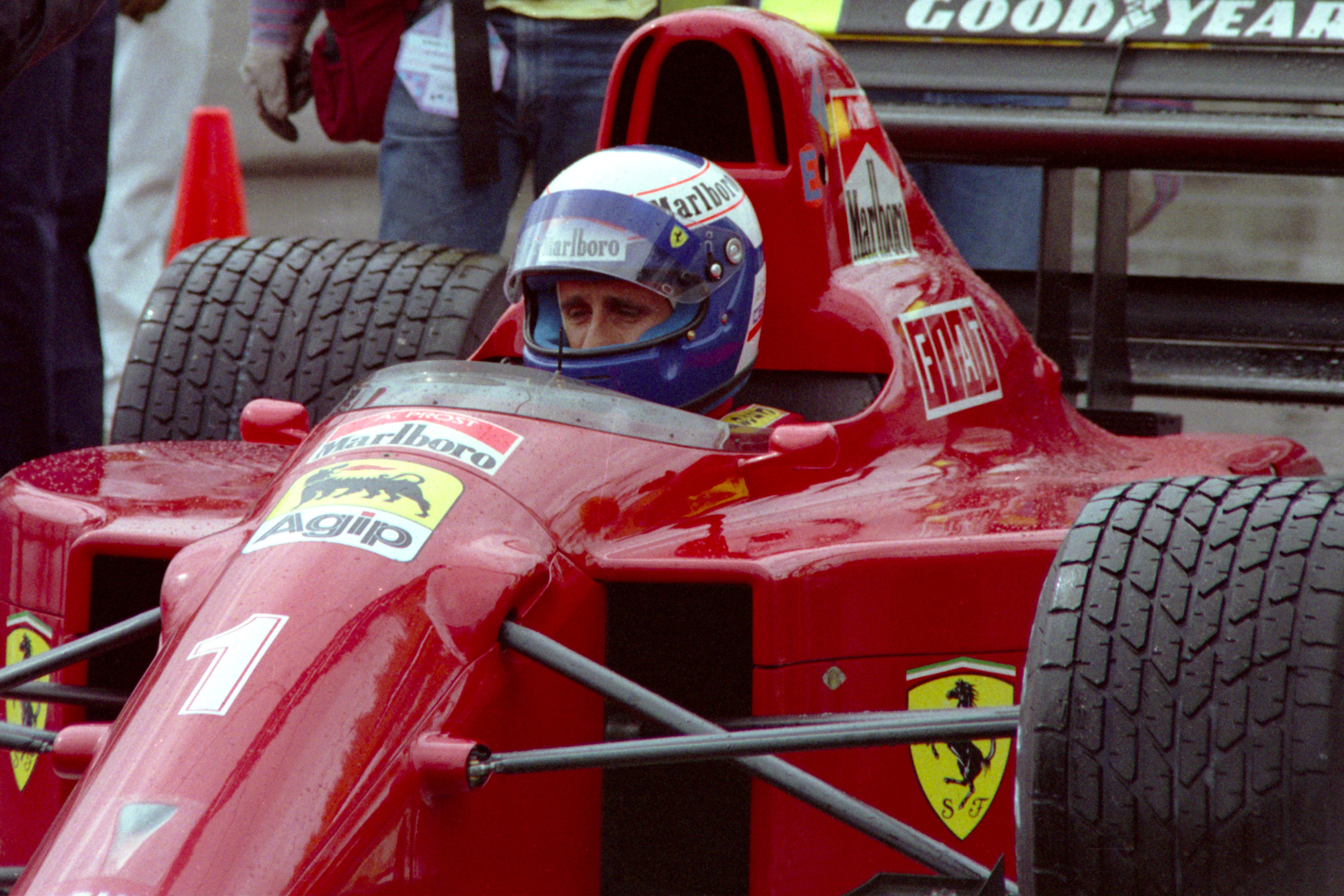
Alain Prost

Světovou tenisovou jedničkou i vítězkou Wimbledonu byla Amélie Mauresmová. Wimbledon vyhrála i Marion Bartoliová. Mary Pierceová vyhrála Australian Open a domácí grandslam na Roland Garros, v tom druhém ji dokázal napodobit Yannick Noah. Suzanne Lenglenová byla hvězdou tenisového pravěku, získala dvě olympijská zlata (1920) a 21 grandslamových titulů.
Alain Prost je čtyřnásobným mistrem světa Formule 1. Sébastien Loeb drží rekord v počtu titulů mistra světa v závodech rallye, pronásledován svým krajanem Sébastienem Ogierem. Johann Zarco je dvojnásobným mistrem světa v závodech silničních motocyklů. K legendárním profesionálním cyklistům patřili Jacques Anquetil, Bernard Hinault nebo Louison Bobet.

## Turismus

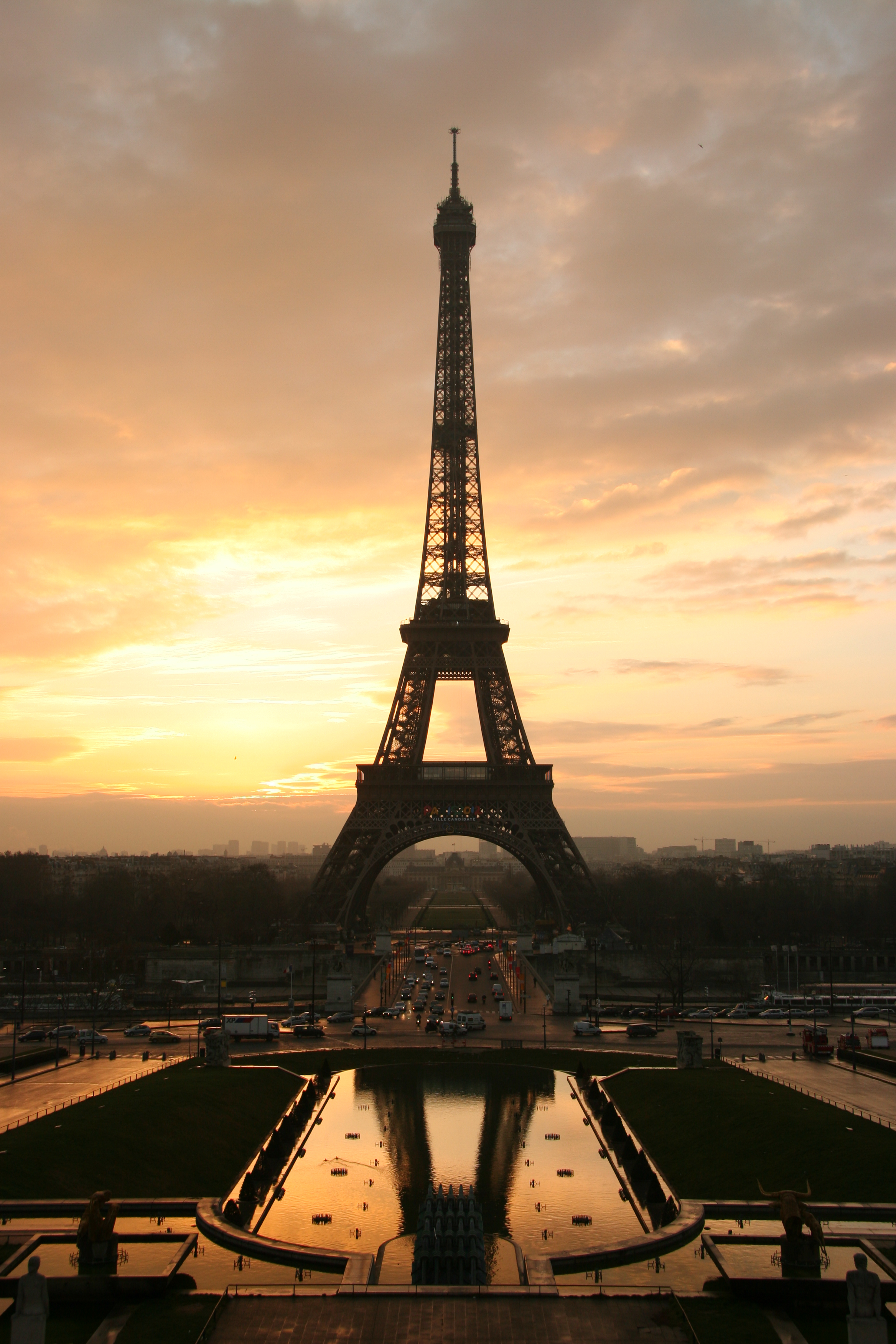
Eiffelova věž

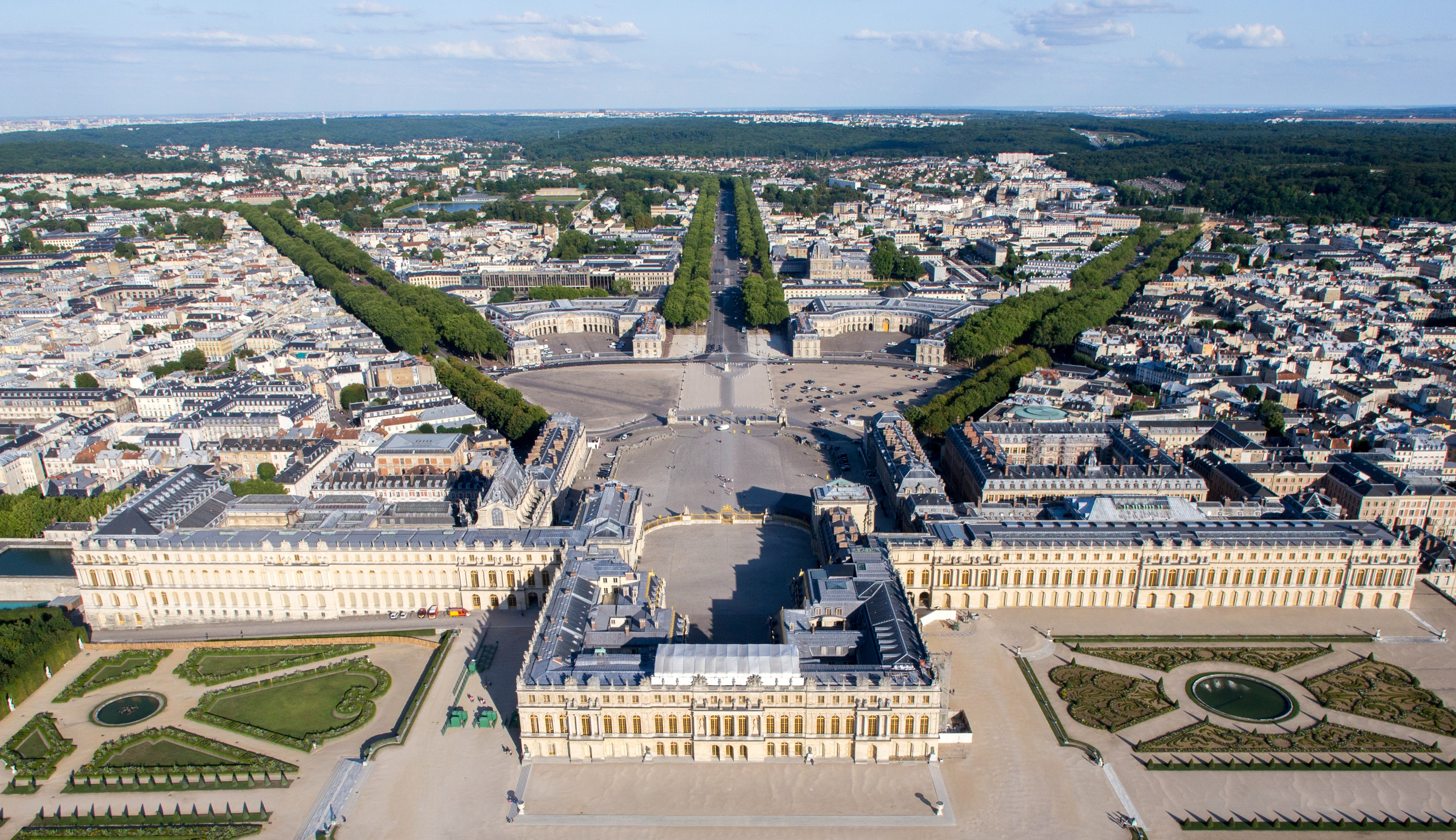
Zámek Versailles

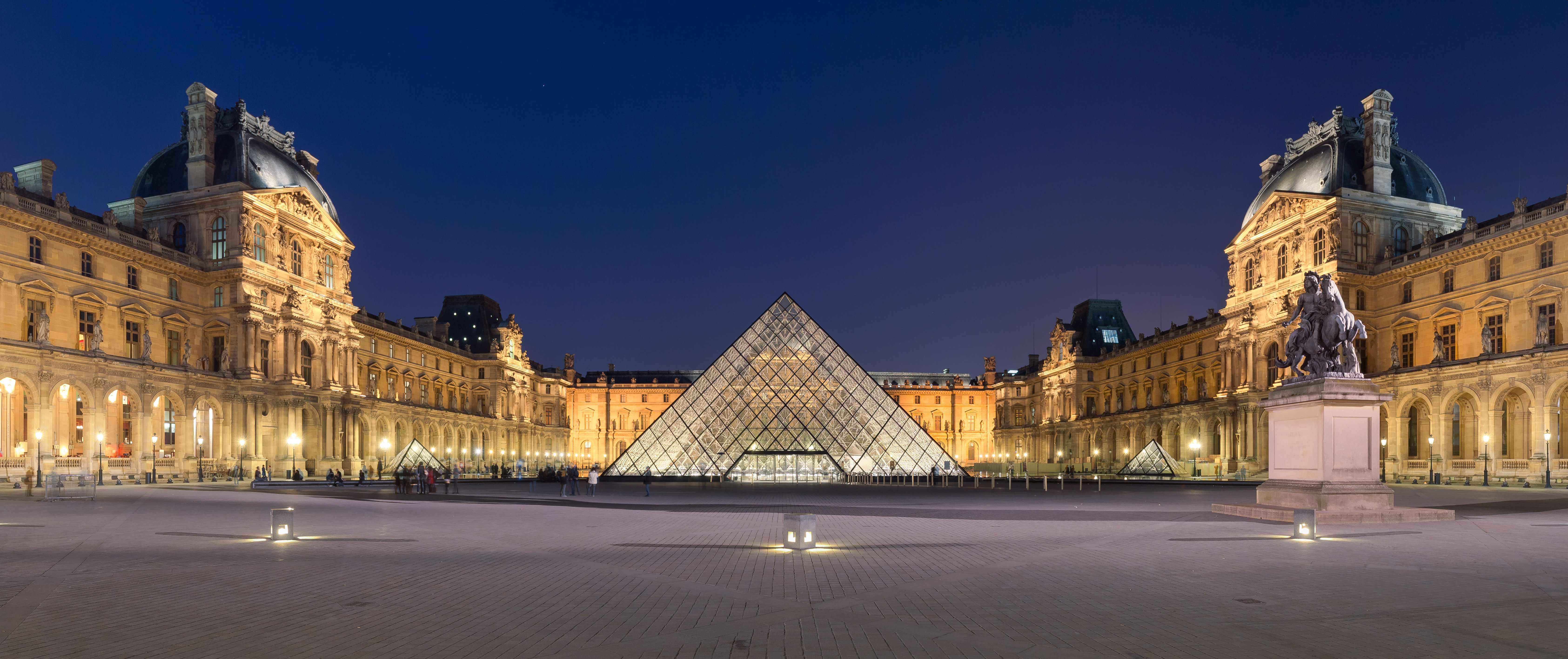
Muzeum Louvre

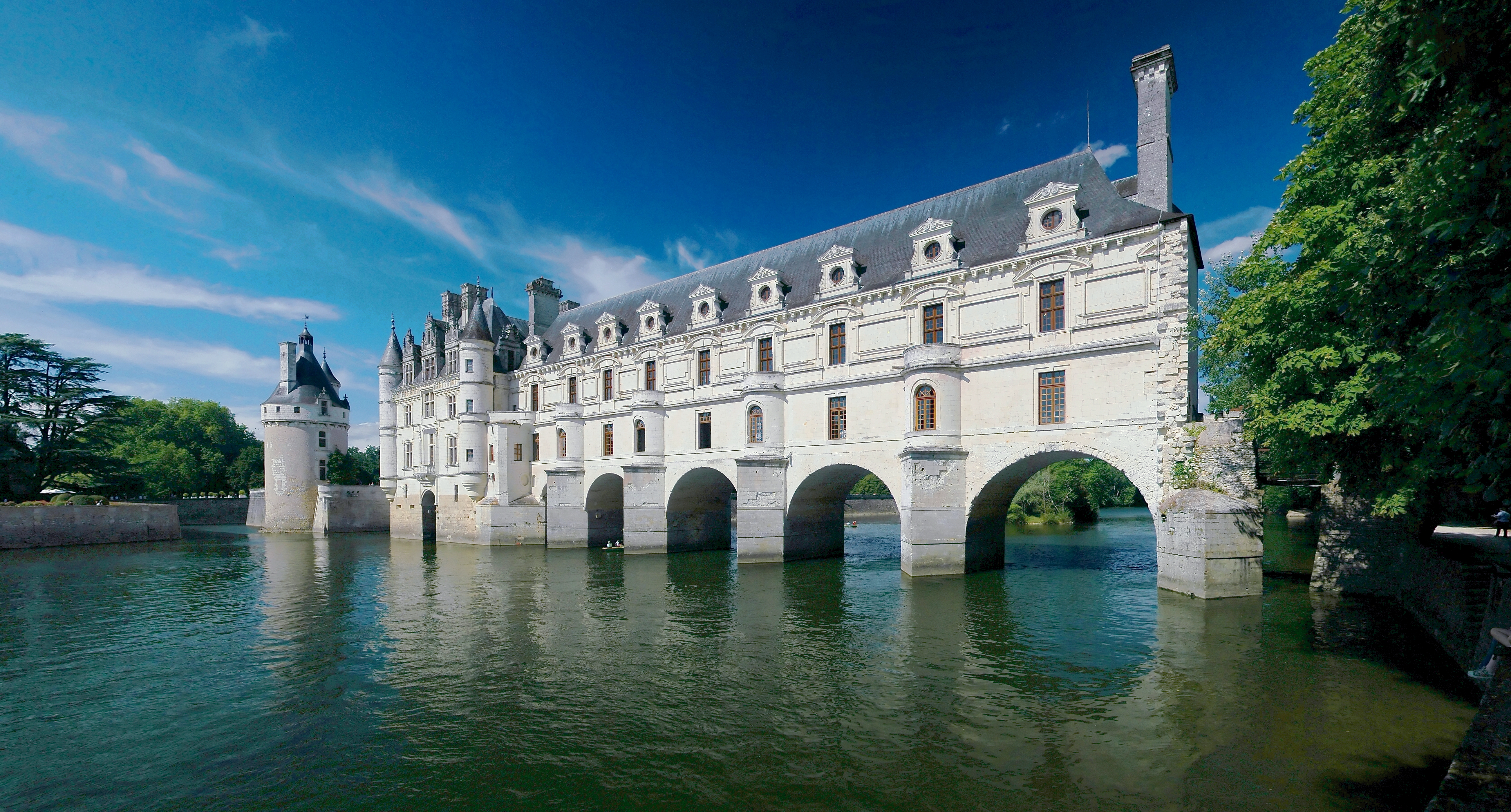
Zámek Chenonceau

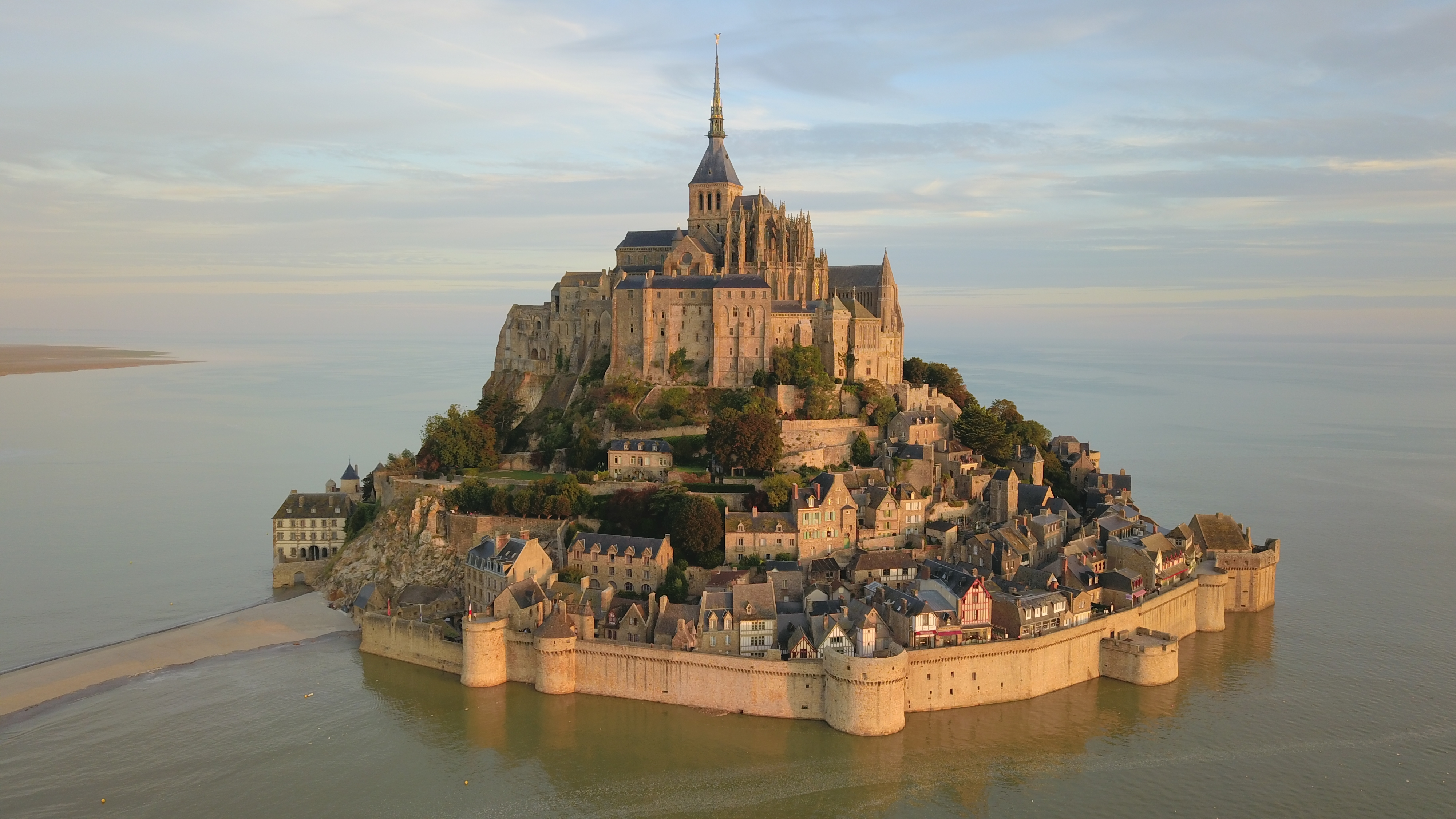
Mont-Saint-Michel

Francie patří k turisticky nejzajímavějším cílům. V roce 2012 ji kupříkladu navštívilo 83 milionů turistů, což bylo nejvíce na světě (s odstupem následovaly mnohem větší země Spojené státy a Čína). Zdaleka nejpopulárnější turistickou atrakcí je Eiffelova věž v Paříži, která se stala symbolem celé Francie. Každoročně si ji přijede prohlédnout přes 6 milionů návštěvníků jak z tuzemska tak ze zahraničí. Byla postavena v letech 1887 až 1889 a až do roku 1930 byla s výškou 300,6 metru nejvyšší stavbou světa. Dnes měří včetně antény na vrcholu 324 metrů. Je pojmenována po svém konstruktérovi Gustavu Eiffelovi. Druhou nejnavštěvovanější památkou ve Francii je zámek Versailles, v letech 1682–1789 sídlo francouzských králů. Z dalších architektonických památek přitahují nejvíce pozornosti Pont du Gard, antický akvadukt v jižní Francii ležící asi 25 km severovýchodně od města Nîmes, pařížský Vítězný oblouk, který dal postavit Napoleon Bonaparte na paměť svého vítězství v bitvě u Slavkova, klášter na Mont-Saint-Michel v Normandii, gotická kaple Sainte-Chapelle v Paříži (součást komplexu Justičního paláce) nebo pevnost Carcassonne. V hlavním městě jsou to dále chrámy Notre Dame a Sacré-Cœur, či známé bulváry jako Boulevard Saint-Michel nebo Avenue des Champs-Élysées (kde se nachází i Elysejský palác, rezidence francouzských prezidentů). Mimo metropoli pak katedrála v Chartres, klášter Vézelay, katedrála v Amiens, klášter Fontenay, klášter Saint-Savin-sur-Gartempe, katedrála v Remeši nebo katedrála v Bourges. Velký zájem budí i muzea a galerie. Louvre je nejnavštěvovanějším muzeem na světě a třetím největším na světě. Mnoho milovníků kultury míří však i do galerie moderního umění Centre Georges Pompidou, do Muzea Orsay, kde lze nalézt unikátní sbírku francouzských impresionistů, a do Musée du quai Branly, které se specializuje na neevropské umění. Dalšími významnými institucemi jsou technické muzeum Cité des sciences et de l'industrie a přírodopisné muzeum Muséum national d'histoire naturelle. V Invalidovně se nachází, mimo jiné, i vojenské muzeum. Francie disponuje také řadou historických hradů a zámků: Château du Haut-Kœnigsbourg, zámek ve Fontainebleau, zámek Amboise, zámek Ussé, zámek Villandry, zámek Chenonceau, zámek Montsoreau, zámek Chantilly, zámek Vaux-le-Vicomte. Mnoho turistů míří také do zábavního parku Disneyland Paris. Za letními radovánkami pak míří turisté z celého světa na Francouzskou Riviéru (Côte d'Azur). Ve Francii lze rovněž nalézt řadu významných míst pro věřící a křesťanské poutníky, vede tudy značná část Svatojakubské cesty. Mnoho poutníků míří i do městečka Lurdy, spojeného s nejznámějším mariánským zjevením, klíčovým místem zde je Svatyně Panny Marie Lurdské, která byla zapsána, jako mnoho dalších výše jmenovaných památek, na seznam světového dědictví UNESCO. Zápisu se dočkaly krom toho i antické památky v Arles a Orange, královské solné doly v Arc-et-Senans, historická centra Avignonu, Le Havru, Bordeaux a Lyonu a proslulé jeskynní malby v Lascaux a v Chauvetově jeskyni. Z přírodních památek je to například skalní masiv Monte Perdido.